# هارون الرشيد
أميرُ المُؤمِنين وخَليفَةُ المُسْلِمين الحاجُّ العابد والإمامُ المُجاهد أجلُّ مُلوك الدُّنيا أبُو جَعْفَر هارُون الرَّشيد بن مُحمَّد المِهدي بن عبد الله المَنْصُور بن مُحمَّد بن علي بن عبد الله بن العبَّاس القُرَشيُّ الهاشِميُّ (1 مُحرَّم 149 – 3 جُمادى الآخرة 193هـ / 19 فبراير 766 – 24 مارس 809م)، المَعرُوف باسمه ولقبه هارُون الرَّشيد أو الرَّشيد، هو خامس خُلَفاء بني العَبَّاس، والخليفة الرَّابع والعشرون في ترتيب الخُلَفاء عن النبي مُحمَّد. حكم الدَّولة العبَّاسية (15 ربيع الأول 170 – 3 جُمادى الآخرة 193هـ / 14 سبتمبر 786 – 24 مارس 809م)، ودام حكمه ثلاثًا وعشرين سنة وشهرين وثمانية عشر يومًا حتى وفاته.
وُلد هارُون بن مُحمَّد في مدينة الرَّي من إقليم الجِبال، مُتلقيًا تعليمًا جيدًا في صباه، فأحب العلم والأدب، وتدرَّب على الفُروسيَّة والفُنون القتاليَّة. ولَّاه أبوه المهدي ولاية العهد بعد أخيه مُوسى الهادي اثر نجاحه في حملته الأُولى على الرُّوم، ثم أرسلهُ لقيادة حملة جهاديَّة ثانية وكانت أكبر تأثيرًا من الأولى، فقد وصلت أفواج الجيش الإسلامي إلى خليج القسطنطنيَّة ما أجبر الإمبراطُورة إيرين الأثينيَّة للمُسارعة في طلب الصلح ودفع الجزية لثلاثة سنوات. وبسبب قُدرات الرَّشيد وانتصاراته وإخضاعه لأعداء الخلافة، قرَّر المهدي تقديم ولايتَه على الهادي، غير أن المنيَّة عاجلته أثناء مسيره نحو خُراسان لعزل الهادي، ليُصبح الأخير خلفًا له في قيادة الدولة العبَّاسيَّة. حاول الهادي عزل أخيه الرَّشيد عن ولاية العهد لصالح ابنه جعفر، وسعى في ذلك وتشدَّد بهدف الضغط عليه مرَّات عديدة، ففشل في تحقيق ذلك ليتوفى بعد سنة من حُكمه.
بُويع الرَّشيد خليفةً بعد الهادي، وعمره 21 عامًا في سنة 170هـ / 786م، ليرث بلادًا مُترامية الأطراف، وامتد أرجاء حُكمه من بلاد ما وراء النَّهر والسِّند شرقًا حتى إفريقية غربًا، ومن اليمن جَنوبًا، حتى أرَّان وبلاد الكُرج شمالًا، فحكمها في البداية بالتعاون مع وزيرِه يحيى البرمكي، وأطلق للبرامكة يدهم لإصلاح شؤون البلاد، فقاموا بذلك على نحوٍ ممتاز خاصةً في العقد الأول من حُكمه. واجه الرَّشيد تحدِّيَات وثوراتٍ انفصاليَّة عديدة عليه، ومنها خروج بعض العلويين عليه، مثل يحيى بن عبد الله في الدَّيلم، وظهور دولة الأدارسة في بلاد المغرب الأقصى، كما ظهرت ثورات خارجيَّة كثيرة مثل الصَّحصح، والحُصين، وأهمُّهم الوليد بن طريف الشَّيباني لقربه من حاضرة الخلافة. برزت فتنةٌ قبليَّة في الشَّام، وعانت مصر من ثورات واضطرابات في بعض الأحيان بسبب السياسات الضَّريبيَّة. تمكَّن الرَّشيد من إخماد معظم هذه الثَّورات والاضطرابات التي خرجت عليه في عهده، من التعامل معها عبر سياساتٍ حكيمة إلى توجيه حملاتٍ عسكريَّة صارمة.
قام الرَّشيد بتعيين ابنه الأمين وليَّ عهد من بعده بسبب إرادة الهاشميين، إلا أنه كان يُميل في الحقيقة إلى المأمُون لحزمه ورجاحة عقله، وبسبب ذلك، عقد للمأمُون بعد الأمين، وكان ذلك بمثابة نذير شُؤم بين الناس. وبعد سبعة عشر عامًا من إشراك البرامكة في حُكم البلاد، ولأسباب عديدة تراوحت بين أقلام المُؤرخين، قام الرَّشيد في سنة 187هـ / 803م، بإنهاء نفوذهم بين ليلةٍ وضُحاها، فسجنهم ونكَّل بهم، ليتفرَّد بالخلافة وحده ويستعيد السُّلطة التي احتكرها آل برمك.
ومن الأحداث الشَّهيرة في عهده، إرسال الإمبراطور البيزنطي نقفور الأول رسالةً مليئة بالاستهزاء إلى الخليفة، مُطالبًا إياه بإعادة الأموال التي دفعتها الإمبراطورة السَّابقة، فغضب الرَّشيد، وتوعَّده بما سيراه لا ما سيسمعه، فقاد جيشًا كبيرًا في سنة 190 هـ / 806 م، وتوغَّل في آسيا الصُّغرى التابعة للرُّوم، ففتح هِرَقلة ودخل الطوانة، ليسارع نقفور في طلب الصلح، ودفع الجزية عنه وعن أولاده وشعبه، وتعتبر هذه الحملة كفيلة بتهدئة الجبهة مع الرُّوم عشرين عامًا قادمة. تمكَّن الرَّشيد من فرض سُلطته في كل مكان من أنحاء دولة الخلافة، حتى قال مقولته الشَّهيرة حينما رأى السَّحاب فوقَه: «اذهبي حيثُ شئتِ يأتني خراجك»، لتبلغ الخلافة العبَّاسيَّة في عهده ذروة مراحل قُوتها.
تعددت أقوال المُؤرخين حول أخلاق وصفات الرَّشيد، وأجمع الكثير حول فصاحته وبلاغته، وحبه للعُلماء والفُقهاء وتعظيمه لحُرمات الإسلام وكراهيته الاستحداث في الدين أو الاستهزاء فيه. كان يصل العُلماء ويغدق عليهم ليدعم علمهم وحلقات تدريسهم، واشتهر منهم سفيان بن عيينة، والفضيل بن عياض، وإماما أهل السُّنة والجماعة، مالك بن أنس، ومُحمَّد بن إدريس الشَّافعي وغيرهم. ويُروى أنه كان يُصلي في اليوم مئة ركعة ما لم يكُن مُعتلًا أو مريضًا. لم يكُن الرَّشيد جبارًا في الأرض، فعلى الرَّغم من مكانته خليفة المُسلمين وهيبته في نفوس الناس وتعظيمهم إياه، إلا أنه كان في بعض المواطن رقيق القلب، سريع الدمعة، يبكي إذا وقع الوعظ في نفسه وعلى إسرافه في ذنوبه. أدى الرَّشيد تسع حجَّات، واحدة منها على الأقل مشيًا على قدميه من بغداد حتى مكَّة المُكرَّمة، وكان نذرًا لتخلُّصه من البرامكة إذا لم تثر البلاد عليه.
في حين ومن جانبٍ آخر من شخصيَّته، ينقل المُؤرخون حُب الرَّشيد لمُنادمة الشُّعراء والأدباء والمُغنين، فكان يطرب لأجواء الغناء ومجالسها، وخاصةً مع نديمه جعفر البرمكي، وابن أبي مريم وغيرهم على اختلاف الفترة الزمنيَّة من حُكمه. من الشُّعراء الذين حضروا في مجالسه: الأصمعي، وأبو العتاهية وغيرهم. بينما كان من المُغنين على رأسهم إبراهيم الموصلي، وأخيه إبراهيم بن المهدي. كانت هذه التفاصيل محل اهتمامٍ من قبل المُؤرخين والباحثين في سيرته، في حين أنه كان محل انتقاد من قبل الفُقهاء لحساسية منصبه ومسؤوليته. وبسبب كثرة الأقلام على الرَّشيد، فقد تباينت الآراء حوله، مما تسبب بنشر الشَّائعات عليه في بعض الأحيان. وهو أوَّل خليفة لعب بالشَّطرنج وبالصَّوالجة والكرة.
دعم الرَّشيد العلوم والفُنون بشكلٍ كبير، فكان واضحًا جليًا في عصره، فمن توسُّع العاصمة بغداد وازدهارها التجاري، إلى إنشاء بيمارستان، وبناء أول مصنع للورق في بغداد، ودعم أساس بيت الحكمة فاتحًا أبوابها لطُلَّاب العلم، فضلًا عن اهتمامه بحركة التَّرجمة من اللُّغات المُختلفة إلى اللُّغة العربيَّة، كانت جميعها كفيلة بإظهار التقدُّم العلمي والازدهار الثَّقافي الذي شهدته الخلافة في عهده، وخصوصًا العاصمة بغداد. يُعد هارُون الرَّشيد أحد أكثر الخُلفاء المُسلمين شُهرةً حول العالم، وأكثرهم ذكرًا في المصادر الغربيَّة، ويعود ذلك إلى كتاب ألف ليلة وليلة، والوفود المُرسلة من ملك الفرنج شارلمان لفتح علاقاتٍ ودية مبنية على مصالح عديدة، وإرسال الرَّشيد ساعة مائيَّة إليه، فكانت اختراعًا لم يعتدْه الغرب، غير أن المصادر العربيَّة والإسلاميَّة لم تذكر شيئًا عن هذه العلاقة.
مرض الرَّشيد في أثناء سيره لمُحاربة رافع بن الليث، والذي كان واليًا في البداية إلا أنه قاد انتفاضة على الخلافة العبَّاسيَّة في بلاد ما وراء النَّهر، وازدادت علَّته حتى وصل إلى طوس، ليتوفى في سنة 193هـ / 809 م، وكان عمره 43 عامًا، ليخلفه ابنه محمد الأمين، إلا أنه انشغل عن أعباء الحكم، وخلع أخيه المأمُون المُقيم في مرو من ولاية العهد لصالح ابنه مُوسى، ما تسبَّب بإشعال حربٍ بين الأخوين لنحو ثلاثة أعوام، ولم تنتهِ إلا بمقتل الأمين في سنة 198هـ / 813 م، ودمار أجزاء واسعة من بغداد جراء الحصار من جيش المأمُون. حكم بعدها المأمُون واستأنف بناء بغداد وأكمل عصر النَّهضة والازدهار الذي بدأه الرَّشيد، لتبلغ الدَّولة في زمنه مبلغًا كبيرًا من عصرها العلمي والثَّقافي الذَّهبي.

## نشأته

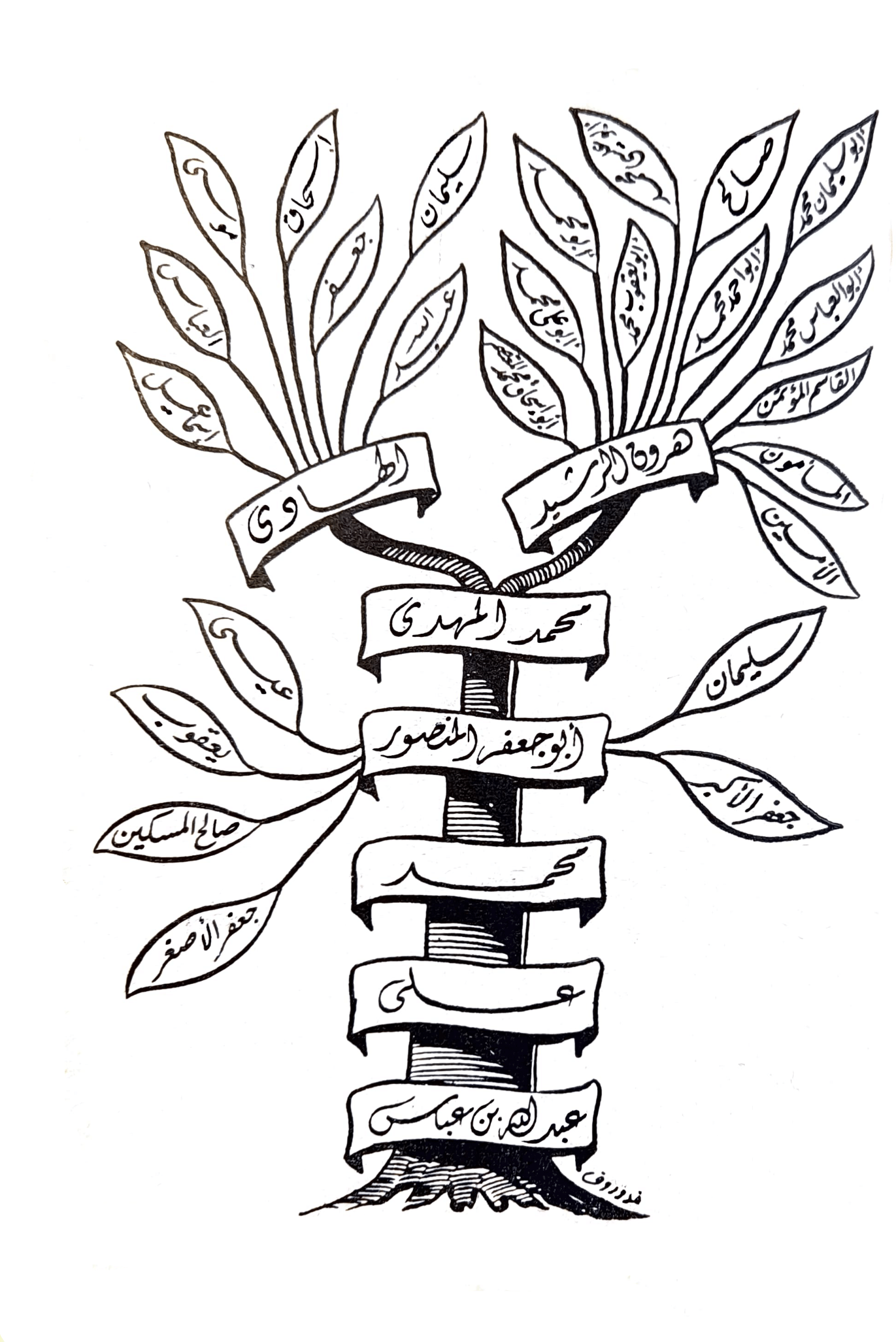
شجرة عائلة هارُون الرَّشيد المُمتد إلى الصَّحابي عبد الله بن عبَّاس.

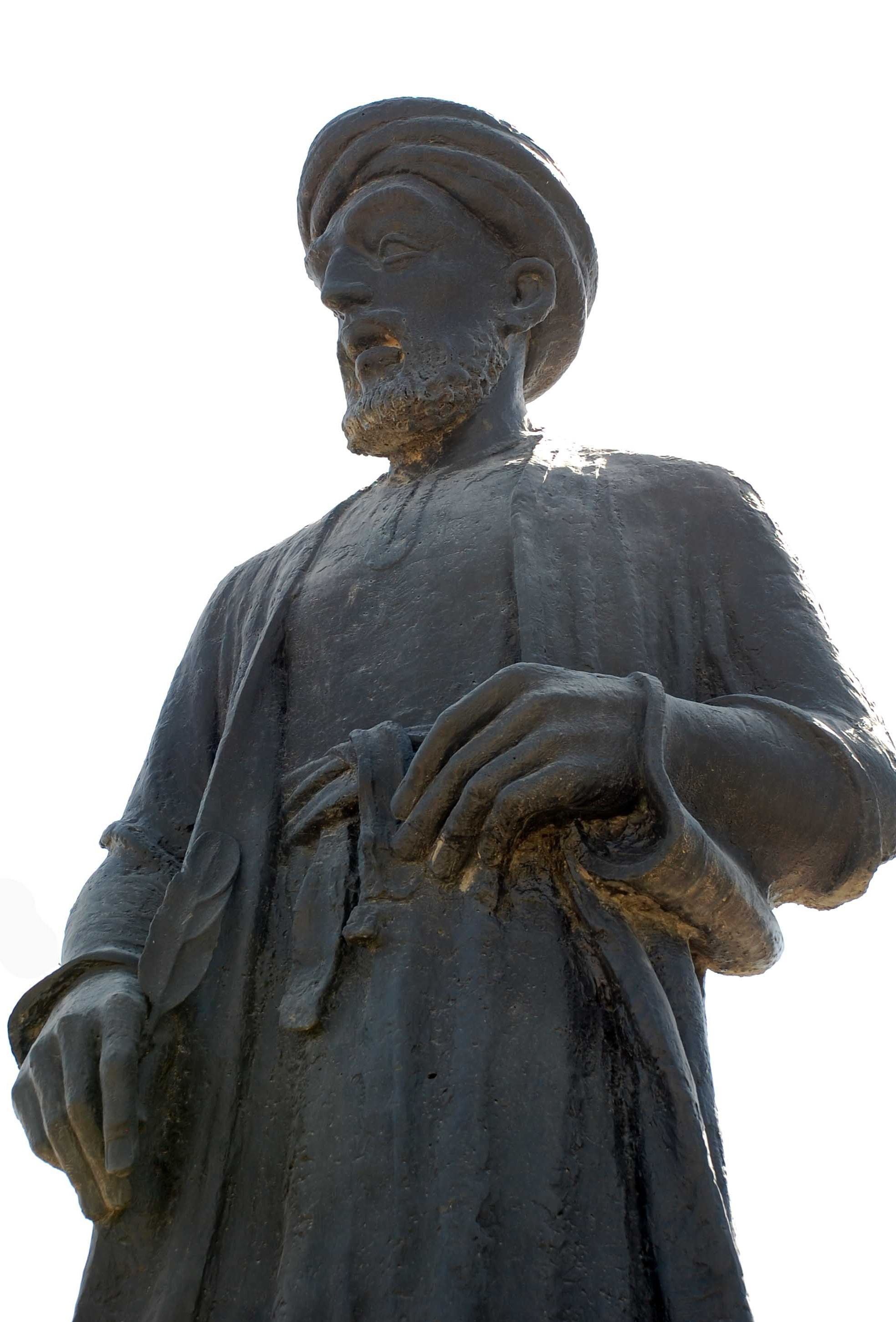
تمثال لإمام اللُّغة الخليل بن أحمد الفراهيدي في مدينة البصرة، والذي حظي الرَّشيد بالتعلُّم منه.

### نسبه
هو هارُون الرَّشيد بن مُحمَّد المهدي بن عبد الله المنصُور بن مُحمَّد بن عليِّ بن عبد الله بن العبَّاس بن عبد المُطَّلب بن هاشم بن عبد مَناف بن قُصي بن كِلاب بن مُرَّة بن كعب بن لُؤي بن غالب بن فهر بن مالِك بن النَّضر بن كِنانة بن خُزَيمة بن مُدركة بن إلياس بن مضر بن نزار بن معد بن عدنان.
والده هو ثالث خُلفاء بني العبَّاس، مُحمَّد المهدي، والذي تولى ولاية العهد في عهد أبيه أبُو جعفر المنصُور، المُؤسس الحقيقي للخلافة العبَّاسيَّة، ليخلفه في الحكم من بعده لاحقًا.
والدتهُ أُمُّ ولدٍ يمانيَّة جرشيَّة، تُدعى الخيزُران بنت عطاء. اشتراها جدُّ هارُون، الخليفة أبُو جعفر المنصُور في مكَّة من أجل ابنه المهدي بهدف الإنجاب قائلًا: «خذوها إلى ابني المهدي، وقولوا لهُ إنها ستكون ولَّادة». كانت الخيزُران جاريةً هيفاء جميلة، مُثقَّفة وذات طُموحٍ كبير، فأحبَّها المهدي حُبًا كبيرًا. ولها الكثير من الرِّوايات والقصص التي تتحدث عن نُفوذها في الأحداث اللَّاحقة.

### ولادته
اختلف المُؤرخون في تحديد تاريخ سنة وِلادة هارُون بالدقَّة. ويروي المُؤرخ ابن الأثير نقلًا عن البرامكة أنهُ وُلد في مُستهل مُحرَّم سنة 149 هـ / 19 فبراير 766 م، وذلك لكون الفضل بن يحيى البرمكي ولد قبله بنحو أُسبوع. ويُقال إنه ولد في آخر ذي الحجَّة سنة 145 هـ / 17 مارس 763 م، وهو ما قالهُ الطَّبريُّ ولكن حدَّدهُ بيوم 27 ذي الحجَّة / 14 مارس من العام نفسه. وقيل بأنه ولد في سنواتٍ قريبة أخرى. وعلى أية حال، فإن الخيزُران قد ولدت ابنها هارُون في مدينة الرَّي، فقد كان والدهُ المهدي واليًا على كامل المشرق العبَّاسي، والذي يضم خُراسان، وطبرستان، والجبال وغيرها في أقاصي المشرق من البلاد، متخذًا من الرَّي قاعدة لحُكمه، والتي تتبع إداريًا ولاية الجبال، وذلك في زمن خلافة جده المنصُور.

### طفولته
عاش هارُون، الابن الثَّاني للخيزُران بعد أخيه موسى بعد ولادته في قصر والده بالرَّي، فقد كان يحميها خندق، وسورٌ سميك، ويسقيها نهران بمياهٍ وفيرة. وبعد أن أصبح هارُون في الثَّالثة أو الرَّابعة من عُمره، عاد المهدي إلى العاصمة العبَّاسيَّة بغداد، وسكن في القصر الذي بناه على شاطئ دجلة، فقد كانت زوجات رجال أهل الحل والعقد يتنافسن بعد ولادته على شرف إرضاعه. ولِما كان لعائلة يِحيى البرمكي من روابط وثيقة تجمعهم بأسرة الخلافة، فقد دفعت الخيزُران بطفلها هارُون إلى زينب بنت مُنير، زوجة يحيى البرمكي كي ترضعه، فأرضعتهُ بلبان الفضل، وقد أرضعت الخيزران الفضل وأخاه جعفرًا بلبان هارُون، الأمر الذي ارتبط في حياة هارُون مُستقبلًا بهما، لكونهما إخوةً بالرضاعة ومن الجيل نفسه.

### تعليمه
بدأ الأمير هارُون تلقيه للعلم منذ أن كان في الخامسة من عُمره، لتنتهي في الخامسة عشرة من عُمره، كما تجري العادة في تربية صغار الأمراء. تعلَّم هارُون الفتى اللُّغة العربيَّة والنَّحو والشعر والأدب وتاريخ العرب من مُعلميه أبُو الحسن الكسائيُّ، والمُفضَّل الضَّبي. سمع الحديث من أبيه المهدي وحفظ الكثير من الشعر، والحكم، والخُطب، وأيَّام العرب والإسلام. زار هارُون مجلس إمام اللُّغة في زمانه، الخليل بن أحمد الفراهيدي في البصرة، بهدف زيادة معرفته بالنَّحو والشعر، كما أخبره الأصْمعي عن طرائف العرب ومِلَحهم، وهذا ما يُفسِّر مناقشاته للعُلماء والأدباء ونقده للشعر والشُّعراء في أيام خلافته، فقد حاز على سعة من العلم والثقافة واللَّباقة. ولم يتوقف تعليمه على الكُتُب والسماع فحسب، بل كان للتدريب العسكري شأنٌ آخر لهارُون الفتى النَّاشئ، فبعد تولي والدهِ للخلافة، تدرَّب هارُون على الفُروسيَّة، والرَّمي، والطَّعن، وفنون القتال.

## في خلافة المهدي

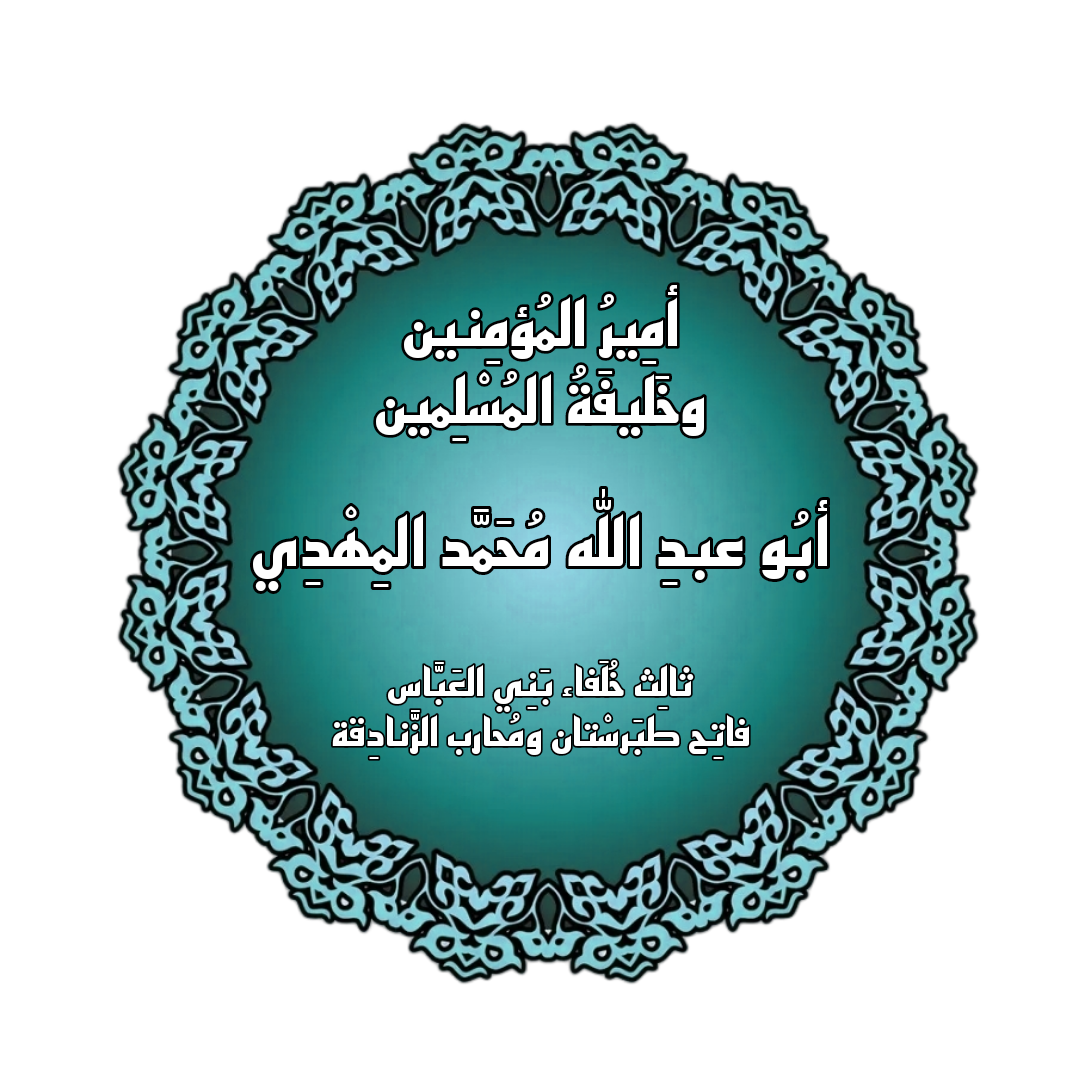
تخطيط باسم الخَليفة أبُو عبد الله مُحمَّد المهدي.

حين أصبح الأمير هارُون في مراحل البُلوغ، وكان شابًا يافعًا ومُتعلمًا، تُوفي جدُّهُ المنصُورفي طريقه للحج على أبواب مكَّة في السَّادس من ذي الحجَّة 158 هـ / السَّادس من أكتوبر 775 م، وكان عُمر هارُون قُرابة الثَّانية عشرة من عُمره. بُويع أبوه المهدي للخِلافة بناءً على وصيَّة المنصُور. وبعد سنةٍ من حُكمه، أعتق الخيزُران أم ولده وتزوَّجها رسميًا.

### بيعة مُوسى الهادي لولاية العهد
عاصر هارُون أحداثًا كثيرة في عهد أبيه، فقد استفحل خطر الزَّنادقة، وثار المُقنَّع في خُراسان، وبرزت أعدادٌ من التحدِّيَات والاضْطِرابات في بعض أنحاء البِلاد. ولكن المهدي، كان يُواجه تهديدًا داخليًا لتوريث الحكم من بعده، فالأمير عيسى بن مُوسى العبَّاسي كان وليًا للعهد من بعده، وكان المهدي يطمح لأخذ البيعة لابنه مُوسى، وبعد ضُغوطٍ كثيرة وصلت إلى الضَّرب من بعض المُتعصبين لخلعه من ولاية العهد على الرَّغم من استنكار المهدي، آثر عيسى التنازل عن ولاية العهد، وخلع نفسه في السَّادس والعِشرين من مُحرَّم 160 هـ / السَّادس عشر من نوفمبر 776 م، وبايع المهدي لابنه مُوسى ولقَّبهُ بالهادي. وفي الفترة الزمنية نفسها من الحدث، أمر المهدي بجعل أبان بن صدقة كاتبًا لهارُون، ووزيرًا له، كي يعينه على شؤونه. إلا أن المَهْدِي بعد سنة، أمر ابن صدقة بأن يُستوزر لوليِّ عهده مُوسى الهادي، ووكَّل يِحيى البرمكي بأن يكون الكاتب الخاص لهارُون، والذي كان الأخير يدعُوه «أبتي» لاحترامه وكبر سنه، ولكون أولادِه هم إخوة هارُون من الرَّضاعة، الأمر الذي قدم لآل برمك مزيدًا من النُّفوذ وأعطى يحيى دافعًا أكثر للاهتمام به، ودرَّبهُ في الكثير من شُؤون الحنكة السياسية والتنظيمات الإدارية حينها.

### الحملة الهارُونيَّة على الثُّغور الرُّوميَّة
بعد أن رأى الخليفة المهدي أن هارُون قد اشتد عودُه، ولهُ من الهمة ما يُمكنه من اختباره على أرض الواقع، تجهَّز المهدي لغزو الرُّوم، فجمع الجيش العبَّاسي من أنحاء خُراسان وغيرها، كما استخلف وليَّ عهده الهادي على العاصمة بغداد نيابةً عنه في غيابه، واستصحب معهُ هارُون نحو أرض الثُّغور، مُنطلقًا في جُمادى الآخرة 163هـ / فبراير أو مارس 780م، واجتاز طريقه عبر الفُرات، إلا أن المهدي حينما توقَّف في حلب للاستراحة، وصلت لهُ معلومات بوجود زنادقة في تلك الأنحاء، فجمع من بها من تلك النَّاحية منهم، وقتلهُم، وقطَّع كتبهم بالسَّكاكين.

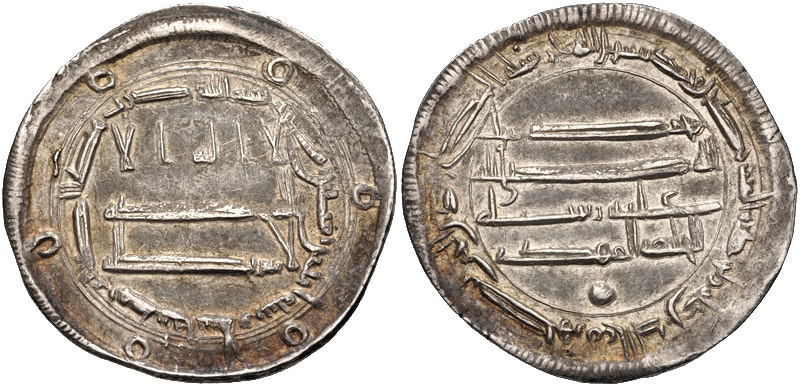
درهمٌ فضيٌ عبَّاسيٌ ضُرب في مدينة السَّلام من عهد الخليفة مُحمَّد المهدي، وذلك في سنة 162 هـ الموافق لسنة 778/9 م.

بعد أن انتهى الخليفة المهدي من أمر الزَّنادقة في تلك الأنحاء، انطلق مع جيشه حتى وصل إلى مدينة جيحان، ثم شيَّع هارُون وأمَّرهُ على رأس الجيش للتوجُّه نحو أراضي الرُّوم، ووكَّل عددًا من القادة والأُمراء من أمثال عبد الملك بن صالح، وعيسى بن مُوسى، والمُخضرم الحسن بن قحطبة، وخالد البرمكي وابنه يحيى بمرافقته، فسار الجيش حتى نزل على حصن سمالوا، فحاصرها الجيش ونصَّب المجانيق.
وبعد 38 يومًا، رفع أهل سمالوا راية الأمان والاستسلام، على شرط أن لا يُقتَّلوا ولا يُهجَّروا، فوافق هارُون، ففتحها وأمَّنهُم، ووفى لهُم بما شرطُوا، كما فتح عددًا من الحُصون، وغنم أموالًا جزيلة عائدًا بالجيش والأعلام السَّوداء تُرفرف مع الغنائم إلى العاصمة بغداد، فاستقبلهُم الأهالي فرحين، وكافأهُ الخليفة المهدي بتوليته واليًا على بِلاد المغرب، وأذربيجان، وأرمينية، وجعل كاتبهُ على الخراج ثابت بن مُوسى، وعلى رسائله يحيى البرمكي.

### الحملة الهارُونيَّة على أبواب القسطنطنيَّة

خريطة تُظهر منطقة آسيا الصُّغرى في زمن الأمير هارُون، سنة 158 هـ / 780 م.

بعد نجاح حملته الأولى، وتوليته واليًا، وزواجه من ابنة عمه زُبيدة بنت جعفر، قرَّر الخليفة المهدي إرسال الأمير هارُون في حملةٍ جِهادية كبيرة نحو الثُّغور الرُّوميَّة، فانطلق هارُون يوم السَّبت، التَّاسع عشر من جُمادى الآخرة 165 هـ / السَّابع من فبراير 782 م، وذلك على رأس جيشٍ كبير وصل تعدادُه ما يزيد عن 95 ألفًا، وأرسل معهُ الرَّبيع الحاجب، ويزيد بن مزيد الشَّيبانِي.
توغَّل الأمير هارُون في بلاد الرُّوم، فبدأ بافتتاح حِصن ماجدة، حيث تبارز القائد يزيد الشَّيباني مع قائد الحصن ويُدعى نقيط، فتبارزا حتى سقط نقيطُ من إحدى الحركات، وبادرهُ الشَّيباني بضربةٍ أردته قتيلًا، فانهارت معنويات الحامية الرُّوميَّة في الحصن واستسلمت. ثم سار الشَّيباني على رأس كتائب لمُلاقاة الدُّمُستُق البيزنطي في نقمُودية ليحمل لهم الأخير 193 ألف دينارًا ومبلغًا كبيرًا من الدراهم. أكمل الأمير هارُون وجيشُه الكبير زحفهُم في أرض الرُّوم، مُكبدًا لهم خسائر باهظة، فوصل عدد قتلى الرُّوم في المعارك نحوًا من 54 ألفًا، كما سَبَوْا ما يُقارب 5 آلاف، واستمر الجيشُ في مسيره وتوغُّلاته العميقة حتى بلغ خليج القسطنطينيَّة وهدَّد عاصمة الإمبراطوريَّة البيزنطيَّة.
وصلت أنباء الهُجوم الإسلامي لمسامع الوصيَّة على العرش إيرين الأثينيَّة أرملة أليُون الرَّابع، فخشيت من عواقب زحف جيش المُسلمين نحو عاصمة الإمبراطوريَّة، فأرسلت الرُّسُل والسُّفراء فورًا طلبًا للصلح وإعطاء الفدية إلى الأمير هارُون، فقبل منها على شرط أن تُقيم لهُ الأدلَّاء والأسواق في طريقه لتأمين قوت الجيش، وأن تُوفي بالعهد والذمَّة، حيث أن الجيش قد دخل مدخلًا صعبًا وخشي الأمير عليهم، فأجابتهُ إلى ما سأل، ودفعت لهُ 70 ألف دينارٍ، وقيل بل 90 ألفًا، تُؤديها في الأوَّل من نيسان وحَزِيران، فقبل الأمير هارُون، وأقامت الأسواق في طريقه بناءً على طلبه، كما وجهت معه رسولًا إلى الخليفة المهدي بما بذلت، على أن تُؤدي ما تيسَّر من الذَّهب والفضَّة والعرض، وأطلقت سراح الأَسرى من المُسلمين الذين أُسروا في غارَاتٍ سابقة، وكانت الهدنة مدتها ثلاث سنين. وكانت هذه الحملة هي آخر حملةٍ عسكريَّة قادها العرب نحو القسطنطينيَّة، ثلاث حملاتٍ قام بها أوَّل خُلفاء بني أميَّة، معاوية بن أبي سُفيان (34 و48 و54 هـ / 665 و668 و674 م)، والرَّابعة في عهد سُليمان بن عبد الملك (98 هـ / 716 م)، والأخيرة في عهد مُحمَّد المهدي (165 هـ / 782 م).

### بيعته لولاية العهد بعد الهادي

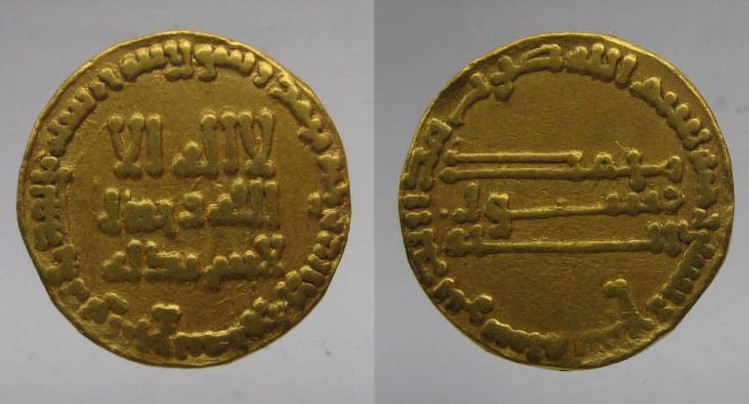
دينارٌ ذهبيٌ عبَّاسيٌ صُك في عهد الخليفة مُحمَّد المهدي في سنة 167 هـ / 783 م.

عاد الأمير هارُون على رأس الجيش العبَّاسي المُنتصر، ومعهُ رسولٌ من الإمبراطُورة حاملًا الجزية من الذَّهب إلى العاصمة بغداد، في أبَّهةٍ عظيمة واستقبال الأهالي لجنودهم والمُتطوعين في يوم السَّبت، 17 مُحرَّم 166هـ / 30 أغسطس 782م. تمثَّل الشَّاعر مروان بن أبي حفصة الأُمويُّ في ذلك، قائلًا:
وفي هذا اليوم رفع الخليفة المهدي من مكانة هارُون، ورأى فيه أهليَّته للحكم مُستقبلًا، وقرر على إثر ذلك أخذ البيعة لهُ من بعد أخيه مُوسى الهادي، كما أطلق عليه لقب «الرَّشيد» لِما رأى منه بأسه، وذكاءه، ورُشده، وهو اللَّقب الذي عُرف به ولازمه من الآن فصاعدًا. كانت أيام ما بعد عودة الجيش قد شهدت رخصًا كبيرًا في المعيشة نتيجة الغنائم، فقد بلغ سعر بيع البرذون بدرهم، والدرع بأقل من درهم، و20 سيفًا بدرهمٍ واحد فقط. استمرَّت الهُدنة قرابة ثلاثة أعوام حتى نقضها الرُّوم في شهر رمضان سنة 168 هـ / أبريل 785 م ولم يجددوا الهدنة، فبعث نائبُ الجزيرة حملةً تأديبيَّة فقتلوا وأسروا وغنموا، وعادت الحُروب والغارَات بين الطرفين لسابق عهدها.

### وفاة المهدي قبل عزل الهادي لصالح الرشيد
كان الخليفة المهدي قد بايع لابنه الرَّشيد بولاية العهد بعد أخيه مُوسى الهادي ليخلفهُ في الحُكم، غير أنه رأى من ذكاء الرَّشيد والحكمة ورجاحة العقل، ما جعله يرغب في عزل الهادي من ولاية العهد لصالح الرَّشيد. بعث المهدي رسالة إلى الهادي يطلُب حضوره إلى بغداد، بعد خروجه سابقًا مُحاربًا حُكام طبرستان المُتمردين في سنة 167هـ / 784م، إلا أن الهادي لم يطع أمره، وعلم بطريقةٍ ما أنه لا يوجد سبب لاستدعائه كل هذه المسافة إلا إذا كان الأمر ينطوي على عزله لصالح الرَّشيد. بعث المهدي إليه رسولًا من جديد، فقابله الهادي بضربه وإهانته، ممتنعًا عن القدوم إلى بغداد، فغضب المهدي منه، وقرر السير إلى جرجان لعزله في مُحرَّم 169هـ / منتصف يوليو 785م، إلا أن وفاة المهدي في 22 مُحرَّم 169هـ / 4 أغسطس 785م خلال استراحته في ماسبذان أثناء مسيره، قد حال دون خلع الهادي. صلَّى الرَّشيد على أبيه المهدي وكان قد حضر معه.

## في خلافة الهادي

### بيعة الهادي للخلافة

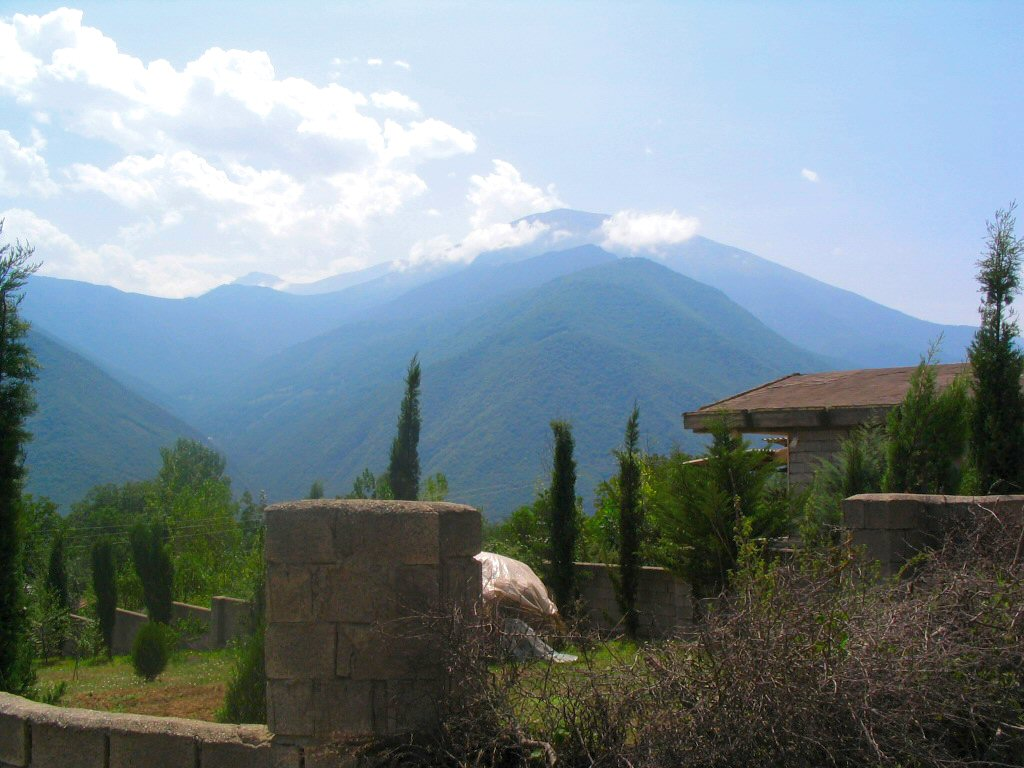
أحد جبال منطقة طبرستان التَّاريخيَّة، حيث كانت مُحصَّنة وخارجة عن سُلطة الخلافة أحيانًا.

كان مُوسى الهادي مُقيمًا في جُرجان، ويُحارب الثَّائرين في طبرستان، ولم يكُن يعلم ما جرى من وفاة أبيه، فجاء الموالي والقادة إلى الرَّشيد الذي لم يدفن المهدي بعد، وقالوا له: «إن علم الجُند بوفاة المهدي، لم تأمن الشَّغب، والرأي أن تُنادي فيهم بالرُّجوع، حتى تواريه ببغداد»، فاحتار الرَّشيد فيما يفعل، فطلب إحضار يِحيى البرمكي على وجه السُّرعة، وكان يتولَّى ما للرَّشيد من أعمال المغرب، من الأنبار حتى إفريقية، فجاء يحيى وطلب منهُ الرَّشيد إبداء رأيه في ما يفعل، فعارض ما قاله الموالي والقادة، وأشار أن يدفن في ماسبذان، ويُوجه بالخاتم، والتعزية، والتهنئة إلى الهادي. عاد الهادي إلى بغداد في العشرين من صفر 169 هـ / الرَّابِع من سبتمْبر 785 م لمُتابعة شُؤون الخلافة وتدبير أمر البلاد.

### ضغوط الهادي لخلع الرشيد
لم يُنازع الرَّشيد أخاهُ الهادي في مسألة الخلافة، ولم يدخُل معهُ في أي صِراع، لأنه يعلم أنه لا يملك الحق وهو الخليفة الشَّرعي، كما أن الصراع على السُّلطة مِعولُ هدمٍ في صميم ما تنبذه فكرة الخِلافة نفسها والأخطار المُحدقة بها، إلا أن الخليفة مُوسى الهادي أصبح ينتقد تصرُّفات أخيه الرَّشيد في مجالسه، ويُبدي عدم رضاه عنه، بل وطلب منهُ أكثر من مرة أن يتنازل عن ولاية العهد، لصالح ابنه جعفر، لكن لم يحصل شيء.
أظهر الهادي نواياه على قادته وعرض عليهم مسألة خلع الرَّشيد من وِلاية العهد، فأبدى يزيد بن مزيد الشَّيباني، وعبد الله بن مالك الخُزاعيُّ، وابن ماهان وغيرهم عن تأييدهم ووقوفهم إلى جانب الخليفة في أمره، فخلعوا هارُون، وبايعوا لجعفر بن الهادي، كما أنهم تنقَّصُوا من الرَّشيد في مجلس الجماعة، حتى اجتنبهُ الناس، وتركوا السَّلام عليه. وفي يوم من الأيام قال أحدهم للهادي: «ليس عليكَ من أخيك خلاف، إنما يحيى يُفسدُه»، فبعث الهادي إليه ليلًا، فخاف يحيى على نفسه، فودَّع أهلهُ، وأوصى، وتحنَّط، ثم حضر في مجلس الخليفة، فقال لهُ الهادي: «يا يحيى! ما لي ولك؟»، فرد يحيى: «ما يكون من العبدِ إلى مولاهُ إلَّا طاعته»، فجاوبه قائلًا: «لِم تُدخل بيني وبين أخي وتُفسدهُ علي؟»، فأنكر يحيى ذلك وقال: «من أنا حتى أدخُل بينكما؟ إنَّما صيَّرني المهدي معهُ، ثم أمرتني أنت بالقيام بأمره، فانتهيت إلى أمرك»، فسكَن وهدأ الهادي.

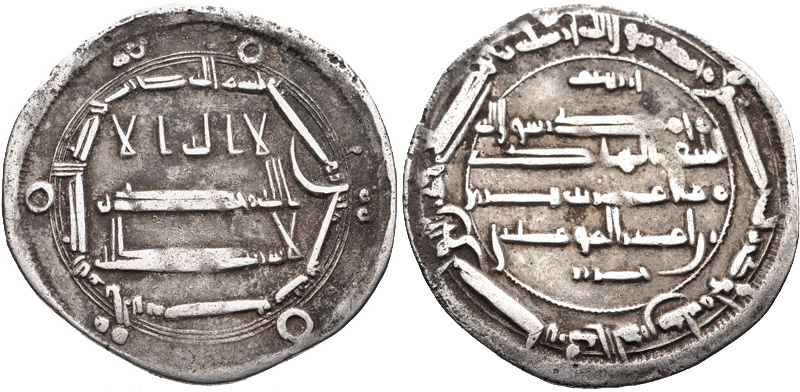
درهمٌ فضيٌ عبَّاسيٌ صُك في عهد الخليفة مُوسى الهادي.

وكان الرَّشيد قد طابت نفسُه من ضغوطات أخيه، ولم يعد يكترث في أمر ولاية العهد مما رأى من أخيه، وتشدده عليه، إلا أن يحيى كان يشدُّ من عزمه، ويمنعه عن إعلان ذلك أو يتخلى عن ولاية العهد، كما ناداه بإمرة المُؤمنين قائلًا: «يا أميرُ المُؤمنين! إنك إن حملت الناس على نكث الأيمان هانت عليهم أيمانهُم، وإن تركتهُم على بيعة أخيك، ثم بايعت لجعفر بعدَه، كان ذلك أوكدَ للبيعة». ومع مرور الأيام، لم تطب نفس الخليفة الهادي من سكوت الرَّشيد، فقد أشار عليه المُقربون منه بمُعاودة الرَّشيد على خلع نفسه، ولم يجد الهادي بدًا سوى بحبس يحيى، ثم التقى به، ونصحهُ الأخير بأن يُبقي الأمور على حالها حتى يبلغ ابنهُ جعفرًا، وسألهُ إن كان يأمن قيام الناس بمبايعة غُلام لم يبلغ، فأشار الهادي بتأييد كلامه، ثم أطلق سراحه.
وكان موقف والدتهُما الخيزُران من هذه الأحداث، مُعارضًا تمامًا لما يُريده الهادي، فقد كانت تُميل بوضوح إلى ابنها الرَّشيد، والذي كان بارًا بها، حتى منعها الهادي من التصرُّف في شيء من أمُور البلاد كما اعتادت في أوَّلِ ولايته، وأصبح الأُمراء والمُحتاجون يستأذنونها في القُدوم إلى بابها كي تتوسط إليهم وتجعل الهادي يقضي حوائجهُم، وكانت تحاول أن تأخذه في مسلك أبيه في الأمر والنهي، وتُشير عليه بما يفعل ويبتعد، إلا أن الهادي قد ضاق ذرعًا من تدخُّلاتها وأوامرها شيئًا فشيئًا، كما رأى ميلها لأخيه الرَّشيد في أثناء مُحاولاته لخلعه، وزاد من ذلك أنه كان يغارُ عليها من الرجال، فحلف الهادي لئن عاد أميرٌ إلى بابها، فسيضرب عنقه، ولن يقبل لها شفاعةً أبدًا، قائلًا: «لئن بلغني أنه وقف ببابك أحدٌ من قُوَّادي، أو أحدٌ من خاصَّتي، أو خدمي، لأضرِبنَّ عنقه، ولأقبضنَّ ماله، فمن شاء فليلزم ذلك، ما هذه المواكب التي تغدو وتروح إلى بابك في كل يوم ؟! أما لك مغزل يَشْغَلُكِ ؟ أو مُصحف يُذكرك ؟ أو بيتٌ يصُونك ؟ إيَّاكِ ثم إيَّاكِ، ما فتحت بابكِ لمِلي أو لذمِّي» فغضبت منه، وحلفت أن لا تُكلمهُ أبدًا، وخرجت من القصر وعاشت في منزلٍ آخر.

### وفاة الهادي
لم يستمر الخليفة مُوسى الهادي في الحُكم طويلًا، فقد ذُكر أنه خرج في رحلةٍ إلى حديثة الموصل، فشعر بالتَّعب والمرض، واشتدت علَّتُه، فبدأ يكتُب إلى جميع عُماله شرقًا وغربًا بالقدوم إليه، وكانوا ممن بايع جعفرًا ابنه، فحضروا، وأجمعوا على قتل يِحيى البرمكي. وقيل بل عزم الهادِي على قتل البرمكي في تلك الليلة وقتل أخيه الرَّشيد فتدخَّلت أمهُ الخيزُران ووضعت لهُ السُّم في طعامٍ أُرسل إليه. ومما يُؤكد تورُّط والدته الخيزُران، أنها أرسلت في هذه الأثناء كتابًا إلى يحيى البرمكي في سجنه تأمرهُ بالاستعداد لوفاة الهادي، فكتبوا الكُتُب من الرَّشيد إلى العُمَّال بوفاة الهادي، وأنه قد ولَّاهُم ما كان ويكون، وانتظروا حتى لحظة تأكُّدهم من وفاة الهادي، فأُرسلت الكُتُب لمُبايعة هارُون الرَّشيد، وكان ذلك في يوم الخامس عشر من ربيع الأوَّل 170 هـ / الرَّابِع عشر من سبتمبر 785 م، بعد سنة واحدة وشهرين من خلافته، وعمره ثلاثة وعشرون عامًا.

## اعتلاؤه عرش الخلافة

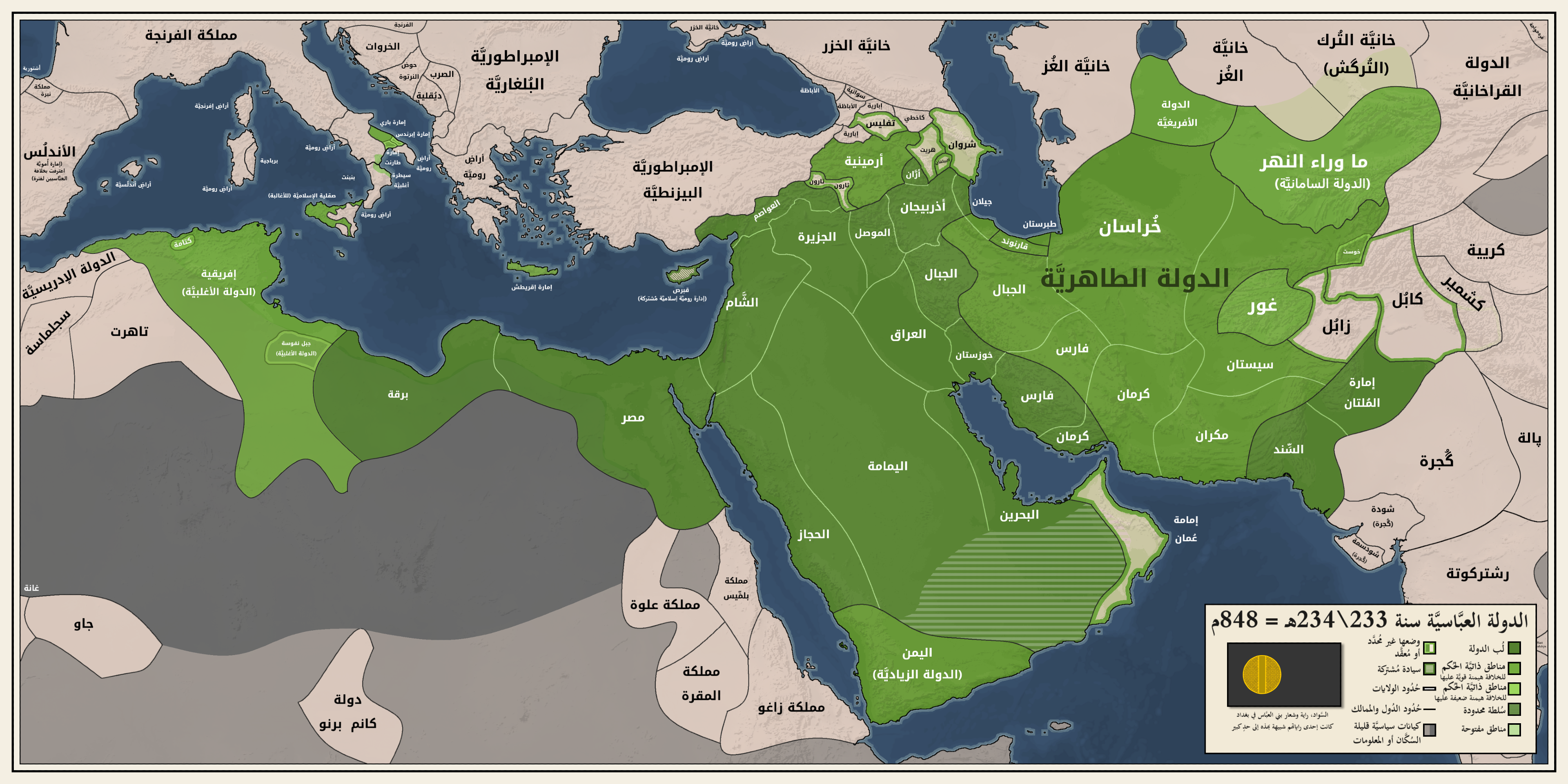
التقسيمات الإداريَّة للخِلافة العبَّاسيَّة، منذ عهد الخليفة هارون الرَّشيد حتى حفيده جعفر المتوكل.

بُويِع أبُو جعفر هارُون الرَّشيد بالخلافة ليلة وفاة أخيه الهادي، وذلك في ليلة الجمعة، الخامس عشر من ربيع الأوَّل 170 هـ / الرَّابِع عشر من سبتمبر 786 م، وكان عمره واحدًا وعشرين عامًا. كان الرَّشيد آنذاك نائمًا، فجاء يحيى البرمكيُّ وناداه بإمرة المُؤمنين، فقال الرَّشيد: «كم تُروعني! ولو سمع بهذا الكلام هذا الرَّجل، لكان ذلك أكبر ذُنوبي عنده؟»، إلا أن يحيى أنبأه بالخبر وقال: «قد مات الرَّجل»، فجلس هارُون غير مُصدِّق في البداية، وسرعان ما طلب منه مساعدته في التصرُّف، وبدأ يحيى يذكُر لهُ ولايات الأقاليم لعددٍ من أسماء الرجال من أجل تعيينهم أو عزلهم، وبينما هُم كذلك، إذ جاء رجُلٌ آخر يُبشر الخليفة هارُون الرَّشيد، بولادة ابنه عبد الله، ثم استبشر الرَّشيد وحمد الله، حتى أصبح وصلَّى على أخيه الهادي ودفنهُ بعيساباذ، وتبدأ خلافته آنذاك. وكانت ليلةً مميزة في التاريخ، ففيها مات خليفة، وحكم خليفة، ووُلد خليفة، لتُسمى ليلة الخُلفاء.
بدأ أميرُ المُؤمِنين هارُون الرَّشيد خلافته من الغد، حيث جلس على عرش الخلافة، مُحاطًا برجال الدَّولة، فأخذ البيعة من الأُمراء والأعيان، ثم أصدر عددًا من القرارات، وكان أوَّلها بأن عيَّن يحيى البرمكي وزيرًا، كما استوزر ولدي يحيى، وأخويه من الرضاعة الفضل البرمكي، وجعفر. ويروي المُؤرخ ابن الأثير مقولة هارُون الرَّشيد الشَّهيرة إلى يحيى بن خالد البرمكي حينما عيَّنه وزيرًا: «قد فَوَّضتُ إليك أمر الرَّعية، وخلعتُ ذلك من عُنُقي وجعلتُه في عُنُقك، فولِّ من رأيت واعزل من رأيت»، ودفع إليه خاتَمُه، إلا أن يحيى البرمكي كان لا يقطعُ أمرًا، ولا يُمضي حُكمًا حتى يُشاور الرَّشيد ووالدتهُ الخيزُران في كُل مسألة. ويصف المُؤرخ الفرنسي أندري كلو، أن الوزير البرمكي تولى وظائف تختلف من عصرٍ إلى عصر، فقد كان تارةً مُجرَّد مُستشار، وتارَةً أخرى كان أعظم رجُلٍ في الدَّولة بعد أميرِ المُؤمنين.

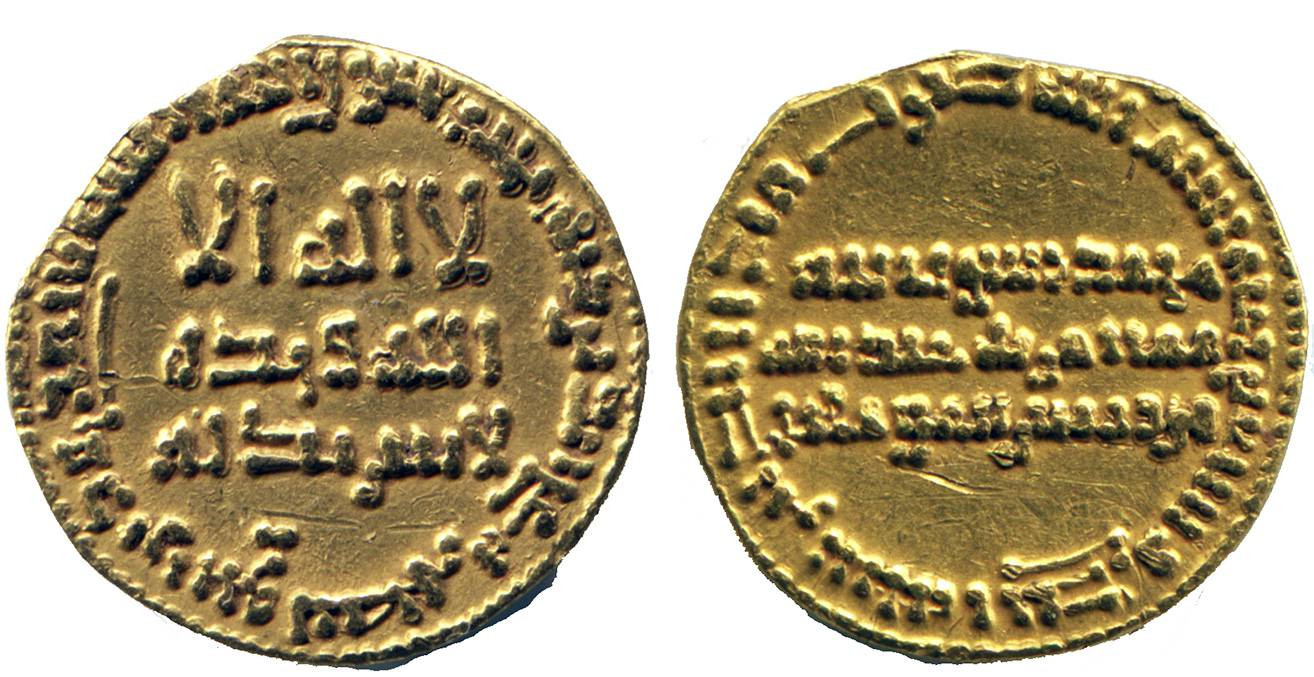
دينار ذهبيٌ عبَّاسيٌ صُكَّ في عهد الخليفة هارُون الرَّشيد سنة 171 هـ / 787 أو 788 م.

وقال في ذلك المُغني إبراهيم المَوْصلي:
 وقد افتتح الرَّشيد أوَّلُ سنةٍ من حُكمه بتوزيع سهم ذوي القُربى، فقسَّم بين بني هاشم بالتساوي، وأمَّن الهارب والمُستخفي من العلويين، باستثناء رُؤوس الزَّنادقة، كما حجَّ في السنة نفسها من مدينة السَّلام نحو مكَّة، فوزَّع بين أهل الحرمين مالًا عظيمًا، وفيها يقُول داوُد بن رزين:

### عقد ولاية العهد الأولى لابنه الأمين
في البداية لم يُسم الرَّشيد أحدًا وليّ عهده، وبعدما وُلد لهُ عبد الله، ثُم مُحمَّد وبينهما نحو ستة شهور، تردد أو تحرَّج في تسمية ولي عهده، فقد كان يُحب عبد الله، ويثق في قُدراته التي رآها على الرَّغم من صغر سنه، إلا أن زوجتهُ زُبيدة بنت جعفر ومعها عُموم الهاشميين، قد دفعُوا الرَّشيد دفعًا ليُسمي ابنها مُحمدًا وليًا لعهده خوفًا من اختيار عبد الله، فقد رَأَوُا اهتِمام الرَّشيد بعبد الله منذ صغره وإيثاره على بقية إخوته، ولعل ذلك لكونه نشأ يتيم الأم، فكان لعيسى بن جَعْفَر - خالِ الأمين - أثرٌ واضح في الدفع بولاية العهد لابن أخته، فقد أرسلتهُ زبيدة إلى الرَّشيد، والذي كان مُحاطًا بنُفوذ البرامكة الفُرس، وطلب من الوزير الفضل البرمكي إقناع الخليفة الرَّشيد في عقد الولاية للأمين، وتحت الضُّغوط من عدة جهات وأساليب، قرر الخليفة الشَّاب عقد ولاية العهد لابنه مُحمَّد في سنة 175 هـ / 791 م، وكان يبلغ من العُمر حينها خمسة أعوام، ولقَّبهُ الأمين، وأخذ لهُ البيعة من العامة والخاصَّة، وبذلك يكون قد أرضى زوجته زُبيدة، ووجُوه بني هاشم، من خلال تعيين مُحمَّد الأمين صاحب الدَّم العربي الهاشمي من كِلا الأبوين، والذي لم يتحقق لخليفة سابقًا إلا لعليِّ بن أبي طالب وابنه الحسن.

### علاقته مع العلويين
كان الطَّالبيون، وتحديدًا العلويين منهُم، مُتطلعين لنيل الخلافة، وكانت شيعتهُم تتحيَّن الفُرص المُلائمة لإقامة دولتهِم منذ العصر الأموي، وكان خُلفاء بني العبَّاس لا يأمنُون جانبهم، فكانت الثَّورات العلويَّة تخرجُ بين فترةٍ وأخرى، وكان الخُلفاء العبَّاسيُّون، وتحديدًا منذ زمن أبي جعفر المنصور يتمكَّنون من إخمادها ورافقَ ذلك تشديد وغِلظة على الثَّائرين منهُم، ومع ذلك، فإن الرَّشيد في أول ولايته، أراد أن يستميل قُلوبهم بشيء من الإحسان إليهم، خاصةً بعد قضاء أخيه الهادي على ثورة الحُسين بن عليٍّ الفخي. وكان أول ما فعله معهم هو رفع الإقامة الجبريَّة عمَّن كان منهم في بغداد، وسيَّرهم إلى المدينة باستثناء أحدهم ويدعى العبَّاس بن الحسن بن عبد الله. إلا أن ذلك ترتَّب عليه ظهور مشاكل للخلافة العبَّاسيَّة، فقد واجه الرَّشيد إحسانه بخروج ثورة يحيى بن عبد الله الحسني في بلاد الدَّيلم، كما كانت بلاد المغرب الأقصى يحكمها إدريس بن عبد الله الحسني الهارب من موقعة فخ، وكان الرَّشيد بسبب هذه الحوادث، يخشى الطالبيين ومُحاولاتهم المُتكررة للخُروج مُطالبين بالخلافة، وكان ذلك من أسباب نكبة مُوسى الكاظم، الإمامِ السَّادس حسب الإماميَّة.

#### ثورة يحيى العلوي في بلاد الدَّيلم

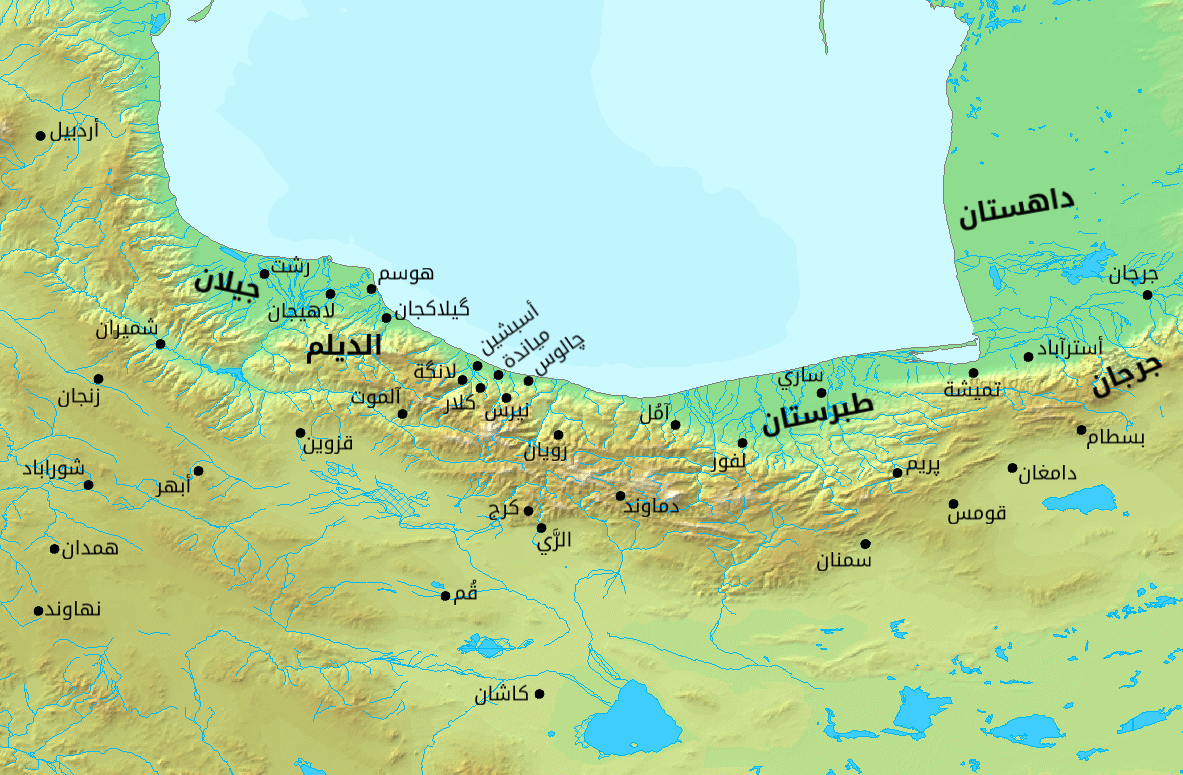
خريطة تظهر بلاد الدَّيلم وطبرستان، تقع في شمال إيران المُعاصرة.

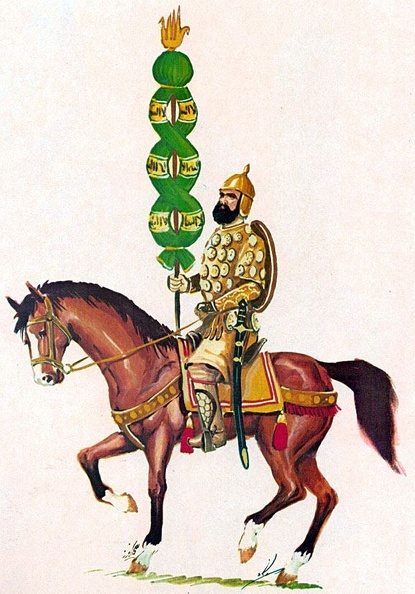
فارسٌ مُسلمٌ من بلاد الدَّيلم.

على الرَّغم من تسهيلات الرَّشيد لهُم في تحرُّكاتهم، فإن العلويين لم يتغيروا عما يعتقدون بأولويتهِم في الحُكم على العبَّاسيين، فكان أوَّلُ الخارجين عليه هو يِحيى بن عبدِ الله الحسني، وكان ذلك في بلاد الدَّيلم، غربي طبرستان وذلك في سنة 176 هـ / 792 م، فقد اشتدت شوكتُه بعد سنةٍ من قُدومه إليها، وكثر جُموعه وأنصارُه، فاغتمَّ الرَّشيد لذلك، وذلك لمناعة أرض الدَّيلم، إضافة إلى كثرة من التحق به من أهلها، مما زاد في شوكته وقوَّى موقف يحيى الحسني. قرر الرَّشيد على إثره توجيه الفضل البرمكي على رأس خمسين ألف مُقاتل، كما ولَّاه جُرجان، وطَبَرسْتان والرَّي، وغيرها، ودعمهُ بالأموال.
كان أول ما فعلهُ الفضل البرمكي أن راسل يحيى بن عبد الله، ولاطفهُ، وحذَّرهُ من الشقاق والخُروج عن الطَّاعة، وأشار عليه بالصُّلح، كما كاتب صاحب الدَّيلم، وأعطاه مليون درهمٍ على أن يُسهل له خُروج يحيى، وتحت وطأة الضُّغوط وصعوبة الموقف، أجاب يحيى إلى الصُّلح، على أن يكتُب لهُ الرَّشيد أمانًا خطيًا يشهد عليه القُضاة، والفُقهاء، وجلُّ بني هاشم، وعلى رأسهم الأمير عبد الصَّمد بن عليٍّ، فأجابهُ الرَّشيد إلى طلبه، وسرَّ به، وعظُمت منزلةُ الفضل عندُه، فقد تدارك الموقف دون خسائر مذكورة، كما سيَّر كتاب الأمان مع هدايا وتُحف، وجاء يحيى الحسني مع الفضل إلى بَغْدَاد، فتلقَّاه الرَّشيد في البداية بكُل ما أحب، وأمر له بمالٍ كثير. اختلفت الروايات فيما بعد حول أسباب وفاة يحيى، وتذكر الرواية الأولى أنهُ بعد أيام من مجيء يحيى، قام الرَّشيد بحبسه، وذلك بعد أن مزَّق كتاب الأمان بعد أن أخبره القاضي أبُو البختريِّ بأن الأمان مُنتقض من وجُوهٍ مُعينة، وجاء كلامه على رغبة الرَّشيد، فبقي يحيى في حبسه شهرًا، وكان عليلًا ومريضًا، ففارق الحياة في سجنه. إلا أن روايات أُخرى تشير بأنه عفا عنه، ووصلهُ بالمال الكثير، حتى بلغ مقدار ما نالهُ 400 ألف دينار، إلا أنه عاش شهرًا واحدًا نتيجة اعتلاله ثم توفي.

#### ظهور الأدارسة في المغرب

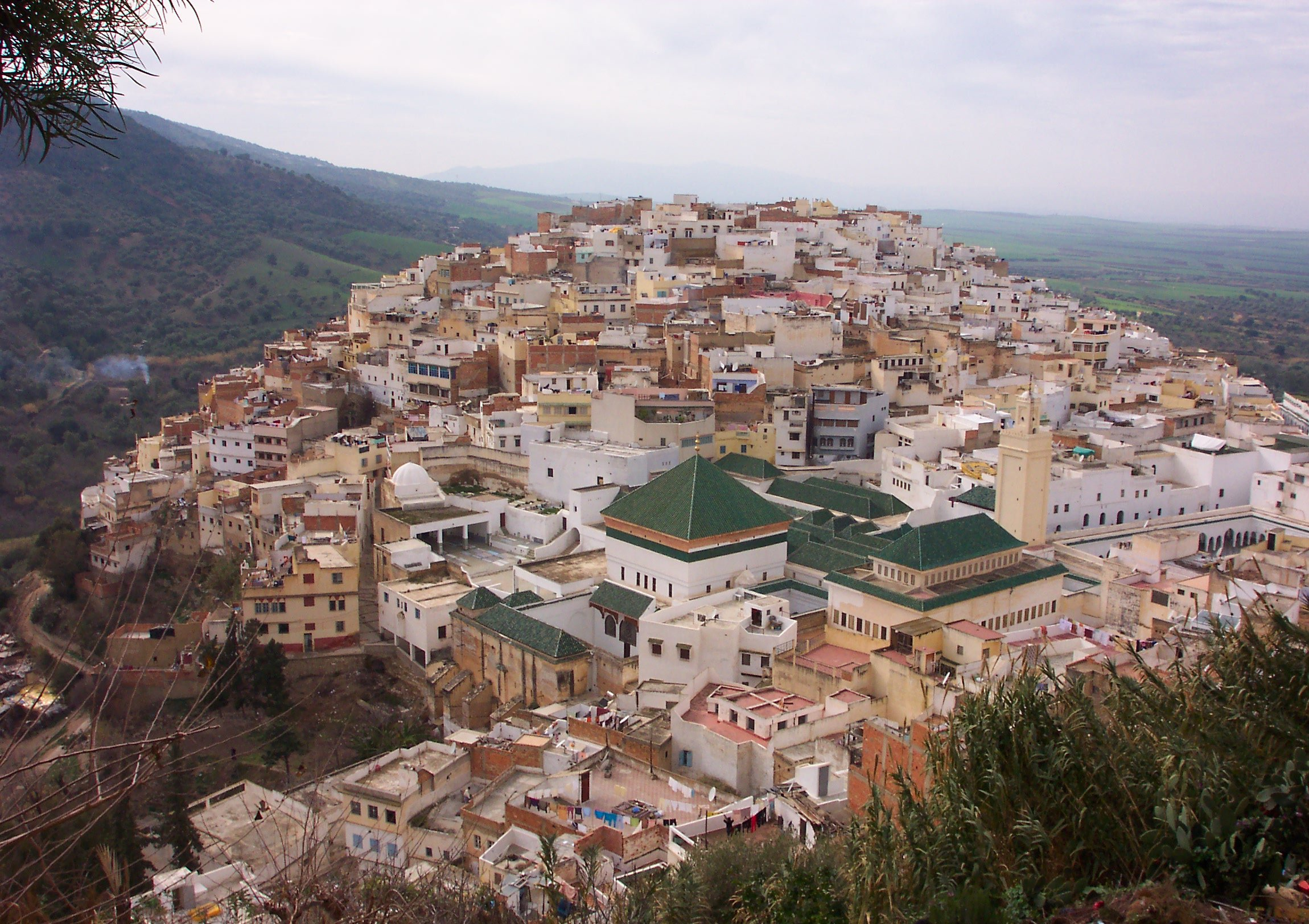
ضريح إدريس بن عبد الله، مؤسس الدَّولة الإدريسيَّة في المغرب الأقصى. بقع في بلدة مولاي إدريس زرهون قرب مكناس في المغرب المُعاصرة. (2007)

بعد أن قضى الخليفة السَّابق مُوسى الهادِي على ثورة حُسين الفخِّي في يوم التَّروية من ذي الحجَّة سنة 169 هـ / الرَّابِع عشر من يونيو 786 م وقُتل آنذاك، تمكَّن قريبه إدريس بن عبد الله من الهرب من موقع المعركة، واتَّجه نحو بلاد المغرب الأقصى، والتي تمكَّن البربر فيها من تشكيل دُولٍ وإماراتٍ عديدة منذ الثَّورة البربريَّة وخروج المنطقة عن سيطرة الخلافة في عهد الخليفة الأُموي هشام بن عبد الملك.
نزل إدريس في مدينة وليلي، واستطاع أن يَلف حولَه برابر أُوربة وبدأت أمُوره تعظم بعد فتحه تلمسان، وتزايدت قُوته،ولم يكن الرَّشيد فيما يظهر أنه اعتنى بمعرفة أخباره بسبب ازدياد الخِلافات والصراعات قُرب دار الخلافة. إلا أنه بعد سنوات، بلغ الخليفة الرَّشيد أخبار حول عزم إدريس غزو ولاية إفريقيَّة العبَّاسيَّة، وأن جيوشه قد كثرت، فهمَّ الرَّشيد بإرسال جيشٍ لمُحاربته، إلا أنه عدل عن الفِكرة لبُعد المسافة، ومشقَّة الحملة في بِلادٍ بعيدة عن مركز الخلافة والإمدادات للجُند، وما يزيد من العدول عن الفكرة، هو لوجود تجارب فاشلة في أيَّام الخليفة الأموي هشام بن عبد الملك.

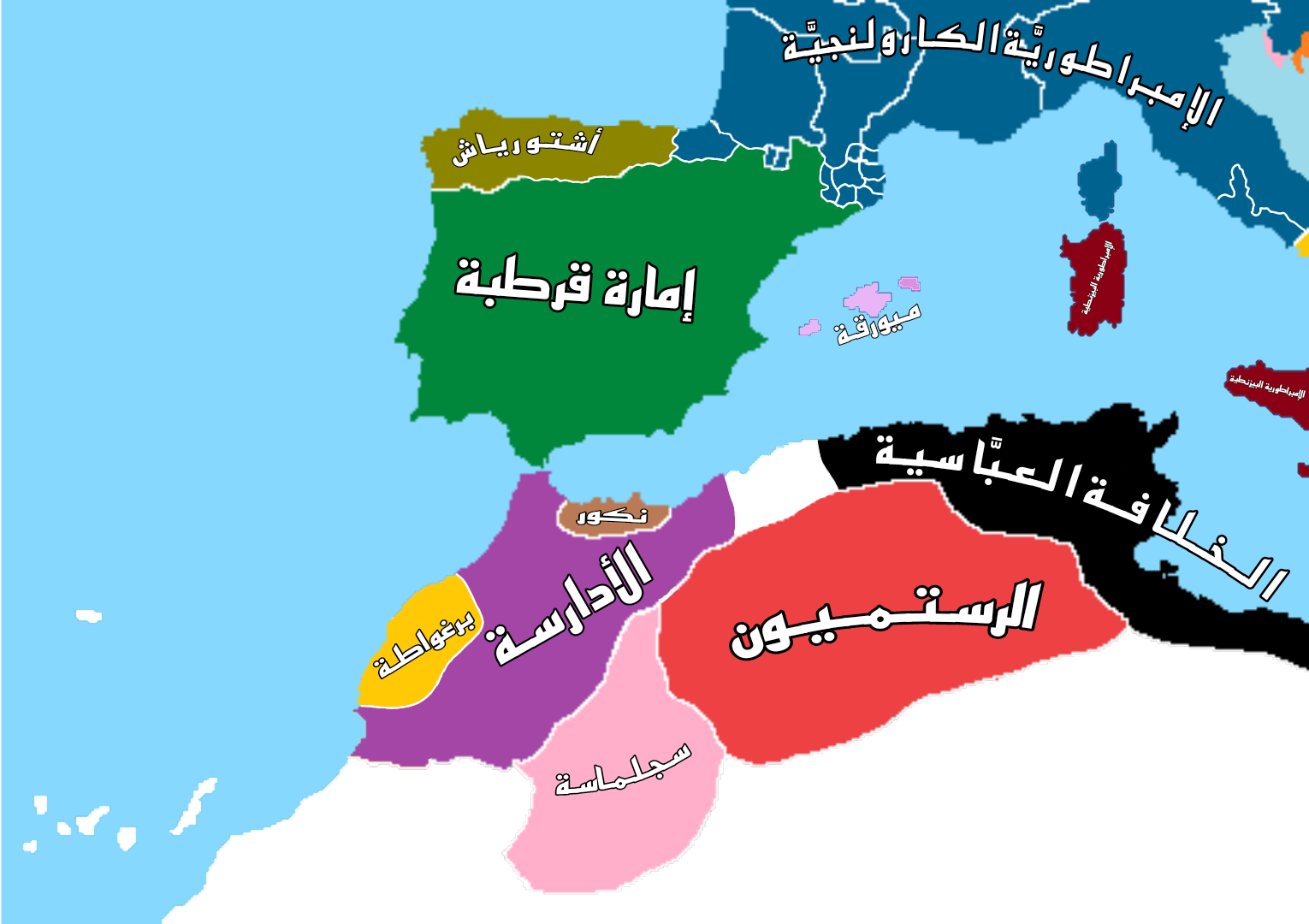
خريطة بلاد المغرب الأوسط والأقصى والأندلس وما جاورهما في سنة 183 هـ / 800 م.

رأى الرَّشيد أن يقوم بذلك بأقل الخسائر المُمكنة، فاستدعى رجُلًا يُدعى سُليمان بن جرير، ويُعرف بالشَّمَّاخ، وطلب منه أن يحتال لقتل إدريس، وزودهُ ملًا وطرفًا يستعين بها على أمره، فسافر الشَّمَّاخ، ووصل إلى إدريس مُظهرًا التبرُّؤ من الدعوة العبَّاسيَّة، فقبلهُ إدريس، واختص به، كما أعجب بحديثه، وحينما انتهز الفرصة لخلوه من الحرس، سمَّه إما في طِيب، وإما في سنون، وفرَّ هاربًا من المكان، وسَرعان ما تُوفي إدريس سنة 177 هـ / 793 م، وكان من المُفترض أنه بوفاته فقد انتهى حكمه ودولته.
إلا أن فرحة قتل إدريس وفناء دولتِه، لم تدم للخليفة الرَّشيد، فقد علم أن أمة إدريس، وتُدعى كنزة الأوربيَّة كانت حامِلة بطفله، فوضعت حملها في الثَّالث من رجب 177 هـ / 14 أكتوبر 793 م، وكان مولودًا ذكرًا، وسُمي إدريس على اسم أبيه، وبايعه من اجتمع على أبيه بالخِلافة وهو رضيعًا، وأصبح تحت الوصاية، لتستمر دولة الأدارسة في المغرب البعيد. وكان ذلك من أسباب رأي الرَّشيد في تأسيس إمارة الأغالبة لتكون إمارة حاجزة لأطماع الأدارسة لاحقًا.

### حبس موسى الكاظم ووفاته
لم تكن العلاقة بين الرَّشيد والعلويين جيَّدة سياسيًا بعد أن اغتيل إدريس بن عبد الله في بلاد المغرب الأقصى، وإنهاء حركة أخيه يحيى بن عبد الله في بلاد الدَّيلم، بعد أن سعى في بداية خلافته إلى التقرُّب منهم وتخفيف المُراقبة عليهم. وفي شهر رمضان سنة 179 هـ / نوفمبر أو ديسمبر 795 م ذهب الخليفة هارُون الرَّشيد لإقامة شعائر العُمرة في مكَّة المُكرَّمة، ثم توجَّه نحو المدينة المُنوَّرة للصلاة والسَّلام على مقام النَّبيِّ مُحمَّد، وكان حولهُ الكثير من الأهالي والزُّوار، فلما وصل إلى المقام، قال الرَّشيد بنوعٍ من المُباهاة: «السَّلامُ عليكَ يا رسُول الله يا ابن عم» لقرابتهِ منه في جدهما عبد المُطَّلب، فاقترب مُوسى بن جعفر الصَّادق، والمُلقب بالكاظم، وهو سابعُ الأئمَّة حسب الإماميَّة وقال: «السَّلامُ عليك يا أبَه»، وهو سبطُ النَّبيِّ من الحُسين ابن ابنته، فتغيَّر وجه الرَّشيد والتفت إليه وقال بنوعٍ من الاقتضاب: «هذا الفخرُ يا أبا الحَسَن حقًا».

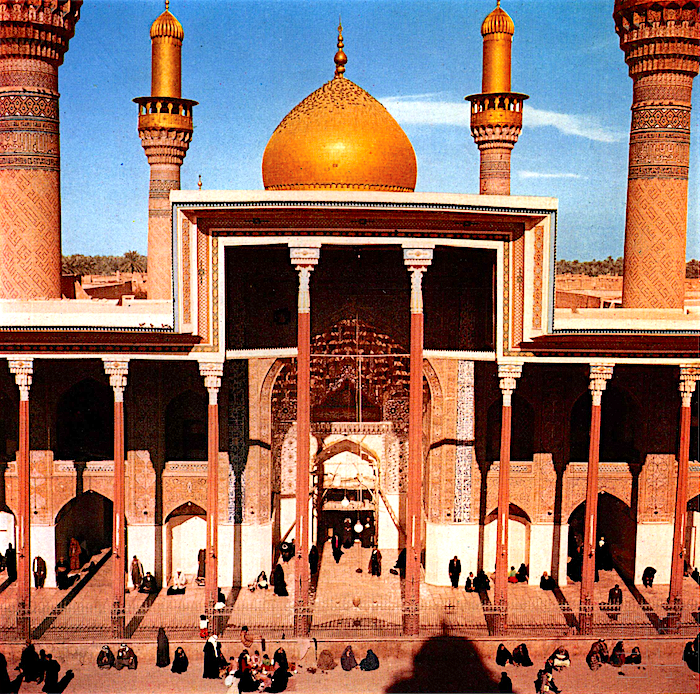
العتبة الكاظميَّة، حيث دفن بها مُوسى الكاظم وحفيده محمد الجواد في مدينة بغداد، العراق. التقطت الصورة عام 1958 م.

ولعل ذلك جاء في سياق ما قالهُ بعض المُؤرخين، إن هارُون الرَّشيد أراد الافتخار بقرابته بالنبي والتأكيد على أن بني العبَّاس هُم أهل الخلافة عن النبي، عملًا بمبدأ العم أحق من الابنة في الإرث، إلا أن رد الكاظم كان يُعتبر تحديًا لسُلطة الخليفة وهيبته، وخاصةً بين عوام المُسلمين والزُّوار، ومُضرَّة لصورة الخليفة الرَّشيد، فضلًا عن قيام دولة الأدارسة قبل عدة سنين في المغرب الأقصى وثورة يحيى الطَّالبي الذي تهاون في أمره وسهَّل حركته، ولعل كُل تلك الأسباب، هي ما أجبرت الرَّشيد على استقدام الكاظم معه إلى بغداد لعدم تكرار أخطائه مُجددًا.
أقام مُوسى الكاظم في بغداد تحت الإقامة الجبريَّة والمُراقبة الدَّوريَّة، وأوكل أمرهُ إلى صاحب شُرطته السِّنديِّ بن شاهِك، وأمره أن لا يُشدد عليه أو يُضيق عليه، فتولَّت حبسَه أخت السِّندي لخدمته، وكانت حزينة لحبسِه ويروى عنها قولها: «خاب قومٌ تعرَّضُوا لهذا الرَّجل الصَّالح!». بينما يُشير العالم الشيعي ابن بابويه القُمي، أن الرَّشيد أطلق سراح مُوسى الكاظم بعد أن دعا عليه في إحدى الليالي، فأكرمه وجعله نديمًا له وكان يدخل على الرَّشيد كل خميسٍ إلى أن حبسه مرة ثانية وسلَّمه إلى السِّنديِّ بن شاهك، والذي قرر قتلهُ بالسُّم.
إلا أن رواية مقتله بالسُّم لم تذكر لدى معظم عُلماء ومُؤرخي أهلِ السُّنَّة. في حين تُحمل بعض المصادر الغربيَّة الحديثة يحيى البرمكيَّ مسؤولية قتل الكاظم بالسُّم، وأن الرَّشيد ظنَّ أن الكاظم يُريد إحداث ثورةٍ علويَّة جديدة دون تفاصيل أخرى. وعلى أية حال، فقد تُوفي الكاظم في السجن يوم الخامس والعشرين من رجب سنة 183 هـ / الثَّاني عشر من أُغُسْطُس 799 م عن عمرٍ ناهز 54 عامًا، الأمر الذي تسبب في ازدياد نقمة الشيعة على الخليفة الرَّشيد.

### ثورات الخوارج

#### ثورة الصحصح في الجزيرة

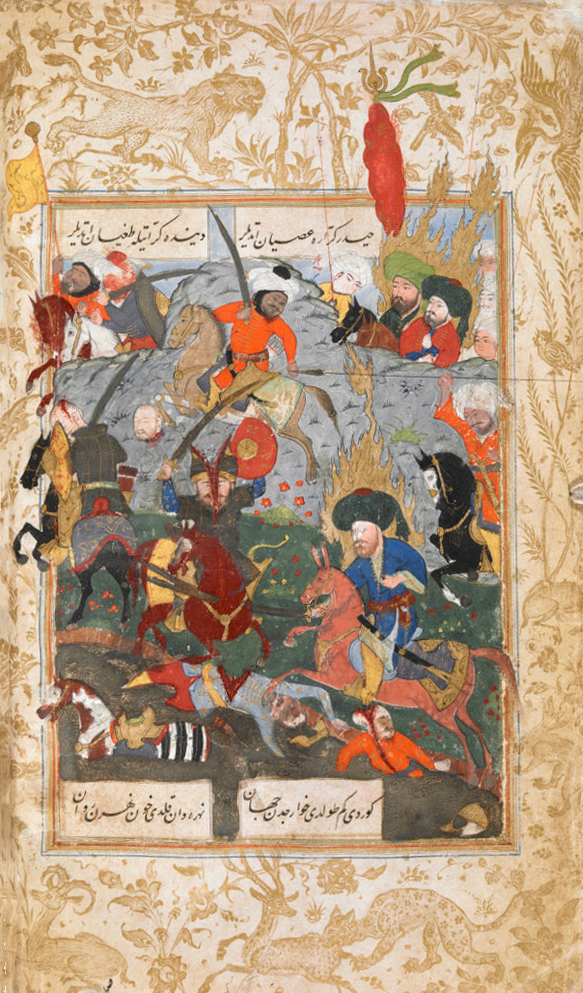
تعتبر حركة الخوارج، من أقدم الفِرَق الإسلاميَّة التي اشتهرت بخروجها على الخُلفاء المُسلمين حسب مفاهيمهم، وغالبًا ما كان يترافق بثورات مُسلَّحة وعنيفة.

يُعتبر الخوارج من أقدم الفِرَق الإسلاميَّة التي اشتهرت بخروجها على الخُلفاء المُسلمين حسب مفاهيمهم، وغالبًا ما كان يترافق بثورات مُسلَّحة وعنيفة. تُعتبر ثورة الصَّحْصَح الخارجيُّ من أُوائل الثورات التي بدأت في عهد الرَّشيد، وذلك بعد ثورة الفضل بن سعيد الحَرُوري والتي كانت قصيرة وانتهت سريعًا. انطلقت ثورة الصَّحصح في الجزيرة الفُراتيَّة خلال سنة 170 هـ / 786 م، فوجَّه واليها أبُو هُريرة عسكرًا لمُحاربته، إلا أن الصَّحصح تمكَّن من الإيقاع بهم وهزيمتهم، ولم يتوقف عند ذلك فحسب، بل قرر السير نحو الموصل، والتقى بعسكرها في باجرمي، فقتل منهم الكثير، وانتصر عليهم، ثم توجه إلى ديار رَبِيعة وتغلَّب عليها، وحين وصلت الأنباء إلى الخليفة الرَّشيد، أمر بتسيير الجيش العبَّاسي لمُحاربتهم، فالتقى الطرفان في ناحية تدعى دُورين، واقتتلوا حتى انتصر العبَّاسيُّون وقُتل الصَّحصح، وبعد ذلك، أمر الرَّشيد بعزل أبي هُريرة مُحمد بن فرُّوخ عن ولاية الجزيرة لخُروجه أو تمرُّده لاحقًا وجلبه إليه، وأعدم في قصر الخُلْد.

#### ثورة حصين في خراسان
ظهر رجل من الخوارج يدعى حُصَينًا في خُراسان وهو من موالي قَيس بن ثعلبة في سنة 175 هـ / 791 م، فجمع أنصاره وكثر أتباعه، وكان على وِلاية سِجستان عُثمان بن عمارة، والذي أرسل جيشًا لمُحاربته إلا أنه انتهى بهزيمتهم، ثم زحف حُصين نحو باذغيس، وبُوشنج، وهراة. بعد أن وردت أنباء خروجه إلى الخليفة الرَّشيد، أمر على الفور خالَه الغطْريف بن عطاء بمُحاربته، فسيَّر الأخير القائد داوُد بن يزيد المُهلَّبي على رأس 12 ألف مُقاتل، فتواجه معهُم حُصَين ومعه سُتمائة فقط حسب المُؤرخ ابْن الأثِير، وتمكَّن الأخير من هزيمتهم أيضًا، وقتل منهم خلقًا كثيرًا، إلا أنه قُتل لاحقًا.

#### ثورة الوليد الشاري في الجزيرة
خرجت ثورةً تُعتبر من أخطر ثورات الخوارج في منطقة الجزيرة الفُراتيَّة سنة 178 هـ / 794 م، فقد تزعَّمها الوليد بن طريف الشَّاريُّ الشَّيباني، ففتك بالقائد العبَّاسي إبراهيم بن خازم بن خُزَيمة التَّميمي في نَصِيْبين، وقُويت شوكتُه، ثم توجَّه نحو أرمينيَّة، وحاصر مدينة خِلاط مدة عشرين يومًا، وبعد تعب أهاليها من الحصار، دفعوا لهُ ثلاثين ألفًا ليدعهم. ثم سار إلى أذربيجان، ومنها انطلق إلى غربيِّ دجلة، وافتدى أهل مدينة بَلَد أنفسهم من شره بعد أن دفعوا له مائة ألف، وحينما وصلت الأنباء إلى الخليفة بازدياد خطر الشَّاري، قرَّر الرَّشيد تسيير القائد يزيد بن مزيد الشَّيباني لقتاله، على الرَّغم من كراهية الوزراء البرامكة له، وحينما علم الشَّاري بتسمية الشَّيباني، أنشد قائلًا:

خريطة تظهر مناطق شمال العراق، وشرق الجزيرة الفراتية وأهم المُدُن في القرن الثامن الميلادي.

 لم يقم يزيد الشَّيباني بمهاجمة الوليد، وذلك راجعًا لمعرفته بمنطقة الجزيرة، وبقي يُماكر ويُراوغ حتى يعلم كيف يقضي على الشَّاري وثورته. إلا أنه بسبب كراهية البرامِكة ليزيد، ولعلهم أرادوا التخلُّص منه كغيره حتى لا يبقى للرَّشيد سوى الأشخاص المدعومين من آل برمك على الأقل، أشار البرامكة إلى الخليفة بأن يزيد يتباطئ عن قتال الوليد بسبب قرابتهم في النَّسب، فكلاهُما من القبيلة نفسها، كما هوَّنوا من أمر الوليد الشَّاري وخطره، فغضِب الرَّشيد وكتب ليزيد بحزم: «لو وجَّهت أحد الخدم لقام بأكثر مما تقوم به، ولكنَّك مُداهن مُتعصب وأقسمُ بالله إن أخَّرت مناجزته، لأوجِّهن إليك من يحمل رأسك»، وعند ذلك، قرر يزيد مُلاقاة الوليد وعدم انتظار الوقت أو الفرصة، فالتقى الطرفان في عشيَّة يوم الخميس في شهر رمضان سنة 179 هـ / ديسمبر 795 م، ودارت معركة دامية بينهُما، انتصر فيها يزيد على كتائب الشَّاري، ولاحق الوليد في النهاية، فقتلهُ واحتزَّ رأسَه، وحينها قال فيها أحد الشُّعراء بيت شعرٍ شهير:
وبعد أن قُتل الوليد، خرجت أختهُ ليلى بنت طريف، ولبست درعها واستعدَّت وبيدها السَّيف على فرسٍ لها، وجعلت تُحرِّض الناس لمُحاربة يزيد الشَّيباني، فعُرفت بين الجُند، وأمر الشَّيباني جُندَه بتركها إليه، ثم خرج إليها على رأس فرسه واقترب منها سريعًا، ثُم سلَّط ضربة رُمحه على فرسِها، وقال لها غاضبًا: «اعزبي! عَزب الله عليك! فقد فضحتِ العَشيرة!»، فاستحت منه وانصرفت وانتهت الثورة.

#### ثورات خوارجية أُخرى
واجه الخليفة الرَّشيد عددًا من ثورات الخَوارِج في مُختلف الفترات، وكانت سَرعان ما تنطفئ، فقد خرج بعد الحُصَيْن، الفضلُ الخارجي في منطقة نَصِيبين في سنة 176 هـ / 792 م، فأخذ من أهلها مالًا بالقُوة ليدعم ثورتَه، ثم توجَّه نحو دَارا، وآمِد، وأرْزن فأجبر أهاليها على تقديم مالهِم، وحينما ذهب نحو الموصل، خرجت إليه كتائب عبَّاسيَّة، إلا أنه تمكَّن من هزيمتِهم في البداية على نهر الزَّاب، وسَرعان ما استجمعوا قواهم، وعادوا لقتاله وتمكَّنوا من قتله وأصحابه.
| وهكذا استطاع الرَّشيد القضاء على الثورات التي قام بها الخوارج وغيرهم، واستقرَّت دولته وازدهرت وعاش النَّاس في عصره في رخاء، فقد اعتبر عصر الرَّشيد واسطة العقد بالنسبة للخلافة الإسلاميَّة، فقد اكتملت فيه ألوان العظمة والقوَّة والمجد في شتى أنواع العلوم |
| —منصور عبد الحكيم |

 وفي فترةٍ قصيرة بعد القضاء على ثورة الوليد بن طريف الشَّاري، خرج حمزة بن أترُك الخارجيُّ في خُراسان خلال سنة 180هـ / 796م، أثناء ولاية ابن ماهان عليها، فجاء حمزة إلى بُوشنْج، وهزم عَمْرويه بن يزيد الأزديُّ، العامل العبَّاسي على هَرَاة، ثم وجَّه إليه ابن ماهَان، ابنهُ عِيسى على رأس 10 آلاف مُقاتل، إلا أن حمزة تمكَّن من هزيمته، وبعد فترةٍ أعاد ابن ماهان إرسال ابنه عيسى، فقاتله في باخرْز، فانهزم حمزة، وقُتل مُعظم جيشه، حتى كان معهُ أربعون مُقاتلًا، وفي خُطوةٍ عقابيَّة، قام عيسى بن ماهان بإحراق جميع القُرى التي دعمت وأعانت حمزة حتى وصل إلى زرنْج، وقدَّر المُؤرِّخ ابْن الأثير بأن عدد قتلاها وصل إلى ثلاثين ألفًا، وكان بين حمزة وعُمَّال الخلافة عدة وقعات بسيطة فيما بعد. وخرج حُراشة الشَّيبانيُّ في 180هـ / 796م، في الجزيرة الفُراتيَّة، لكن سَرعان ما قُضي عليه. ثم خرج أبو عمرو الشاري في سنة 184هـ / 800م، غير أن الرشيد وجه إليه حملة بقيادة زهير القصاب، فقضى على الشاري في شهرزور من نفس العام. يعد خروج ثروان بن يُوسف في ناحية حولايا من سواد العِراق سنة 191هـ / 807م، آخر ثورةٍ خوارجيَّة في عهد الرَّشيد. تنقَّل ثروان في بعض مناطق السَّواد لفترةٍ قصيرة، ليتوجه إليه طوق بن مالك على رأس الجيش، فانهزم ثروان وجُرح، وقُتل أصحابه، ولم يعد لهُ أثر يُذكر بعدها.

### الفتنة القبلية في الشام
كانت الأحوال في بلاد الشَّام مُستقرَّة نسبيًا، إلا أنها كانت تشهد فتنًا قبليَّة وظهور العصبيَّات العربيَّة بين الحين والآخر، ومنها ظهور أحداثٍ عصيبة في مدينة دمشق، وتحديدًا في سنة 176 هـ / 792 م، وقيل سنة 180 هـ / 796 م، فقد هاجت فتنة بين المضريَّة، واليمانيَّة، وكان سببُها أن عامِلًا للخليفة الرَّشيد في سِجستان قتل أخًا لزعيم المضريَّة أبُو الهيذام المُري، والذي كان الأخير مُقيمًا في الشَّام، فجمع من حوله جمعًا عظيمًا. وقيل إن سببها هو تنازُع بين رجُلٍ يماني ومضري. وعلى أية حال، فقد بلغ الرَّشيد أمر الفِتنة التي قُتل بها الآلاف وتفاقم الوضع، فانزعج واغتم لذلك، وقرر توكيل أمر القضاء على الفِتنة لجعفر البرمكي، وقال له غاضبًا: «إما أن تخرج أنت، أو أخرج أنا»، فرد جعفر: «بل أقيك بنفسي»، فخرج الأخير على رأس جيشٍ مُتوجهًا نحو دمشق، إلا أنه لم يُقاتلهم، وفضَّل إصلاح الأمور بين القبيلتين العربيتين، وبالفعل، فقد تمكَّن من الإصلاح بين الناس، وقتل رُؤوس الفِتنة بينهُم، فعادوا إلى الأمن والأمان.

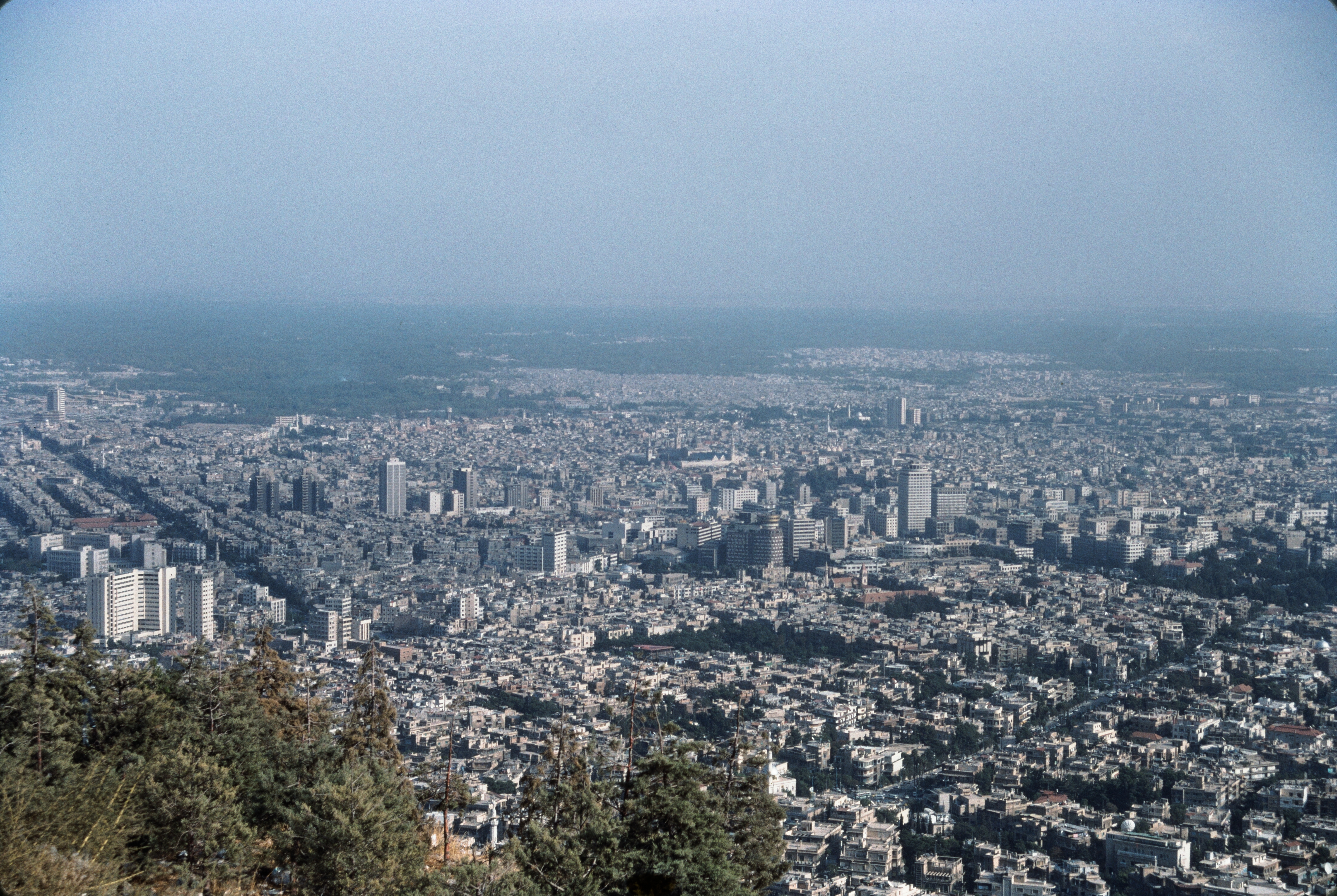
صورة حديثة لمدينة دمشق في سوريا بإطلالةٍ من جبل قاسيون. التقطت عام 1993 م.

وفي ذلك يقول الشَّاعر العربيُّ الشَّامي منصُور النمري في قصيدةٍ طويلة مادحًا آل برمك في التَّعامل مع الأحداث، جاء منها:
وحينما عاد جعفر البرمكي إلى بغداد، أكرمهُ الرَّشيد وزاد في إحسانه، كما خطب جعفر خُطبةً جميلة، استشفع فيها لأهل الشَّام، واستعطف قلب الرَّشيد عليهم. وقيل بل ذكر له كُثرة اشتياقه للخليفة، ويحمدُ الله الذي منَّ عليه برجُوعه لرؤيته. بعد هذا الانتصار بأقل الخسائر، أكرمهُ الرَّشيد بتعيينه واليًا على خُراسان، إلا أنه عزله منها بعد عشرين ليلة وولاهُ قيادة الحرس الشَّخصي للخليفة، وكان ذلك طبيعيًا، فإن الرَّشيد كان كثير التعيين والعزل للوُلاة في عهده، وكان يُحب إبقاء جعفر نديمًا له في مجالسه.

### الاضطرابات في مصر

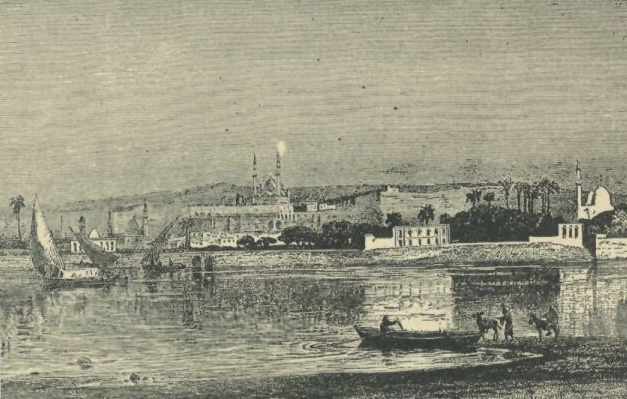
صورة أخرى من الفسطاط، عاصمة الدُّول والإمارات الإسلاميَّة المُختلفة حتى العصر الفاطمي.

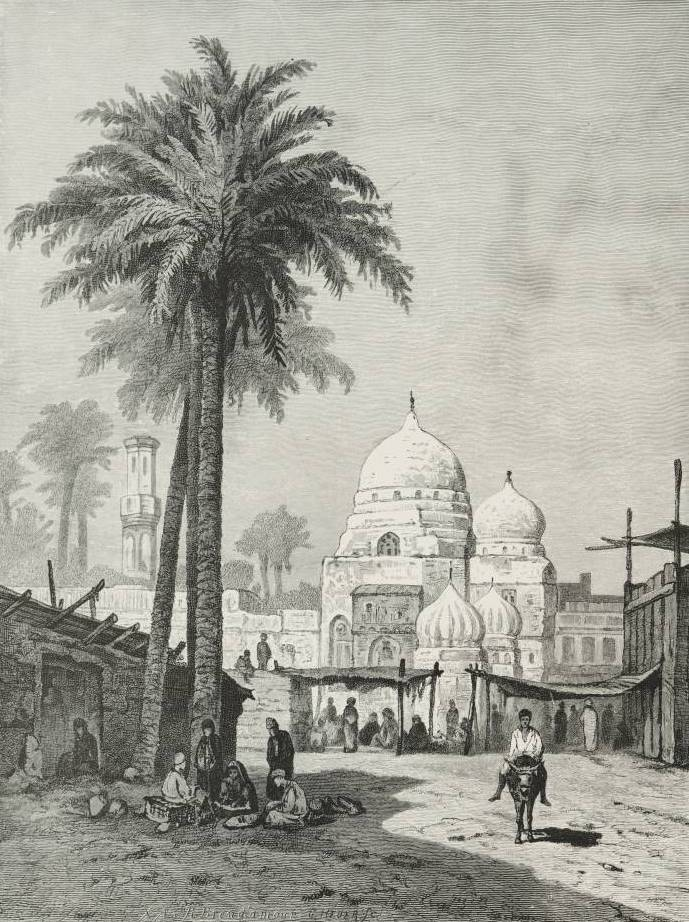
رسمٌ يُظهر العاصمة المصريَّة القديمة الفسطاط، والتي تعد اليوم جزءًا من مدينة القاهرة.

لم تكن الأحوال مُستقرة في بعض الأنحاء من مصر، وتحديدًا في أرض الصَّعيد، فقد ثار دِحْيَة بن المُصعب المرواني الأموي، ودعا لنفسه بالخِلافة في عهد الخليفة مُحمَّد المهدي، إلا أن الأخير توفي وكان دِحْيَة قد تمكَّن من فرض سيطرته على كامل الصَّعيد، إلا أن الخليفة مُوسى الهادي، أرسل الأمير الفضل بن صالح على رأس الجيش العبَّاسي، والذي تمكَّن من سحق الثَّورة، وأسر دِحْيَة الأموي وأعدمهُ في العاصمة المصريَّة الفسطاط سنة 169هـ / 785م.
بعد وفاة الهادِي، وتولي الرَّشيد للخِلافة، قرر تعيين الأمير إسحاق بن سُليمان واليًا على مِصْر سنة 177هـ / 793 أو 794م، وقيل 178هـ / 794 أو 795م، فكشف أمر الخراج، وزاد على المُزارعين زيادة، شعروا فيها بالإجحاف الشديد في حقهم، فخرج عليه أهل الحوف من قبائل قيس وقُضاعة ثائرين، ولم يتمكن إسحاق من إخمادها، وقُتل العديد من رجاله، فكتب إلى الخليفة الرَّشيد يستنجده لإرسال جيشٍ للقضاء على الثورة، فاختار الرَّشيد لذلك أحد أهم قاداته، وهو هَرْثمة بن أعْيَن، وكان آنذاك واليًا على فلسطين، وسيَّرهُ على رأس جيشٍ عظيم وفي مقدمته عدد من الأُمراء، فلما نزل الجيش أرض الحوف، تلقاهُ أهله بالطَّاعة وأذعنوا له.
وفي سنة 186 هـ / 802 أو 803 م، عاد أهل الحوف للثَّورة من جديد، فخرجوا على الوالي آنذاك اللَّيث بن فضل الأَبِيوَرْدي، وساروا نحو الفسطاط لقتاله، فأرسل إليهم جيشًا من أربعة آلاف مُقاتل، وتمكن من إيقاع الهزيمة بهم. وفي آخر سنوات الخليفة الرَّشيد، وتحديدًا في سنة 191 هـ / 806 أو 807 م، ثار أهل الحوف من جديد بقيادة أبي النداء، فسار الجيش العبَّاسي بقيادة يحيى بن مُعاذ نحو بلبيس لإخضاع أهل الحوف، فاضْطَرهُم إلى الاذعان لتقديم الخراج، وقام بحيلة لمعرفة رُؤوس الثَّائرين، فقيَّد العديد من رُؤساء القيسيَّة واليمانيَّة، وجاء بهم إلى الرَّشيد، فعاقبهُم وسجنهم. استمرَّ أهل الحُوف في ثوراتهم بين الحين والآخر، ولم تنته أحداثها الكبرى إلا في عهد الخليفة عبد الله المأمُون، والذي أنهى فتنةً طويلة أدمت مصر واستنزفتها مدة سبعة عشر عامًا جنبًا إلى جنب مع ثورات الأقباط.

### خروج طائفة المحمرة

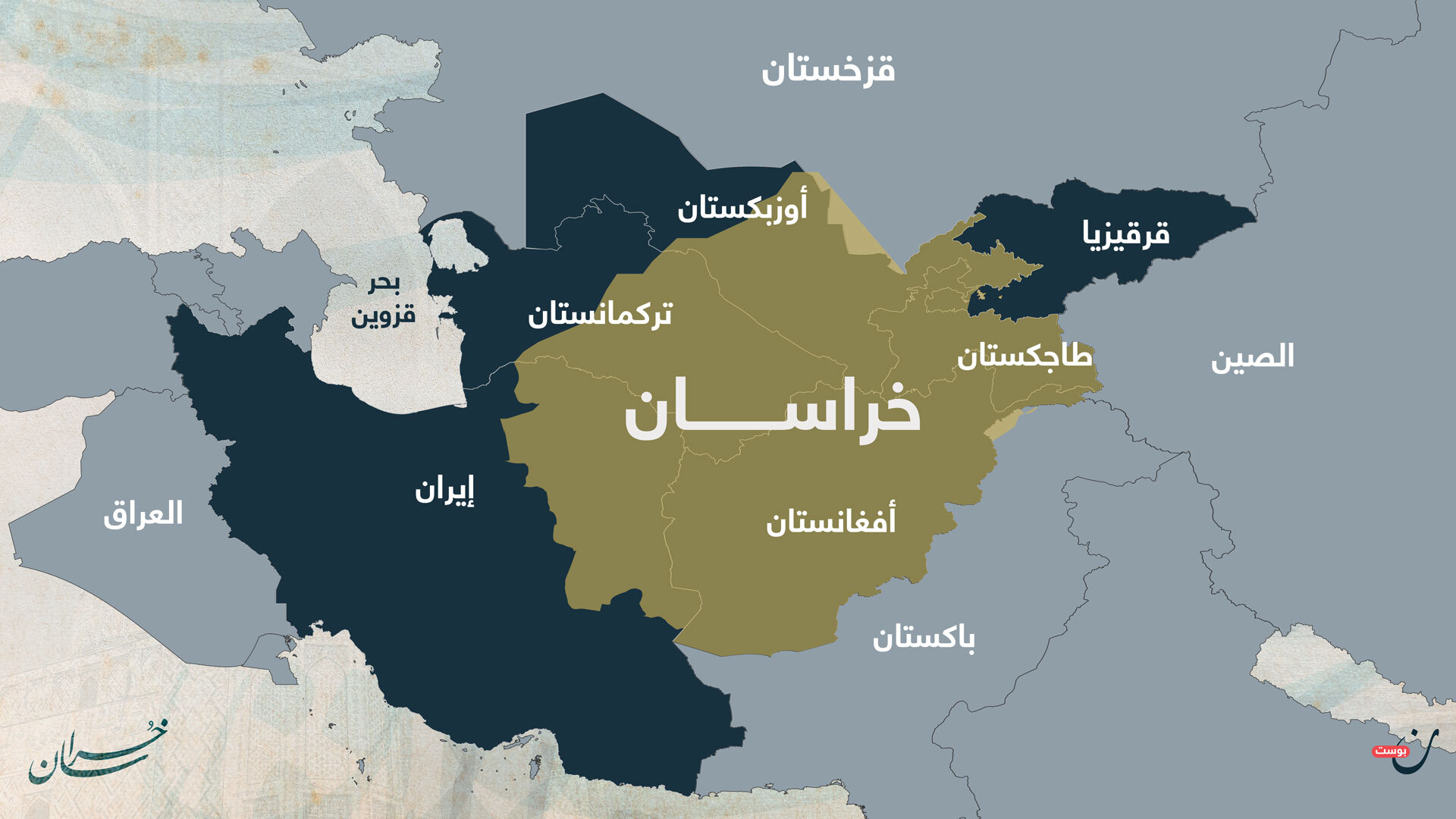
خريطة إقليم خُراسان الكبرى بناءً على الحدود الدُّوليَّة المُعاصرة.

ظهرت طائفة اتُّهمت بالزَّندقة في مدينة جرجان من بلاد خُراسان، ويُدعون بالمُحمَّرة في سنة 180 هـ / 796 م، واشتهروا بلباس ثيابٍ حمراء، ويقودهم رجل يدعى عمرَو بن محمد العمركي، وهو الخروج الثاني لهم منذ عهد المهدي. أعلن المُحمَّرة عصيانهم وتمرُّدهم على الخلافة، فوسَّعوا نفوذهم على مناطق واسعة من خُراسان بعد سنةٍ من تمرُّدهم. كتب والي خُراسان آنذاك ابن ماهان كتابًا إلى الرَّشيد، وأوضح لهُ أمرهُم ووضَّح لهُ من يتزعمهم، فأمر الرَّشيد بقتل زعيمهم، فقُتل عمرُو العمركي في مَرو ولم تذكر الروايات التاريخية حول نهايتهم كطائفة، والغالب أنه بموت زعيمهم فقد تفرَّق أصحابه عن أمره.

### ثورة أبي الخصيب
لم تكَد تنطفئ بعض الشَّرارات التي خرجت في خُراسان، حتى ظهر أبُو الخصيب وهيب بن عبد الله النَّسائيُّ، حتى ثار بدايةً في موطنه نَسا سنة 183 هـ / 799 م، ثم زحف نحو أبيوَرد، وطُوس، حتى سيطر على نيسابُور، فوجَّه الرَّشيدُ إليه ابن ماهان، والتقيا في مَرو سنة 185 هـ / 801 م، فانهزم أبُو الخصيب وعاد إلى سَرْخَس، وقَوِيَ شأنهُ بها. وبعد سنتين من الواقعة، سار عليُّ بن عيسى بن ماهان من مَرو إلى نَسَا لحرب أبي الخصيب، واستطاع أن يهزمهُ ويقتله، فسبى نساءه وذُرِّيتَه، واستقامت شُؤون خُراسان.

### عقد ولاية العهد الثانية لابنه المأمون
حينما شعر الرَّشيد بسيطرة الفضل البرمكي -كافل الأمين- على خُراسان بدرجاتٍ عالية وتشكيله جيشًا كبيرًا، قرر عزلهُ عن الولاية واستقدامه بالقُرب منه، فقد بدأت العلاقة بين الرَّشيد وآل برمك تزداد توترًا وتخوفًا من الطرفين، وكان الرَّشيد مهمُومًا لتقديمه ابنه مُحمَّدًا الأمين دون أخيه عبد الله، وشعر أن ذلك القرار كان ضد إرادته بسبب تأثير وجُوه بني هاشم وزوجته زُبيدة، ولهذا بقي الرَّشيد فترةً طويلةً مُعذَّب الضَّمير، لا يدري ما يصنع حتى يُصحح هذا الخطأ الذي وقع فيه، فاستطاع وبرأي من يحيى البرمكي أن يُقر بولايتين للعهد، رَغم أنه كان مُؤمنًا بفشل هذه التجربة من قبل مثل ما جرى بينهُ وبين مُوسى الهادي سابقًا.
بعد مُرور أربعة أعوام من تعيين مُحمَّد الأمين وليًا للعهد، قرر الخليفة الرَّشيد عقد ولاية العهد الثَّانية لابنه عبد الله في سنة 182 هـ / 799 م، وكان يبلغ من العُمر ثلاثةَ عشر عامًا، كما لقَّبهُ بالمأمُون، وكان الهدف من ذلك أن يتولَّى الخِلافة بعد أخيه الأمين، وأما سبب تقديم الأمين عليه في الوِلاية، فذلك راجع لكون والدته زُبيدة كانت امرأة حُرَّة وهاشميَّة عربيَّة، ويُفضله وجوه بني هاشم والعرب، وأما الهدف من تعيين المأمُون في الوِلاية، فهو لأن الرَّشيد رأى منهُ صِفات القائد ورجاحة العقل والبُعد عن اللهو بعكس أخيه الأمين والذي لم يكترث لحياة العِلم، ولم يعرف المسؤولية، وقد سلَّم الرَّشيد ابنه المأمُون، إلى الوزير جعفرًا البرمكي، كي يُساعده ويُعلمه أصول الحُكم، ثم ولَّاهُ الرَّشيد كامل إقليم خُراسان، وما يتصل بها إلى همذان، ومنحه بمقتضى ذلك صلاحيَّات شبه كاملة، مُشكلًا بذلك استقلالًا كبيرًا عن أخيه مُحمَّد الأمين حين يتولَّى منصب الخِلافة، والذي سلَّمهُ بالتالي إلى الفضل بن الرَّبيع بدلًا من الفضل البرمكي.

### كتاب ولاية العهد للأمين والمأمون

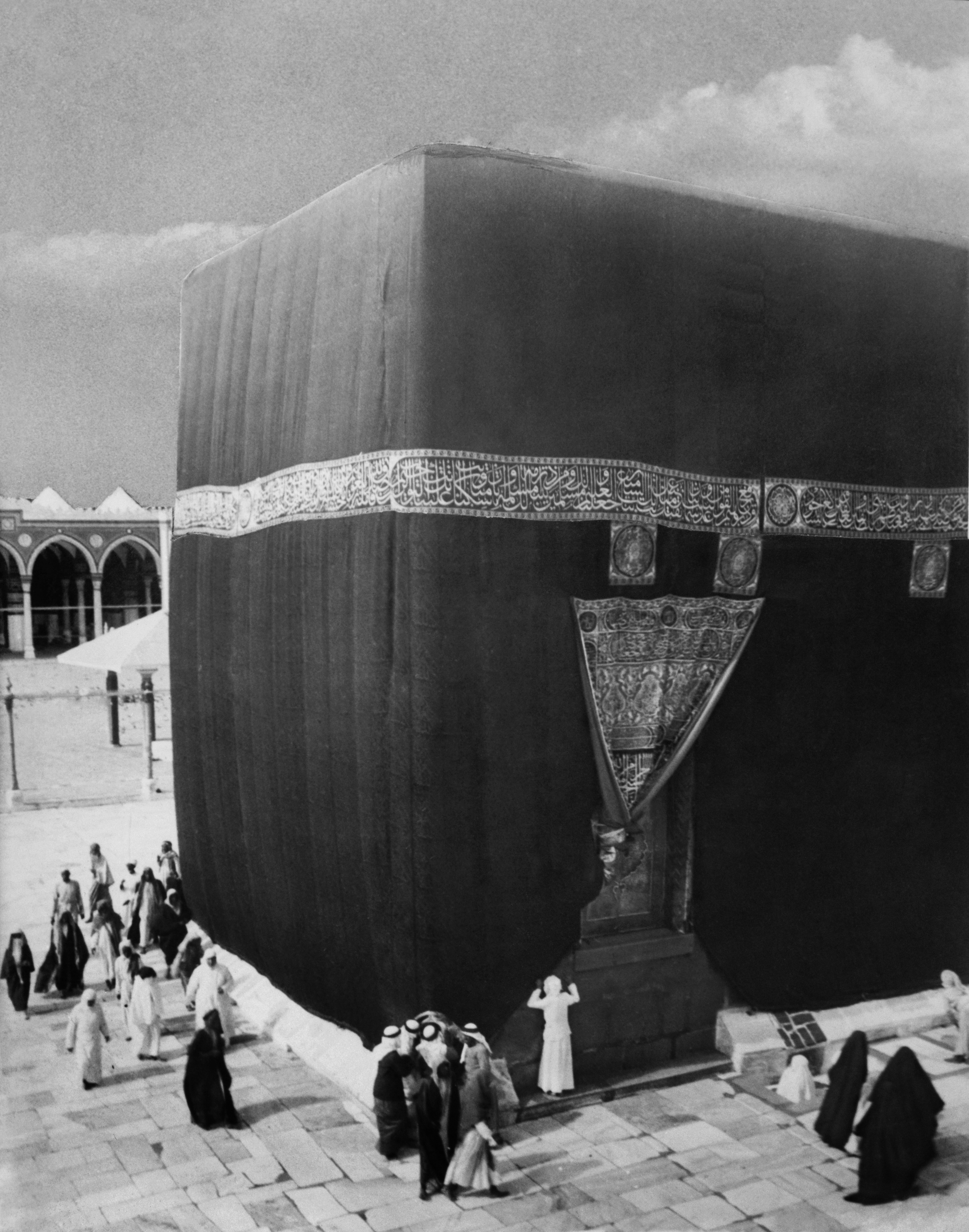
الكعبة التي علَّق فيها الرَّشيد كتاب العهد بين الأمين والمأمُون ليصبح تطبيقها واجبًا على الأخوين.

في سبيل تعزيز أواصر العلاقة بين الأمين والمأمُون، والتأكيد على احترامهما للبيعة والسير في خُطة والدهما بعيدًا عن المكايد والدَّسائس للإيقاع بين الأخوين كما يُشاع، قرَّر الخليفة الرَّشيد في سنة 186 هـ / 803 م أن يحجَّ ومعه مُحمَّد الأمين، وعبد الله المأمُون، وكان كُلٌ منهما في السابعة عشرة. أخذ عليهما في البيت الحرام، كل المواثيق المُؤكدة بأن يخلص الأخوان لبعضهما البعض. كما أوضح الرَّشيد للأمين، أنه قد عقد لأخيه المأمُون، كُل بلاد المشرق، ويشمل ذلك ثغورها، وكورها، وجندها، وخراجها، وبيوت أموالها، وصدقاتها، وعشورها، وبريدها، وفي المُقابل، يتولَّى الأمين العراق والشام حتى آخر المغرب ويُحافظ المأمُون على ولائه للأمين.
كما عقد البيعة لأخيهما القاسم ولقَّبهُ المُؤتمن من بعد خلافة المأمُون، إلا أن أمر ولاية المؤتمن للعهد موكلة إلى أخيه المأمُون بما يراه مُناسبًا، فإن شاء أبقاه وإن شاء خلعه، وسجَّل الرَّشيد هذه المواثيق على شكل مراسيم وعلَّقها في مبنى الكعبة لتزيد من قُدسيتها، ويُصبح تنفيذها واجبًا، إلا أنها سقطت في المرَّة الأولى، فتشاءم الناس وتجادلوا، وقالوا بأن الرَّشيد قد أوقع بين أبنائه الشرّ والحرب، وأن هذا الأمر لن يتم.
وعلى أيَّة حال فإن الرَّشيد فيما يبدو كان مُتخوفًا من سُلوك الأمين بعد توليه الخلافة، وأن يتنكر لأخيه المأمُون، وفعل ذلك كي يُهدئ ضميره ويُريح نفسه من حصر تولية العهد إلى الأمين دون المأمُون والذي كان يميلُ إليه في الأصل. وبذلك يكون العرب قد ضمنوا الخِلافَة لعربيّ النسب من جهة الأم، أما العجم بزعامة البرامكة، فقد ضمنوا الشرق -أيّ خُراسان- لرجل أخوالُه عجم حسب مذهب القائلين بذلك.

### نكبة البرامكة
من الحوادث الأبرز والأكثر شهرةً في التَّاريخ العبَّاسي، وتحديدًا في فترة خلافة الرَّشيد، هو ما يُطلق عليه نكبة البرامكة، وذلك بسبب غُموض الحادثة، وصُعوبة الوصُول لرأي واضح يُزيل الالتباس عنها، فضلًا عن أن البرامكة كان لهم من الشأن والسُّلطان ما لم يكُن لغيرهم في بلاط العصر الذَّهبي للخلافة العبَّاسيَّة، وهو ما زاد من ضخامة الحدث وغرابته لدى المُؤرخين والعامََة.

#### الخلفية

##### أصل البرامكة
يعود أصل البرامِكة إلى مدينة بلخ (الواقعة في أفغانستان المُعاصرة) وأن التَّسمية جاءت من لقبٍ يُطلق على جَدِّ العائلة الكبير، برمك، وهو لقبٌ لكبير سدنة معبد النُّوبهار البُوذي، وقيل إنهُ مجُوسي. إلا أن الروايات تذكر أن برمك اعتنق الإسلام الشيعي في زمن الخليفة الأُموي عبد الملك بن مَروان وعالج ابنهُ مَسْلَمة من مرضٍ أصابَه. بيد أن أوَّل اتصال بين البرامكة والعبَّاسيين، جاء بعد أن انضم ابنهُ، المعرُوف باسم خالد بن برمك إلى الدَّعوة العبَّاسيَّة حينما كانت في وضعها السري وتحشد أنصارها في بلاد خُراسان، فأصبح خالد أحد دُعاتها، وتدرج به الحال حتى عُهد إليه تقسيم الغنائم، وجبي الخراج، مما أهَّلهُ لتولي عدة مسؤوليات أخرى لاحقًا مع ابنه يحيى، فأعجب بهم الخُلفاء العبَّاسيُّون وبعملهم الدَّؤوب بدءًا من السَّفَّاح حتى المهدي، مما أعطاهُم سُمعةً نبيلة، لكنها لم ترق على أية حال إلى النُّفوذ المُهدد لسُلطة الخُلفاء أو العمل بما لا يتوافق مع إرادتهم.

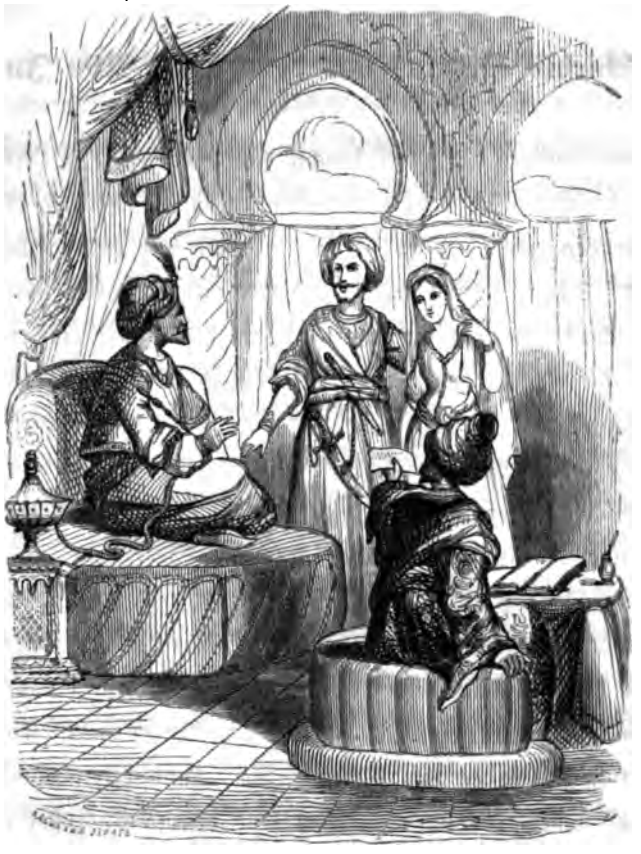
الخليفة العبَّاسي هارُون الرَّشيد جالسًا على عرش الخلافة، وإلى جانبه يجلس القاضي أبُو يوسف، حيث يتبادل الخليفة حديثًا مع وزيره ونديمه جعفر البرمكي وبقربه جاريةٍ حسناء.

##### البرامكة والرَّشيد
ازدادت علاقات البرامكة مع بني العبَّاس متنًا وتقاربًا في عهد المهدي، وذلك بعد أن عهد إلى يحيى البرمكي تربية ابنهِ هارُون وتنشئته نشأةً مُثقفة وصالحة ومُؤهلة لهُ مُستقبلًا لتولي المسؤوليات، كما أوكلت والدة الرَّشيد إلى زوجة يحيى البرمكي إرضاعه، مما جعلهُ حسب العقيدة الإسلاميَّة أخًا لأبنائها، مثل الفضل، وجعفر.
بعد تولي الخليفة الرَّشيد للحُكم، قرر استيزار يحيى البرمكي للوزارة منذ اليوم الأول لخلافته، وكان يُوقره ويحترمه لدرجة أنه يُناديه «أبتي»، ومنحهُ بذلك التفويض، سُلطة شبه مُطلقة مع إبقائه مُطلعًا على أهم الأمور والقرارات. عملت أسرة البرامكة باجتهاد في تنظيم شُؤون السياسة والاقتصاد وإدارة بيت المال وإظهار الفُنون ودعم تطوير العُلوم منذ ذلك الحين، إلا أن العديد من المُؤرخين يرون أن يحيى البرمكي كان يُسخر قدراته هذه في خدمة الرَّشيد ظاهريًا في سبيل تحقيق خططهِ الهدَّامة باطنيًا، وأخذت الأسرة تستبد في شُؤون الحُكم، وتحصُر الوزارة والكِتابة والحِجابة والسَّيف وغيرها إليهم، وبسبب ذلك، بات لهُم حُضور في قُلوب عامَّةِ النَّاس بسبب كرمهم وحُسن تعامُلهم في الوقت نفسه.
أولى البرامكة، بدعمٍ من الرَّشيد وختمِه، عددًا من المهام في الدَّولة، فحينما تولَّى يحيى الوزارة، وقام في شُؤونها خير قيام، ساعدهُ في ذلك ابنهُ الفضل بن يحيى، فكان إداريًا ماهرًا، وأخمد ثورة يَحيى بن عبد الله العلويّ دون إراقة دم، وكان جديًا في تصرُّفاته، وكريمًا سخيًا ولا سيَّما مع الأُدباء والشُّعَراء، فولَّاه الرَّشيد بلاد المشرق لفترة (مثل خُراسان، وطبرستان، وما وراء النَّهر، وأرمينية)، فأنشأ المساجد، وحفر الترع والقنوات المائيَّة، وحسنت سيرته في تلك البِلاد. بينما تولَّى جعفر بن يَحيى، ولاية المغرب من البلاد (مثل بلاد الشَّام، والجزيرة الفُراتيَّة، ومِصر، وإفريقيَّة) وكان أصغر سنًا من الفضل ومُختلفًا عنه، فهو شابٌ مرح وفصيح وعلى درجة عالية من البلاغة واللباقة، وهذه الصفات جعلتهُ محبوبًا لدى الخليفة الرَّشيد، فجعلهُ قريبًا منه، واستبقاه في بغداد ليبقى لهُ نديمًا في مجالسه، وكان يُناديه: «يا أخي».

#### الاصطدام مع البرامكة
مع أن الرَّشيد قد أولى أُسرة البرامِكة تفويضًا ملحوظًا في دولتِه الكبيرة، وحازوا على ثقته العالية، إلا أنه لم يمنع حُدوث الكثير من القصص التي باتت تُؤرِّق الرَّشيد والعديد من مُعارضيهم في الوقت نفسه، فقد كان الرَّشيد يشعر بعدم الثقة نحوهم مع مُرور الوقت، وتُشير سياق الأحداث في كُتُب المُؤرخين، إلى أنهُ كان يتربَّص الإيقاع بالبرامِكة ويشعر بضرورة إقصائهم عن ساحة الحُكم منذ فترةٍ ليست بالقصيرة، متخذًا في سبيل ذلك، العديد من التدابير لتقليص سُلطتهم وتحجيم نُفوذهم. وكان أول تلك الخطوات هو سحب خاتم الخلافة من جعفر البرمكي بعد وفاة والدته الخيزُران سنة 173 هـ / 789 م، والتي كانت ترعى مصالح البرامكة وتتشاور مع يحيى في شؤون الحكم، فقد قال الرَّشيد لوزيره الآخر الفَضْل بن الرَّبيع - وكان شديد العداوة لآل برمك -: «إني لأهم لك من الليل بالشيء من التولية، غير ما تمنعني أمي فأطيع أمرها، فخُذ الخاتَم من جعفر»، فنزع ذلك أولى سُلطات البرامكة من مناصب تعتبر حسَّاسة، وهي الحِجابة وحراسة الخليفة، كما ظهرت للعلن أولى الخلافات بين الرَّشيد والبرامكة في مسألة تعيينات الوُلاة على الأقاليم، وتحديدًا في إقليم خُراسان، فقد غضب الرَّشيد من الفضل بن يحيى البرمكي وعزله عن خُراسان سنة 183 هـ / 799 م بسبب تخوفه من نُفوذه عليها وإنشائه جيشًا كبيرًا، إلا أنهُ رضي عنهُ بعد شفاعة أم الفضل له، لكنه لم يُعِدْ إليه شيئًا من أعماله.

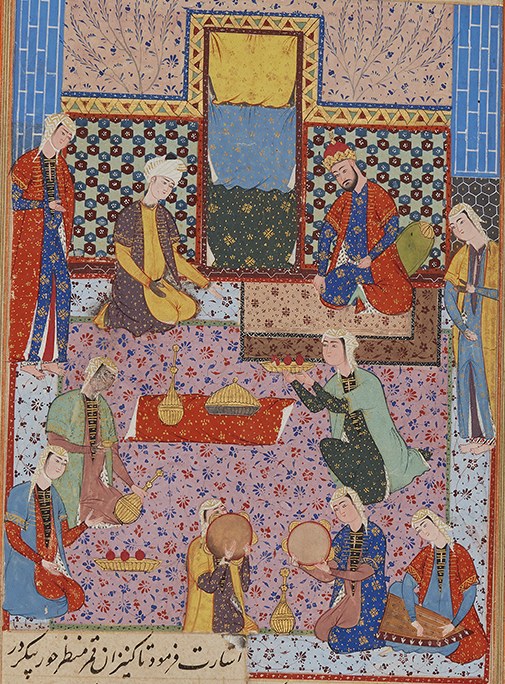
مُنمنمة فارسيَّة تُعبر عن الحياة في قصر الخليفة الرَّشيد وبالقرب منه يجلس نديمه جعفر البرمكي وهُما يتحدثان، بينما الجواري يضربن على الطُّبول في حين يقوم الخدم بعملهم المُعتاد في تقديم الطعام والشَّراب.

ومما زاد من انزعاج الرَّشيد منهم، أن مُوسى بن يحيى البَرمكي، قبل نكبة البرامكة بعامٍ واحد، اتُّهم بأنه يعمل على مُكاتبة أهالي خُراسان للثَّورة على الخِلافة، وكان ذلك ردًا على الإجراءات التي تُضعف من سُلطة البرامكة وأقصت الفضل عن ولايته الهامَّة، فسُجن مُوسى، حتى أُطلق سراحهُ بعد ضمان والده يحيى وشفاعة أمه. وما زالت الأحداث تزداد سوءًا بين الطرفين، ولم ينس الرَّشيد قيام جعفر بن يحيى البرمكي بإطلاق سراح يحيى بن عبد الله العلوي وسهَّل لهُ الهرب إلى إفريقية دون استئذان الرَّشيد، وكان الفضل بن الرَّبيع ولكراهيته للبرامكة وجدها فرصة سانحة للإيقاع بالبرامكة بشكلٍ عام، ولجعفر بشكلٍ خاص، فأبلغ الحادثة إلى الخليفة، ويُتابع المُؤرخ المصري حسن خليفة قائلًا: «فتظاهر الخليفة بالاستخفاف بالأمر، ولكنه شك في إخلاص البرامكة من يومها».
لم تكن نكبة البرامكة نتيجة رغبة فجائيَّة للرَّشيد، بل كانت مبيتة منذ زمنٍ بعيد وفق خطةٍ مرسومة تعرَّضت للتنقيح والتعديل أكثر من مرة، حتى نُفِّذت بحذافيرها في الوقت المُعيَّن، وذلك إن دلَّ على شيء، فهو يدل على أهمية البرامكة ونفوذهم وخطورة شأنهم. يروى أنه في إحدى جلساته للمُقرَّبين منه، قال: «إني أريد أن أُوقع بآل برمك إيقاعًا ما أوقعه بأحد، وأجعلهُم أحدوثة ونكالًا إلى آخر الأبد»، ويروي والي الرَّشيد على المدينة المُنوَّرة قول أحد الخدمة إليه أنه قال: «أشهدُ بالله، لكُنتُ مع الرَّشيد، وهو مُتعلق بأستار الكعبة، بحيث يمس ثوبي ثوبُه ويدي يدُه، وهو يقول في مُناجاته ربَّهُ: اللهم إني أستخيرُك في قتل جعفر بن يحيى».
وعلى أية حال، فإن الأمر لم يتوقف عند الخليفة الرَّشيد، حتى إن العامَّة بدأت تخوض في ذلك وتتحدث عن حدُوث نهاية لآل برمك يومًا، فقد دخل عليه إسحاق المَوْصلي يومًا، وسألهُ الرَّشيد عم يتحدث به النَّاس، فقال: «يتحدثون بأنك ستقبض على البرامكة، وتُولي الفَضْل بن الرَّبيع الوزارة» فأظهر الرَّشيد الغضب وصاح به: «وما أنت وذاك؟ ويلك فأمسك». وصل البرامكة إلى مستويات كبيرة في تدخُّلاتهم داخل قصر الخلافة، إلى درجة أن زوجة الخليفة زبيدة بنت جعفر، قد اشتكت إلى الرَّشيد أن يحيى البرمكي يتدخَّل في أمر الحرم، فيأمر في قفل أبوابهن في الليل، ويمضي بالمفاتيح إلى منزله، وحين واجهَه الرَّشيد بأسلوبٍ لبق في ذلك، أنكر يحيى قولها، وطلب منهُ أن لا يقبل كلامها، مما زاد من الضغينة تجاه البرامكة وعدم تصديق الرَّشيد لحججهم المتكررة في عدم الاستماع لغيرهم. وكان من أوائل ما قام به الرَّشيد حينما ساورته الشُّكوك حولهم، أن بث بينهم العُيون والأرصاد وأهداهم الجواري والخدم من جواسيسه ليعلم ما لديهم، فجاءته الأخبار بأنهم يتحدثون عن عجز الرَّشيد ومدى اعتماده عليهم، وأنه لا يمكن له أن يستغني عنهم.

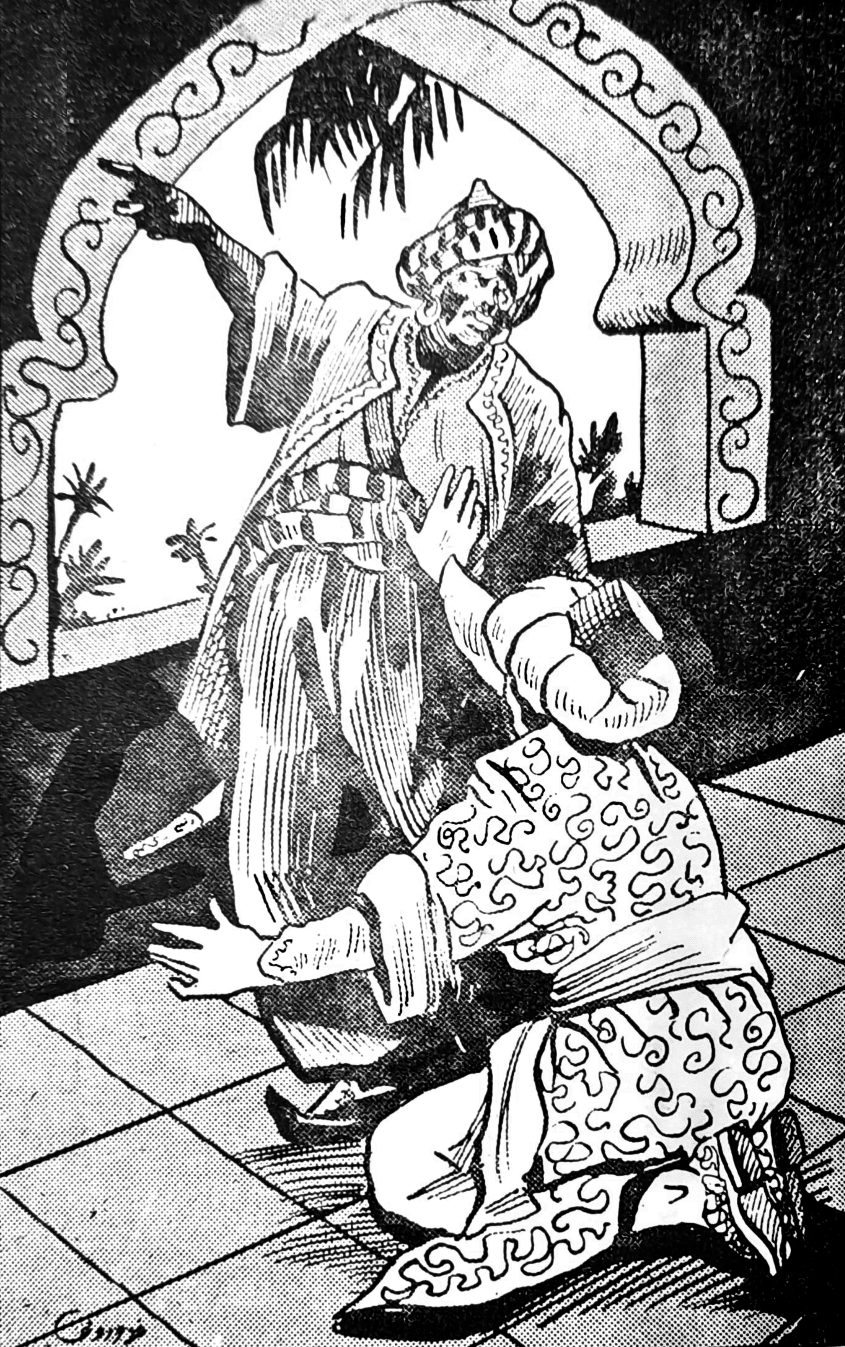
كبير الحجبة مسرُور السَّيَّاف يُعلم جعفر البرمكي أن الخليفة هارُون الرَّشيد قد أمر بضَرب عُنُقه، ما جعل جعفر يستغيث بأن يتأكد لعلَّ الرَّشيد لم يقصد ذلك.

تحدث بختيشوع، الطَّبيب الخاص للرَّشيد، أنه دخل ذات يوم على الخليفة وهو جالس في قصر الخُلد، وكان البرامكة يسكنون مقابله في الجانب الآخر من نهر دجلة، فرأى اعتراك الخيول وتزاحم الناس على باب يحيى البرمكي، فقال:«جزى الله يحيى خيرًا، تصدَّى للأمور وأراحني من الكد ووفَّر أوقاتي على اللذَّة»، ثم مضت الأيام وعاد بختيشوع وزار الرَّشيد، وتكرر الموقف، فرأى الخيول وتزاحم الناس على يحيى البرمكي، فقال الرَّشيد: «استبدَّ يحيى بالأمور دوني، فالخلافة على الحقيقة له وليس لي منها إلا اسمها»، ويُعلق بختيشوع على الموقف قائلًا: «فعلمت أنه سينكبهم، ثم نكبهم عقب ذلك».
ويُشيع فريق من المُؤرِّخين ومنهم الطَّبري، والمسعودي، وابن مسكويه، أن أُخت الخليفة، العبَّاسة بنت المهدي، والتي عُرفت بأدبها وثقافتها ومحبَّة الرَّشيد لمُجالستها، أن الرَّشيد طلب منها أن يُزوجها إلى جعفر زواجًا صُوريًا دون خلوة، وذلك لحُبه لها ولندامتها، فيتمكن بذلك من الجمع بين أدب العبَّاسة وبلاغة جعفر في مجلسه، وحتى يستطيع جعفر النظر إليها والحديث معها في مجلسه فقط، على أن يفترقا في حُضوره، إلا أنه أُشيع بأنها نقضت ذلك، وحملت منهُ غُلامًا، فقد أرسلتهُ بعيدًا إلى مكة خوفًا من الرَّشيد، وبقيت الأمور سريَّة حتى أنهت إحدى الجواري العالِمة بأمرها إلى الخليفة، وأنه أراد قتل الصبي بعد استدعائه مع حواضنه إلا أنه عدل عن ذلك. ويُتابع المُؤرخ أحمد مُختار العبَّادي بأسلوبه في ذكر القصَّة قائلًا: «هذا هو مُلخص قصة العبَّاسية التي يظهر فيها الخيال والاختراع، وواضح أن القصد منها هو الحط (من) مكانة الرَّشيد وطعنه في كرامته وعرضه، ولا شك أنها من وضع الشُّعوبيَّة الفارسيَّة التي أرادت الانتقام من الخليفة الهاشمي العربي الذي أوقع بالبرامكة العجم»، كما رفضها المُؤرخ ابن خلدُون في مُقدِّمته ورفض التصديق بالقصَّة، كما لم يُذكر شيء في كتاب الأغاني للأديب الأصفهاني، والذي عُرف عنهُ اهتمامهُ بهذا النُّوع من القصص. نُقل عن مسرُور الخادم، كبير حجبة الرَّشيد، إجابته لأحد الأدباء الذين سألوه عن سبب قتله جعفرًا البرمكي قائلًا: «كأنك تُريد ما تقولهُ العامة فيما ادَّعَوْه من أمر المرأة ؟ لا والله ما لشيء من هذا أصل».
ولا شك بطبيعة الحال، ومع كثرة وُجود الأسباب واختلاف المُؤرِّخين على تحديدها، بوجود تنافُس عربي وفارسي آنذاك، على غرار النظريَّة القائلة بدعم العرب للأمين، في مُقابل دعم الفُرس للمأمُون، فقد أفزعت الرَّشيد يومًا وراء يوم، وأرَّقت لياليه، إضافةً إلى كثرة الدسائس والسعايات التي يقوم بها آل برمك والتي أشعرتهُ بأنه أصبح مغلوبًا على أمره، وأن البرامكة في الحقيقة، قد شاركوه سُلطانه بشكل أخلَّ بتوازُن الدَّولة وسلامتها، مما اضْطَرّهُ إلى التخلُّص منهم. ولم يكن هذا بالأمر الغريب في شؤون الحُكم والسياسة، فقد عُرف العبَّاسيُّون عُمومًا بأنهم كانوا حساسين في مسائل الصراع على الحُكم، وقتلوا كل من شكُّوا في إخلاصه ووفائه، فهذا ما دفع المنصُور إلى قتل الخُراساني، وهو نفسه الذي دفع المأمُون لقتل الفضل بن سهل لاحقًا.

#### نهاية البرامكة

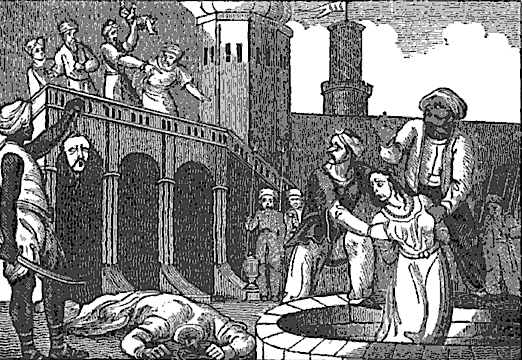
رسمٌ يُظهر قيام حرس الخليفة بإعدام جعفر البرمكي في العاصمة العبَّاسيَّة بغداد، وذلك بناءً على أوامر الخليفة هارُون الرَّشيد، في سلسلة من الخطوات التي أدَّت إلى تدمير البرامكة والتنكيل بهم.

في ليلة السَّبت، أول ليلة من صفر سنة 187 هـ / 30 يناير 803 م، توجه الخليفة هارُون الرَّشيد إلى العُمر قُرب الأنبار قادمًا من حجه في مكَّة، ولم يكن على طبيعته، فقد كانت العادة آنذاك أن يُقيم في ضيافة جعفر البرمكي في الحيرة، غير أنه اعتذر عن مُنادمته في تلك الليلة مُفضلًا الرَّاحة في بيته، وبعد انصراف جعفر من عنده نحو قصره لإكمال المُنادمة فيها، أرسل الرَّشيد وراءه مسرُورًا السَّيَّاف، كبير الحجبة وقائد الحرس، وأمرهُ بضرب عُنق جعفر فورًا، وقبل أن تنقضي تلك الليلة، اقتحم حرس الخلافة الموالين للرَّشيد، قصور وزيره يحيى البرمكي وابنيه الفضل، ومُوسى، وجميع أفراد آل برمك، فقُبض عليهم ونُكل بهم ورُموا في السَّجن، مستثنيًا منهم مُحمَّد بن خالد البرمكي وأولادَه لثبوت براءتهم. وفي الليلة التَّاريخيَّة نفسها، أرسل الرَّشيد بالكُتُب إلى مُختلف أنحاء دولة الخلافة يأمر الوُلاة والعُمَّال بمصادرة أموال آل برمك وضياعهم ومتاعهم ورقيقهم وكُل ما لديهم فور اطلاعهم على الكتاب. قُدرت ثروة البرامكة نحو 30 مليونًا و670 ألف دينارٍ، وهو مبلغٌ هائل، ولم يتوقف الأمر بآل برمك فحسب، بل أمر بالقبض على أنصارهم ومُحبيهم ومُصادرة مُمتلكاتهم، وحذَّر الناس من إيواء أحدٍ منهُم، وهكذا، انتهت حكاية آل برمك بين ليلةٍ وضُحاها بعد 17 عامًا من الحُكم والنُّفوذ والرِّياسة.
بعد مقتل جعفر البرمكي، أمر الرَّشيد بنصب رأسه على جسر في بغداد وتقطيعه إلى نصفين، وحين قيل ليحيى البرمكي: «قتل الرَّشيد ابنك!»، أجاب قائلًا: «كذلك يُقتل ابنه»، وقيل لهُ: «قد أخرب ديارك»، فردَّ يحيى: «كذلك تخرب دياره»، فلما بلغ كلامه الرَّشيد، توجَّس قائلًا: «قد خفتُ أن يكون ما قاله لأنه ما قال شيئًا إلا ورأيتُ تأويله». وقال يحيى مقولته الشَّهيرة: «الدنيا دُول، والمال عارية، ولنا بمن قبلنا أسوة، وفينا لمن بعدنا عِبرة»، لتُطوى صفحة مفصليَّة في خلافة الرَّشيد، وما زال المُؤرخون يختلفون في أسباب تحوُّل نعمة البرامكة إلى نقمة، وانتقد عددٌ منهم طريقة تعامُله في طريقة إنهاء البرامكة، حتى مع افتراض وجود دلائل على خيانتهم. نذر الرَّشيد أن يحج إلى بيت الله الحرام راجلًا حافيًا على أقدامه إن أظفره الله بالبرامكة ولم تثر عليه البلاد نتيجة ذلك، فخرج حاجًا تضرب له السرادقات مُظلَّلة، يخرج من سرادق إلى سرادق إلى أن وصل الكعبة المُشرَّفة ووفى بنذره.
امتدح الشَّاعر أبُو نُوَاس ما قام به الرَّشيد قائلًا:

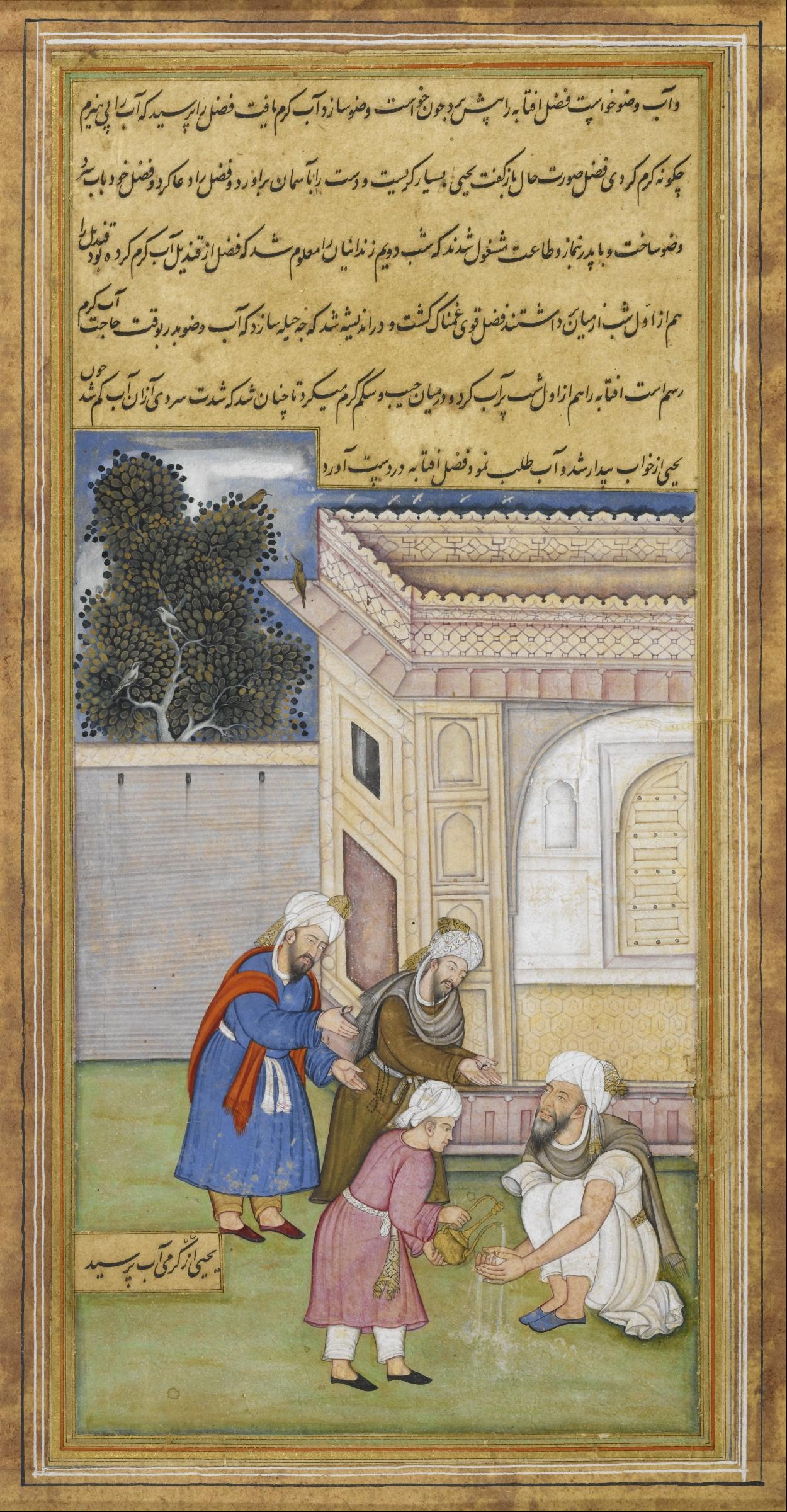
منمنمة تُظهر الفضل البرمكي يجلب المياه إلى أبيه يحيى ليتوضأ.

بقي يحيى البرمكي مسجونًا لدى الرَّشيد حتى تُوفي في عهده سنة 190 هـ / 805 م عن عمرٍ ناهز 70 عامًا، وما لبث أن لحقه ابنه الفضل سنة 193 هـ / 808 م، ما ترك فراغًا كبيرًا في إدارة شؤون البلاد، فلم يسهل على الرَّشيد ملؤه بعد نكبتهم. ومع أن الرَّشيد قد استوزر الفضل بن الرَّبيع، إلا أنه كان أقل من جعفر شأنًا ومقدرةً على شُؤون الحكم. بقي مُحمَّد بن يحيى البرمكي وأخوه موسى في سجن الرَّقَّة حتى وفاة الرَّشيد، فقد طلبت السَّيدة زبيدة من ابنها الخليفة الجديد الأمين بإطلاق سراح من تبقى من البرامكة بعد أيامٍ من وفاته. وبعد أن بدأت الحرب بين الأمين والمأمُون، التحق مُحمَّد بن يحيى البرمكي بالمأمُون، بينما قاتل موسى في صفوف الأمين جيشَ المأمُون حتى قُتل الأمين لينضم تحت أمان القائد المأمُوني هَرْثمة بن أعْيَن. وبعد تولي المأمُون عرش الخلافة سنة 198 هـ / 813 م، حارب موسى البرمكي مع هرْثمة أبا السَّرايا الشَّيباني، فلما جاء المأمُون إلى العراق أكرم موسى البرمكي وحفظ له ولاءه، كما منحه ولاية السِّند. ويُعلق المُؤرخ حسن خليفة على نهاية البرامكة قائلًا: «لو قرأت تاريخ البرامكة في كتب مُؤرخي العرب وما نالهم من الرَّشيد لذابت نفسك حسراتٍ عليهم، وبكيتهم مع الباكين بين أطلالهم، ولقد كان الرَّشيد نفسه يبكي عليهم عند ذكرهم». والحقيقة أن الرَّشيد كان بالفعل قد ندم على ما كان منه في أمر البرامكة، وتحسَّر على ما فرط منه في أمرهم، ففطن لذلك أحد الشُّعراء وهو الزُّبير بن دحمان، فكان يعنيه في هذا المعنى ويُحرك شُعور الرَّشيد قائلًا شعرًا لإمرأة من بني أسد:
ومن أدلة ذلك حينما بلغه نبأ وفاة يحيى البرمكي قائلًا: «اليوم مات أعقل الناس وأكملهم ... مات والله يحيى ومات الجود والكرم والسَّخاءُ، والله لو كان حيًا لفرَّجت عنه». وكان يأسف لمقتل نديمه وأخيه من الرَّضاعة جعفر البرمكي بعد أن أكد له الكاتب ابن يزدانيروذ، أنه لم يكن حائدًا عن طاعته، ولا مُقصرًا في موالاته. حتى الفضل بن الرَّبيع الذي كان أحد أشد أعداء البرامكة في مجلس الرَّشيد، قال في إحدى مناسبات العزاء: «كنا نعتب عليهم فقد صرنا نتمناهم ونبكي عليهم».

### المسير إلى الري وتعزيز نفوذ المأمون

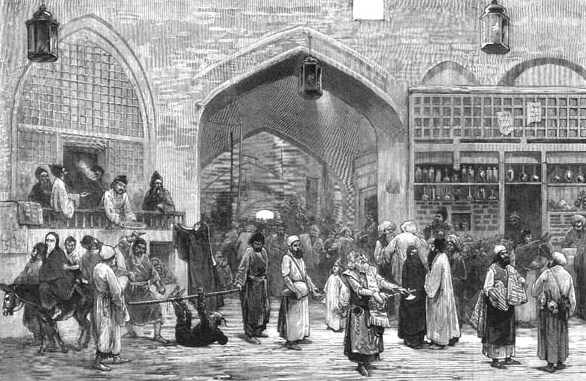
رسمٌ توضيحي لسوقٍ شعبي في مدينة طهران المُستحدثة عن مدينة الرَّي التَّاريخيَّة، عاصمة ولاية الجبال. (1873)

بعد فترةٍ قصيرة من أحداث نكبة البرامكة، توجَّه الخليفة الرَّشيد على رأس جيشٍ نحو الرَّي (الجزء الجنوبي من طهران المُعاصرة) في جُمادى الأولى سنة 189 هـ / أبريل 804 م، وكان السَّببُ في ذلك أن ابن ماهان الوالي على خُراسان، قد ظلم أهلها وأساء السيرة فيهم، فكتب وجهاء أهلها وأشرافها إلى الرَّشيد يشكون سوء سيرته وظلمه واستخفافه بوُجوه النَّاس، وأخذ أموالهم بالباطل، حتى قيل للرشيد إن ابن ماهان قد أجمع على الخلاف عليه وخلع طاعته، فسار إلى الرَّي في جُمادى الأولى / أبريل ومعه ابناه عبد الله المأمُون والقاسم المؤتمن. ويبدو أن الرَّشيد أراد تعزيز نُفوذ ابنهِ المأمُون وتحضيره للخِلافة مُستقبلًا وأن لا يتركهُ دون شيء يستند عليه في حال نوى الأمين مُخالفة العهد، فأحضر القضاة والشهود وأشهدهم أن جميع ما في هذا الجيش من الأموال، والخزائن، والسلاح، والكراع، وغير ذلك للمأمون وأنه ليس لأحدٍ منها شيءٌ.
وكان هذا الإقرار من الرَّشيد للمأمون مُزعجًا بشدَّة لوليِّ عهده الأوَّل مُحمَّد الأمين وذلك لأنها ستُضعف نُفوذه حينما يصبح الخليفة، ويكون للمأمُون القدرة على حشد جيش، وجبي الضَّرائب مُشكلًا بذلك دولة داخل دولة. أقام الرَّشيد في الرَّي مدة أربعةِ أشهُر حتى أتاهُ ابن ماهان من خُراسان، فلما قدم عليه، أهدى لهُ الهدايا الكثيرة والأموال العظيمة، وأهدى لجميع من معه من أهل بيته وولده وكُتَّابه وقُوَّاده من الطرف والجواهر وغير ذلك، مُبينًا بذلك أنه على طاعته للرَّشيد وليس الأمر كما يظُن، ليُقرر الرَّشيد إعادة اعتباره واليًا مرةً أُخرى على ولاية خُراسان على الرَّغم من سوء سيرته.

### الحملة الرشيدية الكبرى على الروم

#### الخلفية

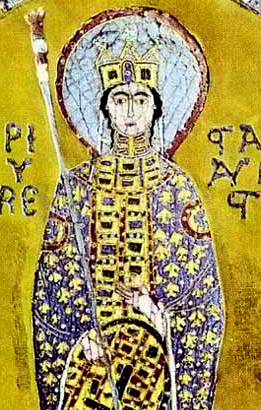
الإمبراطوريَّة البيزنطيَّة إيرين الأثينيَّة كما ظهرت بريشة الفنَّان المُعاصر لها بالا دي أورو من البُندقيَّة.

كانت الإمبراطوريَّة البيزنطيَّة تُعاني منذ زمن للضَّعف والتردي والصراعات على السُّلطة، فقد تولَّت إيرين الأثينيَّة عرش الحُكم على إثر وفاة زوجها المُفاجئة ليُو الرَّابع سنة 163 هـ / 780 م، بعد أن لم يترك مُرشحًا لتولي شؤون الحكم وابنه قسطنطين السَّادس ما يزال صغيرًا. حكمت إيرين كوصيَّة لعرش ابنها منذ ذلك الحين، فقد كانت إيرين أو رينيه أو أغسطة (في المصادر العربيَّة) هي الوصيَّة على ابنها قسطنطين السَّادس، وبدأت تحكُم البلاد وتستحوذ عليها لتكون أول امرأة مُطلقة السُّلطان في تاريخ بيزنطة. واجهت في فترة وصايتها حملةً إسلاميَّة كبيرة قادها الأمير هارُون ابن الخليفة المهدي حتى وصل إلى بحر القُسْطَنطينيَّة، فاضطرت لدفع 70 ألف أو 90 ألف دينارٍ على مدار ثلاث سنوات، وقيل، بل على مدار حكمها إلى الخِلافة العبَّاسيَّة مع كثرة الحملات والغارَات في زمن الرَّشيد على آسيا الصُّغرى.
قررت إيرين تحسين العلاقة مع البابويَّة الكاثوليكيَّة، ودعت من خلال انعقاد المَجْمَعات المسكونيَّة إلى إلغاء فكرة تحطيم الأيقونات التي أثارت جدلًا في أنحاء الإمبراطوريَّة البيزنطيَّة رَدْهًا من الزمن. وبعد أن بلغ قسطنطين السَّادس سن البُلوغ، بدأ الأخير حُكمه دون تأثير، فقد كانت والدته هي الحاكمة الفعليَّة للبلاد واستبدَّت على الرُّومان، مما أشعل ثورات وتحرُّكات مسلَّحة لإيصال قُسْطَنطين إلى الحُكم، لينجح جُنود بيزنطيُّون من الأرمن في إيصاله إلى عرش المُلك مُؤقتًا، إلا أن ابنها قرر أن يُثبِّتها كشريكة لهُ في الحُكم، على الرَّغم من بقاء التنافُس بينهُما.
لم تصمت إيرين إزاء المسرحيَّة التي انتقصت من سُلطتها وجعلتها تتشارك الحُكم مع ابنها المُراهق، في وقتٍ حكمت فيه البلاد ردحًا من الزمن دون الحاجة لشريك. تآمرت إيرين مع وزيرها الخصي ستوراكيُوس على ابنها قسطنطين السَّادس سنة 797 م، لتعود إلى السُّلطة بانقلاب وحشي، فقد انتزعت عيني ابنها وسجنته لتستولي على العرش وحدها. وفي سنة 802 م، تآمرت النُّخبة الأرستراقطيَّة على الإمبراطورة إيرين، فأطاحوا بها ونصَّبوا وزير الماليَّة آنذاك إمبراطورًا عليهم، وهو نيقفوروس الأوَّل (بالإغريقيَّة)، والذي عُرف في المصادر العربيَّة باسم نَقْفُور الأوَّل، وهو بيزنطيّ من أصولٍ عربيَّة يعود نسبهُ إلى الغساسِنة.

#### المطالب البيزنطيَّة للرَّشيد
بعد أن تولَّى نقفور الأوَّل عرش الإمبراطوريَّة البيزنطيَّة، بدأ يَضبط شُؤون البلاد حسب رُؤيته، ففرض الضَّرائب، وحاول السيطرة على الكنيسة مما أحدث شقاقًا بينهُ وبين القساوسة، كما أبرم مُعاهدة مع الإمبراطوريَّة الكارُولنجيَّة سنة 187 هـ / 803 م، وبدأ يوجه أنظارَه نحو الخلافة العبَّاسيَّة، ورُبما استهان نقفُور بوضع الدولة الإسلاميَّة وكثرة حدوث الثَّورات فيها، ما جعلهُ يكتب رسالةً يبدو من سُطورها الاستخفاف بالخليفة وإشعاره بأنه ما حقَّق ضرباته على الرُّوم سابقًا إلا بسبب حُكم الملكة إيرين الأثينيَّة، وجاء في نص رسالته: «من نقفور ملك الرُّوم إلى هارُون ملك العرب، أما بعد، فإن الملكة التي كانت قبلي أقامتكَ مقام الرَّخ، وأقامت نفسها مقام البيذق، فحملت إليك من أموالها ما كنت حقيقًا بحمل أمثالها إليها، لكن ذلك ضعف النِّساء وحُمقهُن، فإذا قرأت كتابي فاردد ما حصل قبلك من أموالها، وافتد نفسك بما يقع به المُبادرة لك، وإلا فالسَّيفُ بيننا وبينك».
| بسم الله الرحمن الرحيم من هارون أمير المؤمنين إلى نقفور كلب الروم قد قرأت كتابك يا ابن الكافرة والجواب ما تراه دون ما تسمعه والسلام |
| —هارُون الرَّشيد |

 حينما وصلت رسالة نقفور والخالية من معاني الاحترام إلى الرَّشيد، وقرأ الكتاب، انتفض وتملَّكهُ غضبٌ عارم، حتى لم يتمكن جلساؤُه من مُحادثته وفضلوا المُغادرة سريعًا من مجلسه، فدعا بدَواة على وجه السُّرعة وكتب بنفسه على ظهر الكتاب المُرسل، رسالةً مُختصرة ومُعبِّرة وتوعَّدهُ بما سيراه لا ما يسمعه. ويُعلِّق المُستشرق الفرنسي أنْدري كلو على رسالة نقفور قائلًا: «أخطأ نقفور العنوان في توجيه المكتوب! فمُخاطبة أميرِ المُؤمنين وخليفة الله على الأرض قاطبة بهذه العبارات يُمثل أكثر من إشهار للحرب، فهو إقذاع في السَّباب قد لا يُجيزه لنفسه إلا عاهل يتوفَّر على قُوةٍ عسكريَّة هائلة».

#### انطلاق الحملة الرشيدية

منطقة الثُّغور بين الخلافة العبَّاسيَّة والإمبراطوريَّة البيزنطيَّة، والتي شنَّ الرَّشيد حملته الكبيرة التي فتحت مدينة هِرَقلة وحصن طوانة.

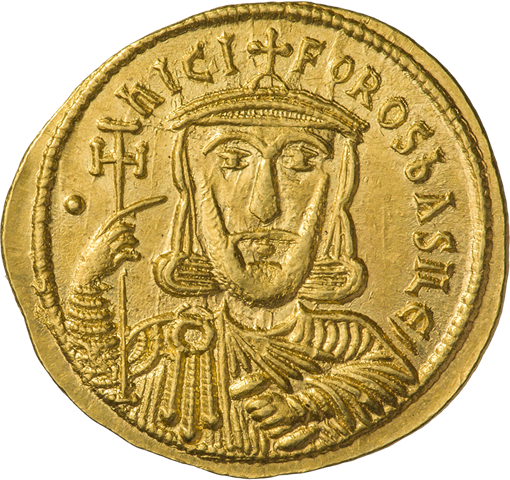
صُوليدوس بيزنطي ذهبي، يُظهر الملك نقفور الأوَّل، والذي حكم الإمبراطوريَّة البيزنطيَّة منذ 31 أكتوبر 802 حتى 26 يوليو 811 م.

توجَّه الخليفة هارُون الرَّشيد على رأس جيشه بنفسه، والذي بلغ تعدادهُ نحو 135 ألف مُقاتل عدا أعدادًا أخرى من المُتطوِّعين للجهاد، فسار من يومه وبدأ التوغُّل في منطقة آسيا الصُّغرى، حتى بلغ مدينة هِرَقلة، عاصمة كُورة بيثينيا البيزنطيَّة، فحاصرها واستولى عليها عَنوةً سنة 190 هـ / 806 م، ثم أتبعها بتوجيه حملاتٍ عسكريَّة بقيادة كبار قُوَّاده من أمثال الأمير داوُد بن عيسى، وشراحيل بن معن بن زائدة الشِّيباني، ويزيد بن مَخْلَد الهُبيري، فهزموا جيوش الرُّوم القادمة ودمَّرُوا حُصونهم في منطقة الثُّغور.
سرعان ما جعل الهجوم نقفور، يتناسى خطابه الاستعلائي للخليفة، فاعترف بهزيمته، وتعهَّد بدفع الجزية، وبعث بالخراج والضَّريبة عنهُ وعن وليِّ عهده وعائلته وسائر أهل بلاده خمسين ألف دينار، منها عن رأسه أربعة دنانير، وعن رأس ابنه استبراق بدينارين، مُتعهدًا أيضًا بألا يُعاد ترميم الحُصُون التي دمَّرها الرَّشيد.
يُعلق المُؤرخ المصري أحمد مُختار العبَّادي على أهمية نتائج الحادثة قائلًا: «ويبدو أن الضَّربات التي وجهها الرَّشيد إلى الدولة البيزنطيَّة كانت عنيفة وحاسمة، بدليل أنها لم تُحاول الاستفادة بعد ذلك من الفتنة التي دبَّت بين الأمين والمأمُون في استعادة ما فقدتهُ في عهد الرَّشيد». استمرت الغارَات والغزوات الصَّيفيَّة على الرُّوم بعد ذلك. ويُعلق المُؤرخ اللُّبناني فيليب حتي على نتائج الحملة قائلًا: «ويجوز القول أنه في هذه الفترة، بل في هذه الحادثة التَّاريخيَّة نفسها بلغت السُّلطة العبَّاسيَّة أعلى قِمَّتها».

### ثورة رافع بن الليث في ما وراء النهر

خريطة تُظهر إقليم بلاد ما وراء النَّهر التَّاريخي.

ظهرت أزمة جديدة في ولاية ما وراء النَّهر، فقد خلع واليها رافِع بن اللَّيث بن نصر بن سيَّار من سمرقند طاعة الخليفة هارُون الرَّشيد، وكان السبب في ذلك أنه طمع في الزواج من إحدى النساء المتزوجات التي رغبت بالطلاق لتتزوجه، فدسَّ إليها من يشير عليها بأنها أشركت بالله، ثم تتُوب فينفسخُ زواجُها وتَحِلُّ للزواج، ففعلت ذلك وتزوَّجها رافع. بلغ الخبر يحيى بن الأشعث الطَّائي زوجَها السَّابق واشتكى إلى الخليفة ما قام به الطرفان، فغضب الرَّشيد بشدَّة من تحايلهما على الأحكام الشرعيَّة، وكتب إلى عليِّ بن عيسى بن ماهان بأن يُفرق بينهُما، ويَحُدَّ رافعًا عقابًا لصنيعه ويطوف به مُقيدًا في شوارع سمرقند على حمار ليكون عظةً لغيره.

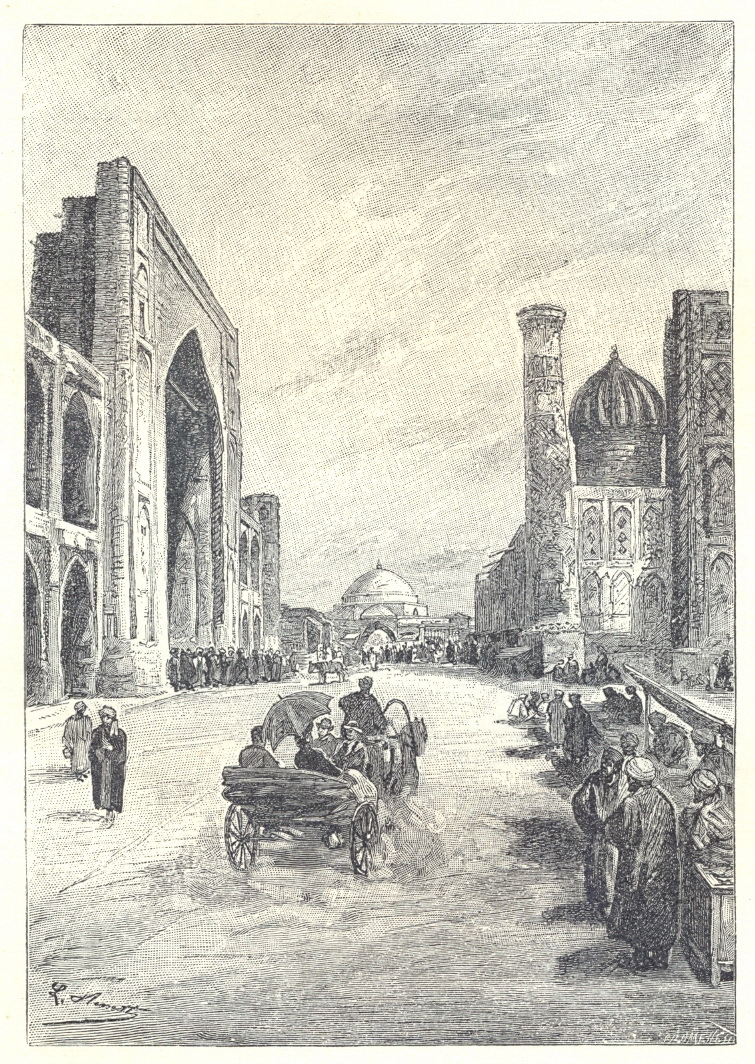
رسمٌ لمدينة سمرقند في بداية القرن التاسع عشر الميلادي.

لم يقم ابن ماهان بالمطلوب منه واكتفى بحبس رافع بن اللَّيث، والذي تمكن بطريقةٍ ما من الهروب من السجن وقتل نائب ابن ماهان في سمرقند، واستولى عليها مع أنصاره. أرسل ابن ماهان ابنه عيسى لمُحاربة رافع، إلا أنه انهزم وقُتل في المعركة في ذي القعدة سنة 192 هـ / سبتمبر 808 م، وحزن عليه والده ابن ماهان، وقرر الخُروج من مدينة بلخ نحو مرو، خوفًا من زحف ابن اللَّيث نحوها، تاركًا بذلك ثروةً كبيرة تُقدر بثلاثة ملايين دينار، فنهبها عوام النَّاس، حتى بلغ ذلك الرَّشيد الذي غضب من هرب ابن ماهان بهذه الطريقة وتركه ثروةً كبيرة بهذا القدر، فضلًا عمّا كره من سوء سيرته وشكاوي أعيان النَّاس المُتكررة عليه، فعزلهُ عن ولاية خُراسان، وعيَّن بدلًا منه القائد المُخضرم هَرْثمة بن أعْيَن والذي أظهر احترامه لابن ماهان في البداية حتى دخل البلد، وسَرعان ما ألقى بالقبض على ابن ماهان وصادر أمواله وخزائنه ودوابه حتى بلغت قيمة ما أخذ في حُكمه ثمانية ملايين، و1500 بعير، وأرسلهم جميعًا نحو بغداد.

#### مسير الرشيد الأخير لقتال ابن الليث
قرَّر الرَّشيد المُشاركة بنفسه في مُحاربة رافع بن اللَّيث بعد أن كان مُستريحًا في الرَّقَّة، فاستخلف عليها ابنهُ ووليَّ عهده الثالث المُؤتمن، واستخلف على بغداد ابنهُ ووليَّ عهده الأول الأمين، بينما أمر وليَّ عهده الثاني المأمُون بالبقاء في بغداد، إلا أن الفضل بن سهل السرخسي صديق المأمُون المُقرَّب، نبَّهُه بضرورة الذهاب مع أبيه، خوفًا عليه من جَوْر أخيه الأمين وخلعهِ من ولاية العهد إن بقي بها، وأخبره أن الأمين في منطقة موالية إليه، ووجُوهها تقف معه بصفته النَّائب الأول عن أبيه، ما جعل المأمُون يحاول إقناع والده الرَّشيد بالسير معه حتى سمح لهُ بذلك. وصلت الأنباء إلى الرَّشيد أن واليه هَرْثَمة بن أعْيَن تمكن من افتتاح بُخارى وهزيمة قُوات رافع، كما أسر أخاه وبعث به إلى الخليفة. وصل الرَّشيد على رأس جيشه إلى خُراسان مُحمَّلًا بالتَّعب والمشقَّة، فلما وصل جرجان اشتدَّت علَّتُه ومرضُه، وأمر المأمُون بالذهاب إلى مرو، وحين وصل إلى مدينة طُوس لفظ أنفاسَه الأخيرة ووافتهُ المنيَّة.

## وفاته في طوس

### مرضه

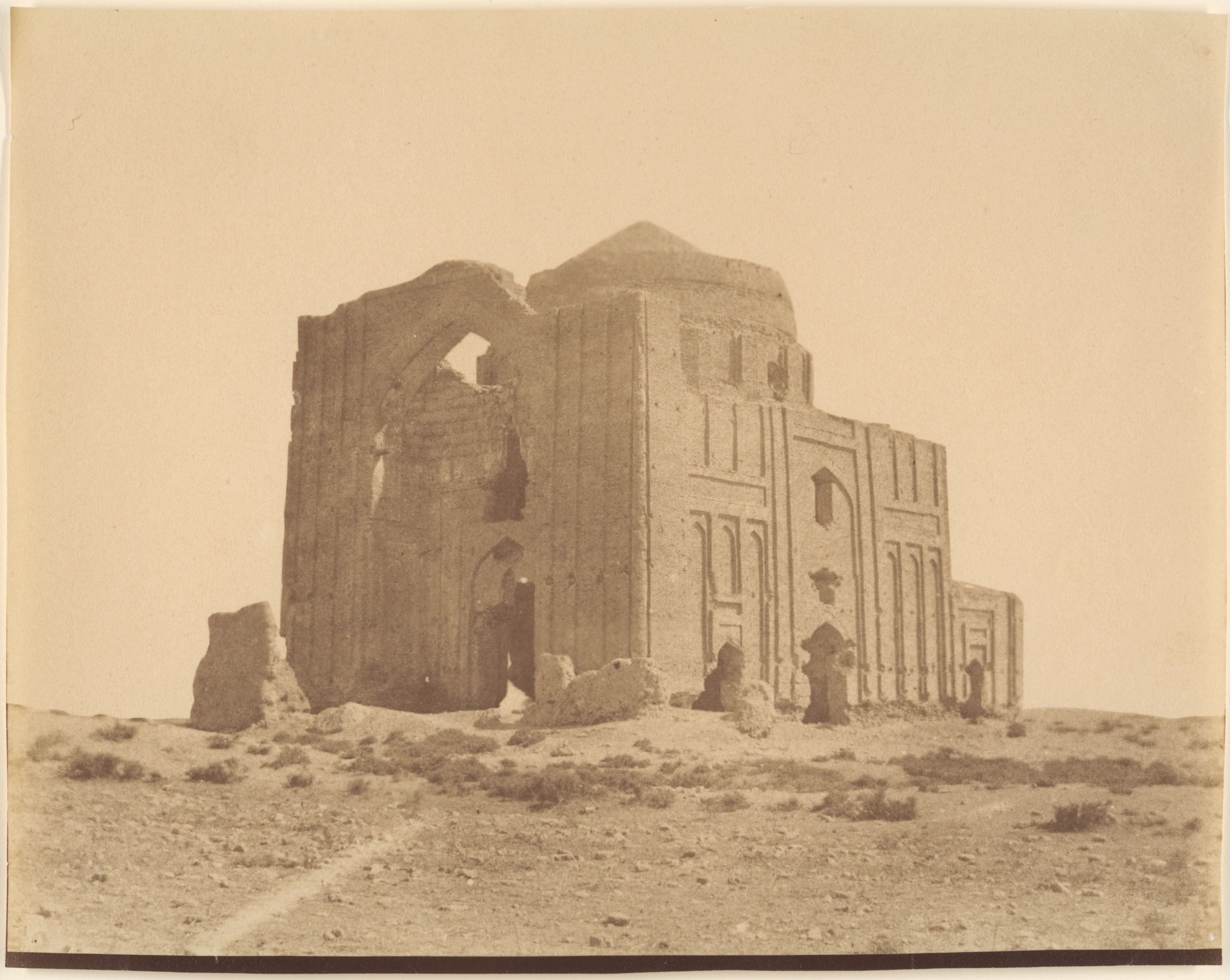
بقايا آثار من طوس في خُراسان (شمال شرقي إيران المُعاصرة)

تعددت أقوال المُؤرخين في ذكر أسباب ووفاة الرَّشيد، ويُنقل أشهرها، ما قاله الطَّبيب الشَّخصي للخليفة، جبريل بن بختيشوع، سبب علَّته ومرضه، فقد كان يعوده في كل يوم ويطمئن لحاله، وكان الرَّشيد يُحدثه ويسألهُ عن أخبار العامَّة، إلا أنه في يوم من الأيام، دخل عليه ورآهُ عابسًا ومهمومًا في التفكير، فلم يتحدث معهُ بشيء لمدةٍ ليست بالقصيرة، وما زال الرَّشيد صامتًا طوال هذه المدة، فسألهُ الطبيب عن حاله، فذكر الرَّشيد أنهُ شعر بالهم لرُؤيا رآها في ليلته هذه، فأفزعتهُ، فأظهر الطَّبيب سُروره وقام إلى الخليفة وقبَّل يديهِ وقدمه وأكَّد لهُ أنها رُؤيا لخاطر وأنها لا تعدُو عن كونها أضغاثُ أحلام. فأخبرهُ الرَّشيد بالمنام قائلًا: «رأيتُ كأني جالس على سريري هذا إذ بدت من تحت ذراعٌ أعرفُها، وكف أعرفها، لا أفهمُ اسم صاحبها، وفي الكف تُربةٌ حمراء فقال لي قائل أسمعهُ ولا أرى شخصه: هذه التُّربة التي تُدفن فيها، فقلتُ: وأين هذه التُّربة؟ قال: طُوس، وغابت اليد، وانقطع الكلام».
انشغل الرَّشيد وتناسى الجميع الرُّؤيا إلا أنه وبعد أن سار إلى خُراسان لحرب رافع بن اللَّيث، بدأت علَّته تظهر، وما زال الألم يزيد به حتى دخل طُوس، فاتجه إلى بستان قصر كان يتواجد فيه، فتذكَّر الرُّؤيا وقام مُتحاملًا يقوم ويسقط، ثم اجتمع إليه القادة وحاشيته، ومنهم جبريل بن بختيشوع، فأخبره الرَّشيد قائلًا: «أتذكر رُؤياي بالرَّقَّة في طوس؟»، ثم التفت إلى مسرُور الخادم، وأمرهُ بجلب تربةٍ من هذا البستان، فأتاهُ بها في كفه حاسرًا عن ذراعه، فلما نظر إليه الرَّشيد، قال: «هذه والله الذراع التي رأيتُها في منامي، وهذه الكفُّ بعينها، وهذه التُّربةُ الحمراء ما خرمت شيئًا»، فبكى الرَّشيد، وتُوفي بعد ثلاثة أيام منها.

### وفاته
لما اقتربت لحظات الرَّشيد الأخيرة، غُشي عليه، ثم فتح عينيه فرأى وزيرهُ الفَضْلَ بن الرَّبيع أمامه، فتمثَّل لهُ الرَّشيد شِعرًا قائلًا:

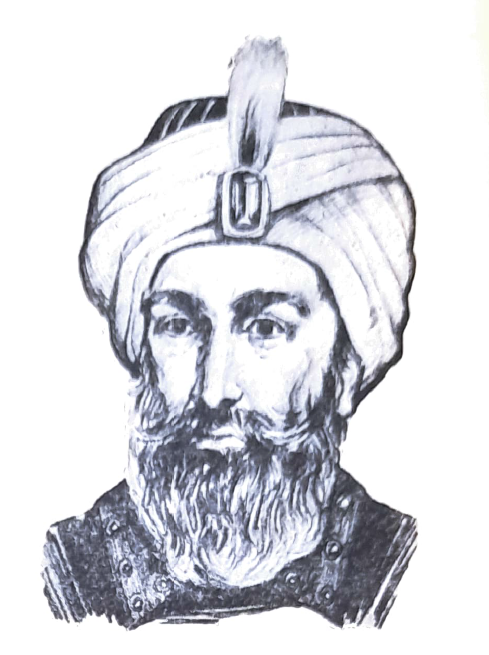
رسمٌ تخيُّلي للخليفة العبَّاسي هارُون الرشيد.

 ثم لفظ الرَّشيد أنفاسه الأخيرة، وتُوفي في الثَّالث من جُمادى الآخرة سنة 193 هـ / الرَّابع والعِشرُون من مارس 809 م، وذلك عن عُمر ناهز 44 عامًا و4 شهورٍ و29 يومًا حسب تأريخ البَرامِكة في التقويم الهجري. وكانت مدة خلافته ثلاثةً وعِشرين عامًا وشهرين وخمسة عشر يومًا. ودُفن في ضيعة الجُنيد بن عبد الرَّحمن، المعرُوفة بسنباذ، والتي اشتهرت باسم طُوس (مدينة مشهد حاليًا والواقعة شمال شرقي إيران المُعاصِرة). صلَّى عليه ابنه صالح، وحضر وفاتَه وزيره الفضل بن الرَّبيع، ومسرُور السَّيَّاف، وغيرهم. ورثاه العديد من الشُّعراء والفُقهاء والأدباء، ومنهم أبُو الشيص الخُزاعي قائلًا:
 بينما يسهب المُؤرخ الفلسطيني شوقي أبو خليل من خلال دراسة خمسة نصوص موثَّقة حول وفاة الرَّشيد، ويُشكك بنوايا الطبيب جبريل بن بختيشوع قائلًا: «ويتساءل المرء بعد دراستها، وبكل تجرُّد وموضوعيَّة .. أكان موت الرَّشيد، وهو في الخامسة والأربعين من عمره، حدثًا طبيعيًا، لا استفهام حوله؟ أم كان ثأرًا من جبريل بن بختيشوع، الذي كان من نُخبة أصدقاء جعفر البرمكي وندمائه، يلعب معه بالشَّطرنج ويشرب؟ أم هو تآمر من ابن بختيشوع مع آل برمك، فكانت (الغلطة) التي أودت بحياة الرَّشيد، من الطبيب الخاص»، ويستدل على إهداء أحد الأشخاص سمكة إلى الرَّشيد في الحيرة، فمنعها عنه ابن بختيشوع الطبيب، ويُتابع قائلًا: «ولا يُحرك ابن بختيشوع ساكنًا، بل لا يُقدم ما يُخفف آلام الخليفة ولحمه يتفسَّخ ويتساقط، ويكتفي بالقول: أنظرني إلى غدٍ، إنك تصبح في عافية، فمات ذلك اليوم»، وقد أورد الطَّبري روايةً مُشابهة حول أن الرَّشيد كان قد همَّ بقتل ابن بختيشوع، بسبب خطأ بدر منه في علاجه من علَّته، وهدَّده بقتله والتمثيل به، إلا أن جبريل طلب منه أن ينتظر إلى الغد، إلا أن الرَّشيد قد عاجلته المنيَّة في اليوم نفسه.

### بعد وفاته

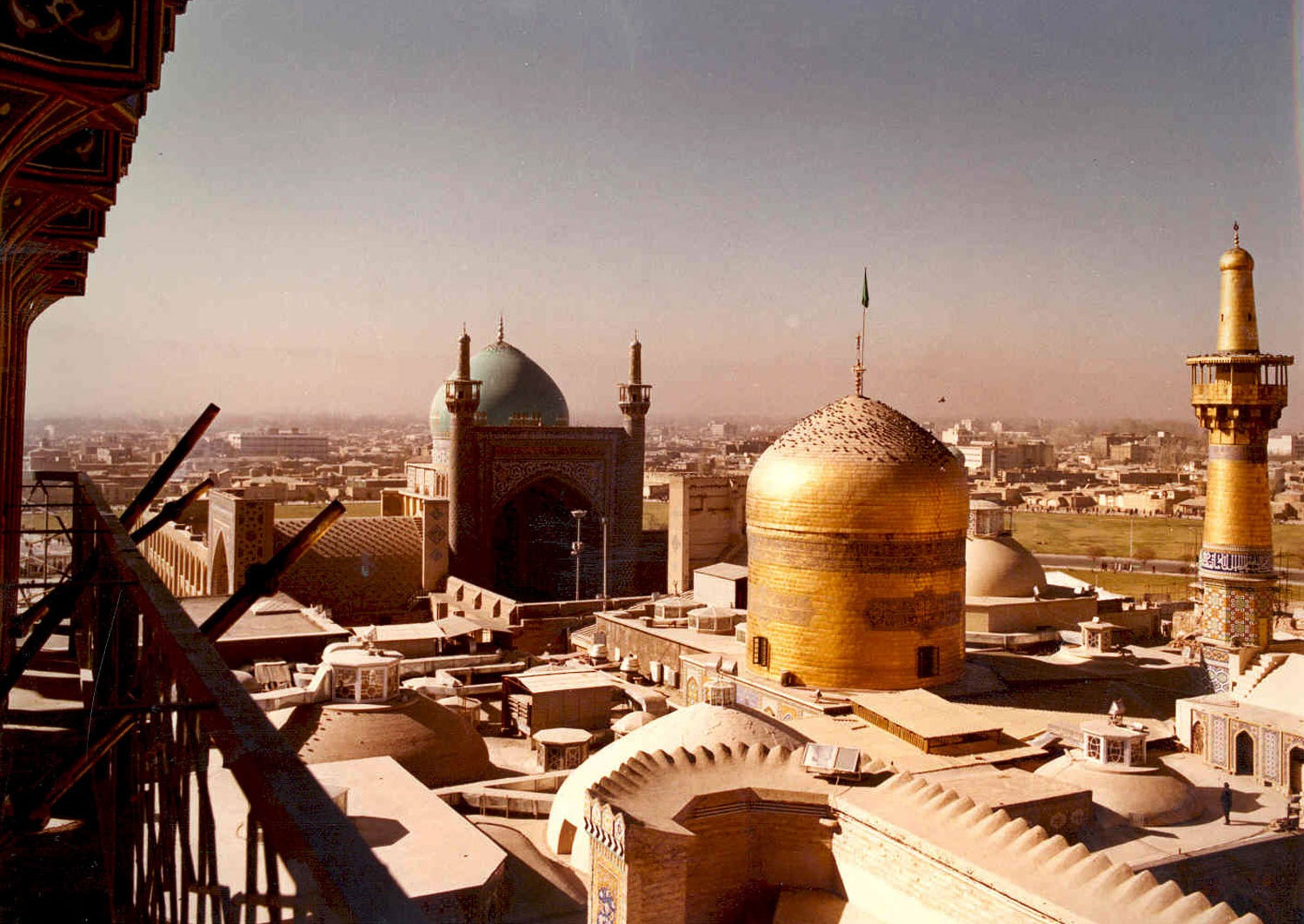
مسجد ومزار العتبة الرِّضويَّة، حيث دفن الإمام عليٌّ الرضا بالقرب من الخليفة هارُون الرَّشيد. صورة من مشهد في شمال شرقي إيران عام 1976 م

في صبيحة اليوم التَّالي من وفاة الخليفة هارون الرَّشيد، أي الثالث من جُمادى الآخرة 193 هـ / الرابع والعشرون من مارس 809 م، بُويع مُحمَّد الأمين بالخلافة في بغداد، وعمره اثنان وعشرُون عامًا، وكان عبد الله المأمُون مُقيمًا آنذاك بمرو حينما جاءته الأنباء بوفاة أبيه، وذلك بعد أن وجَّهه الرَّشيد إلى مرو قبل وفاته بثلاثة وعشرين ليلة. ورَغم أن المأمُون لم يُنازع الأمين وبقي على العهد الذي أقرَّهُ الرَّشيد عليهما في مكَّة، إلا أن الأمين كان مُنزعجًا لوجُود المشرق تحت سُلطة المأمُون كما قرَّره الرَّشيد، وحاول إقناع المأمُون بالتخلي عن بعض الكور من المشرق كي يضعف من إيراده، وحاول في الوقت نفسه أن يبث دعايته في تلك البلاد. إلا أن المأمُون تنبَّه لتلك الخطوات، فمنع رجل الأمين من القُدوم إلى مناطق نفوذه، واستمرت العلاقة بين الطرفين تسوء حتى قرر الأمين خلع المأمُون ومعه المُؤتمن وتعيين ابنه ذي الخامسة من عُمره مُوسى وليًا للعهد من بعده، لتبدأ حربٌ دامية بين الطرفين.
بدأ الأمين يفقد نُفوذه مع مرور الوقت من جراء استهتاره في الحُكم وانشغاله باللَّهو والإسراف، حتى وصل زحف جيش المأمُون إلى بغداد وحاصرها ما يزيد عن عام، ثم دخل الجيش المأمُوني بقيادة طاهر بن الحُسين، وهَرْثمة بن أعْين ليُقتل الأمين على يد جُنود طاهر في ليلة الأحد يوم الخامس والعشرين من مُحرَّم 198 هـ / السَّابِع والعشرون من سبتمبر 813 م. بُويع المأمُون للخلافة واستأنف العصر الذَّهبِي الذي بدأ المنصُور أولى خطواته، ووضع أساسيَّاته الرَّشيد. بعد أن تُوفي وليُّ عهد المأمُون، عليٌّ الرضا بن مُوسى الكاظم، حزن المأمُون كثيرًا، فصلَّى عليه وأمر أن يُحفر قبره إلى جانب أبيه الرَّشيد وذلك في الثَّلاثين من صفر 202 هـ / السَّادس مِن يونيو 818 م، لتبنى على أنقاض طوس مدينةٌ جديدة تُدعى مشهد وتُصبح من أهم مُدُن إقليم خُراسان الكبرى المُعاصرة. إلا أن قبر الرَّشيد قد اندثر وعفا رسمُه.

## النهضة الرشيدية

### بغداد الرشيد

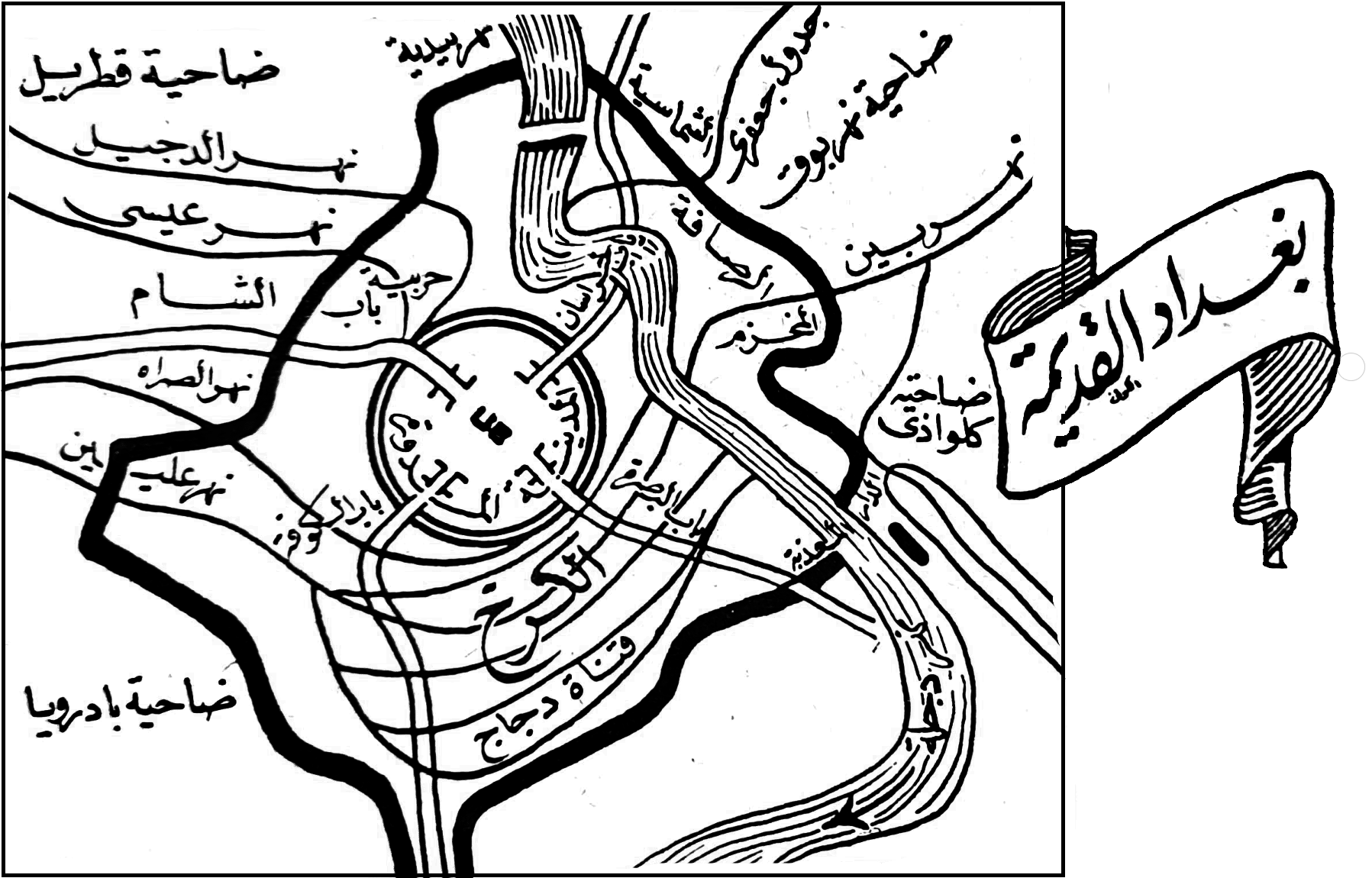
المناطق القديمة للعاصمة العبَّاسيَّة بغداد.

أصبحت العاصمة العبَّاسيَّة بغداد قبلةً لطُلاب العلم في جميع أنحاء البِلاد، حيث يتوجَّه إليها كبار الفُقهاء والعُلماء والشُّعراء والأُدباء وطالبو العُلوم من شتَّى أنواعها. وبلغت بَغْدَاد في عهد الرَّشيد أعلى درجاتها من الحَضارةِ والرَّقي والعمران، فبُنيت بها القُصور الشَّاهقة، وزادت موارد ثرواتها، وكان التُّجار يأتون إليها من أقصى البلدان، فمن الصين، والهند، إلى بلاد الأندلُس والشُّعوب الجرمانيَّة. لم تكن بغداد لتُقاس وتُقارن حتى مع القسطنطنيَّة عاصمة البيزنطيين، أو عاصمة شارلمان في ذلك الوقت آخن، فقد احتوت على كافة أسباب النَّعيم والترف بعد مدة قصيرة من بنائها إلى جانب كونها مدينةَ العُلوم والفُنون. كما انطلقت من بغداد الرِّحْلات الدعويَّة للإسلام، فوصلت إلى البلقان، والصين، وسيبيريا.
أما من حيث العمارة، فقد بُنيت فيها القصور الفخمة التي أنفق على بناء بعضها مئات الألوف من الدنانير، وتأنَّق مهندسوها في إحكام القواعد، وإجراء التصاميم المُذهلة، ففي الشَّرق كانت قصور البرامكة وما أنشأوه هناك من الأسواق والجوامع والحمَّامات، بينما في الجانب الغربي من نهر دجلة، كان قصر الخُلد الذي بناه المنصُور ويقيم فيها الخليفة الرَّشيد في الكثير من الأحيان، وإلى جواره قصور الخلافة، التي كانت تبهر النَّاظرين اتساعًا وجمالًا. وكانت متاجر البلدان القاصية تصلها برًا وبحرًا، من باب خُراسان تأتي البضائع من الصين والهند، ومن باب الشَّام تأتي بضائع الجزيرة، ومصر غالبًا، ومن باب الكوفة البضائع من شبه الجزيرة العربيَّة، وكانت الطرق آمنة والناس يسلكون طرقهم بسلام، وكان الرَّشيد ووزراؤه حريصين على تأمين جميع الطُّرق.

#### صناعة الورق في بغداد
تعرَّف الفضل البرمكي أثناء ولايته على خُراسان لورق سمرقند بعد أن عاينها بنفسه، فأرسلها إلى العاصمة بغداد في سنة 178 هـ / 795 م، وبسبب الطلب عليه، أمر الرَّشيد بإنشاء مصنعٍ للورق في بغداد بعد سنواتٍ قليلة على اكتشافه، وتوسَّع لاحقًا ليُصبح سُوق الورَّاقين، كما انتشرت مصانع الورق في ولايات الخلافة حتى وصلت إلى الأندلس.
كان ورق بغداد يُقدر تقديرًا عاليًا في الشَّرق الأوسط، حتى إن بعض المصادر البيزنطيَّة كانت تُسمي الورق بصُحف بغداد (بالرُّوميَّة: Bagdatixon / بَقْداتيكسن)، في ربطٍ مُباشر بين جودة الورق وبين العاصمة المُتقدمة في زمانها. في حين، أن قارَّة أوروبا كانت ما تزال غارقة في العُصور المُظلمة، وما زالت تعتمد في طباعة كُتُبها وخرائطها على جُلُود الحيوانات، وكانت مُهمة تمطيطها وتنظيفها وتجفيفها تتطلب دقَّة وجُهدًا كبيرين فضلًا عن تكلفة صناعتها. أما الورق فلم يكن يُعاني من هذه العيوب.

#### بيمارستان الرشيد
| يتفق التاريخ والأساطير في أن أبهى عُصور بغداد كان في أثناء خلافة هارُون الرَّشيد، ومع أنه لم يكن قد مضى على تأسيس مدينة السَّلام نصف قرن، تراها كأنما قامت من العدم، فاحتلت المقام الأوَّل في الثروة وأصبحت منافسة بيزنطة الوحيدة. |
| —فيليب حتي |

أنشأ الخليفة هارُون الرَّشيد بيمارستان بغداد (وهي كلمة فارسيَّة الأصل تعني مُستشفى)، وذلك بعد أن نصحهُ في تأسيسها الطَّبيب بختيشوع بن جرجيس، والذي تولى فيها منصب رئيس الأطِبَّاء حينًا من الدهر، حتى تولَّى منصبهُ الطَّبيب يُوحنا بن ماسَويه، وكان كلا الطبيبين ينتميان إلى مدرسة جنديسابُور. كان بيمارستان الرَّشيد يُمثل غلبة الطِّب الإغريقي، فقد أشرف ابن ماسَويه على ترجمة العديد من الكُتُب والمخطوطات الإغريقيَّة التي تُعنى بعلم الطِّب. ورَغم قلة المعلومات المُتوافرة حول بيمارستان الرَّشيد، إلا أن قيامه أفضى إلى إنشاء مدارس للطِّب العلمي ومُتخصصة في مُداواة المرضى.

### خزائن الأموال

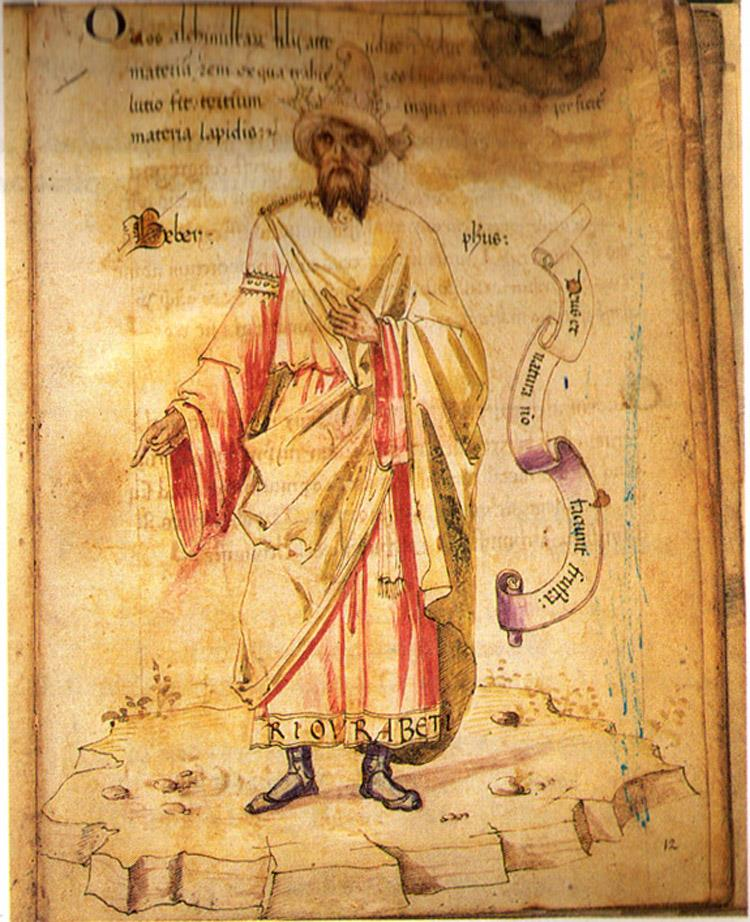
رسمة لعالم الكيمياء الشَّهير جابر بن حيَّان الذي حاز على دعم الرَّشيد، بريشة كوديسي أشبورنهاماني من القرن الخامس عشر الميلادي.

كانت خزائن الرَّشيد تفيضُ بالأموال التي كانت تُجبى من الخراج والضَّرائب، حتى وثق وُصولها نحو 72 مليون دينارٍ ذهبيٍّ، عدا الضريبة العينيَّة التي كانت تُؤخذ مما تنتجُه الأرض من الحُبوب، وغنائم الغارَات وإطفاء لهيب الثَّورات. قدَّرها بعض المُؤرخين بنحو أربعمئة ألف ألف درهم، يدخل كله إلى بيت مال الخليفة، يصرف منه مرتبات الوزراء ومُساعديهم والمُوظفين في عموم البلاد، ثم يتصرَّف فيه حسبما يرى، وكان الرَّشيد أسمح خُلفاء بني العبَّاس بالمال، يعطي منه عطاء من لا يخشى فقرًا.
ذكر بعض المُؤرخين أن الرَّشيد من كثرة الأموال في الخزائن، فكر بشق الطَّريق من بحر الشَّام إلى بحر القلْزم مما يلي الفرما فيُوصل البحرين ببعض، إلا أن وزيرهُ يَحيى البرمكي نصحه بالعُدول عن الفكرة قائلًا: «يختطف الرُّوم الناس من المسجد الحرام، وتدخل مراكبهم إلى الحجاز». ذُكر أن الخليفة الرَّشيد استلقى على ظهره يومًا، وهو ينظُر إلى السَّحابة المارَّة فيقول: «اذهبي حيثُ شئتِ يأتني خراجك».
اعتنى الرَّشيد بالكثير من الأمُور الإصلاحيَّة جراء فائض الأموال، فاهتم بالزراعة وبنى الكثير من الجُسور والقناطر، وحفر القَنوات المائيَّة لتذهب إلى الحُقول والجداول المُوصلة بين الأنهار، كما وضع ديوانًا خاصًا يُعنى بمُتابعة الأعمال الإصلاحيَّة. كما اعتنى بتشجيع الصِّناعات في الأقاليم العبَّاسيَّة، وأمر بحراسة طُرُق التِّجارة بين المُدُن. وفي زمنه استعملت المصابيح في الجوامع خلال شهر رمضان. كانت أيَّام الرَّشيد مُليئة بالخيرات والأرزاق على النَّاس، فكانت من حُسنها كالأعراس، حسب وصف الإمام السُّيوطي.

### تأسيس بيت الحكمة

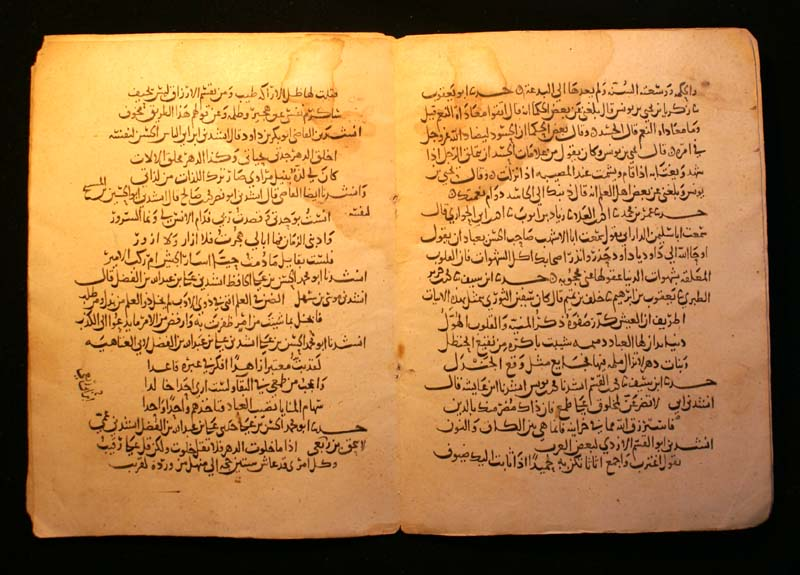
إحدى مخطوطات بيت الحكمة المترجمة إلى العربيَّة.

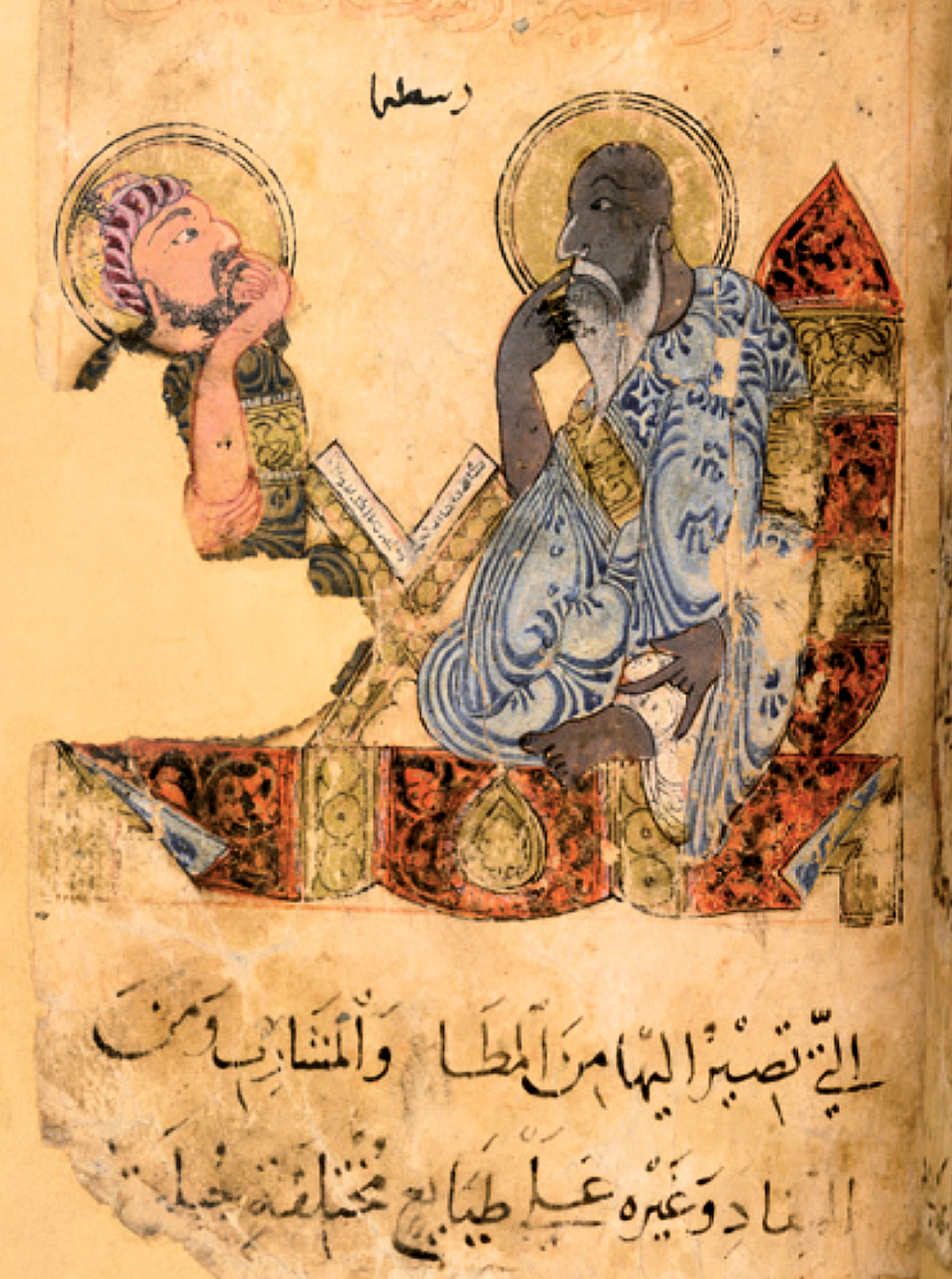
مخطوطة من كتاب نعت الحيوان، للطبيب جبريل بن بختيشوع. نسخة تعود لسنة 1225م.

اهتمَّ العبَّاسيُّون في العُلوم وحثُّوا على طلب العِلم في مُختلف أنواعه، فقد قام جدُّ الرَّشيد، الخليفة أبُو جعفر المنصُور بإنشاء دارٍ في قصره لحفظ الكُتُب العلميَّة والأدبيَّة والفلكيَّة، إلا أنهُ بعد أن تولَّى الخليفة هارُون الرَّشيد، قام بإخراج الكُتُب والمخطوطات التي كانت تُحفظ في جدران قصر الخلافة بسبب تضخُّم رصيدها من التُّراث المُدوَّن، والمخطُوطات المُؤلفة والمُترجمة إلى دارٍ واسعة وفخمة، لتكون مكتبةً عامَّة مفتوحة الأبواب للدارسين وطُلَّاب العلم، وسمَّاها بيتَ الحِكمة، تقديرًا لجلال رسالتها وتأكيدًا لأهمية العلم والمعارف.
أصبح بيت الحكمة مع مرُور الوقت، رمزًا للمناحي العلميَّة المُختلفة، ويُنسب إلى الرَّشيد ابتداع فكرة هذه الدار الحضاريَّة، وكان لابنهِ المأمُون اليدُ الطُّولى في توسعة المكتبة بعد توليه للخلافة، وجعلها أكاديميَّة بالمعنى العلميّ الدقيق للكلمة، حيث خصص أماكن للدراسة، وأماكن لتخزين الكُتُب وغيرها من الأماكن للتأليف والنَّقل. بلغ من اهتمام الرَّشيد بالعلم والعُلماء بأن وافق على أن تُدفع إليه الكُتُب كجزية من الرُّوم، حيث كانت بيتُ الحكمة مُكوَّنة من قسمين، الأُولى هي بيت الحكمة والتي كانت بمثابة جامعة علميَّة كبيرة، والثانية مكتبةُ الحكمة والتي تمثل جزءًا منه.

### حركة التَّرجمة إلى العربيَّة
وكَّل الرَّشيد أمر العناية بالكُتُب الفارسيَّة وترجمتها إلى الفضل بن نوبَخْت، بينما تولَّى الطَّبيب وشيخُ النَّقلة في عصره، يُوحنَّا بن ماسَويه بترجمة الكُتُب القديمة مما يجدهُ في أنقورة، وعمورية، وسائر بلاد الرُّوم حين يغزُوها المُسلمون ويستولون عليها، حيث كانت خزائن هذه المُدُن مُليئة بالمخطُوطات النَّادرة والكتب النفيسة التي جهل قيمتها سُكانها وانشغلوا عن العناية بها. كما انتهت ترجمة الكتب الهنديَّة في الطِّب والفلك والرياضيَّات، والتي وفدت في أيام جده المنصُور. وبلغ من اهتمام الرَّشيد في ذلك، أن منح العُلماء الكثير من الحرية والتقدير والدعم المالي الكبير، فقد منح أحدهم مائة ألف درهم. برز في عصر الرَّشيد، عالم الكيمياء الشَّهير جابر بن حيَّان الذي حاز على دعمه، وأسس مع تلامذته منهج التجربة في العلوم.

### اهتمامه بالرَّقَّة وبناء الرَّافقة

تمثال هارُون الرَّشيد في مدينة الرَّقَّة التي أحبَّها وشهدت نهضة عُمرانيَّة في عهده، التَّمثال تعرَّض للتدمير خلال الحرب الأهليَّة السُّوريَّة.

كان الرَّشيد يهوي مدينة الرَّقَّة والواقعة في ولاية الجزيرة الفُراتيَّة، وكان أول اتصاله بها في صدر شبابه، فقد كان أبوه المهدي يُوليه بعض المهام مثل شن الغارَات والحملات الصَّيفيَّة على الإمبراطوريَّة البيزنطيَّة منطلقًا من المدينة. كان مُتعلقًا فيما يُعرف باسم الهَنِي والمَري، وهُما نهران بإزاء الرَّقَّة والرَّافقة. حتى إنه حين تعرَّض الرَّشيد للتضييق من قبل أخيه الخليفة الهادي، كان يقول ليحيى البرمكي أثناء نيته خلع نفسه من ولاية العهد في زمن الهادي: «إذا حصلتُ على الهَنِي والمَري، وخلوتُ بابنة عمِّي فلا أُريد شيئًا»، فجاوبه يحيى: «وأين هذا من الخلافة ؟ ولعلَّ ما تقدر أنه يبقى لك .. لا يبقى»، فما زال يُقنع الرَّشيد ويُمنيه بالصَّبر حتى آلت إليه الخلافة والهَنِي والمَري. اهتم الرَّشيد ببناء الرَّافقة التي بناها المهدي، فعمَّر فيها قصرًا عظيمًا سماه قصر السَّلام، ثم بنى قصرًا خارج أسوار مدينة الرَّقَّة، وأسماه القصر الأبيض، فأنشد الشُّعراء بين قاعاته وجمال جدرانه الكثير من المدائح.
أوعز الرَّشيد لبعض المسؤولين المُقرَّبين منهُ إلى أن يبنوا قُصورهم بجانب قصره، فبنى بعضهم فيها، وجهزوها بكُل ما يلزم من وسائل الرَّاحة والتَّرف، كملاعب الصَّولجان، وحُقول الصَّيد، وسباق الخيل، وموانئ السُّفُن والحرَّاقات، فازدهرت الرَّقَّة، كما بنى الحدائق المُزدهرة على ضفتي الفُرات، وأصبحت من المُدُن التي يُشهد بجمالها. أقام الرَّشيد في الرَّقة في أوائل سِنِيْ حُكمِه، وتحديدًا في سنة 173 هـ / 790 م، حيث ارتحل من العاصمة التقليديَّة بغداد نحو الرَّقَّة، كما شقَّ لها نهرًا من الفُرات، واشترى مياه قُرى سَرُوج من أصحابها، ولا تزال آثار مجرى النهر باقية شمال غربيِّ الرَّقَّة. كان الرَّشيد مُعجبًا بعُذوبة هواء المنطقة في الصَّيف، فهي ألطفُ مناخًا من بغداد وأقلُّ حرًا، ولم تفقِد الرَّقَّة سُمعتها لدى الرَّشيد بعد عودته إلى بغداد بسبب مشاغل الحُكم، بل أصبحت بمثابة موقع استراحته سواءٌ في طريقه إلى غزوةٍ على الرُّوم أو قبيل انطلاق إحدى رحلات الحج بقيادته.

### اهتمامه بالعلماء والأدباء

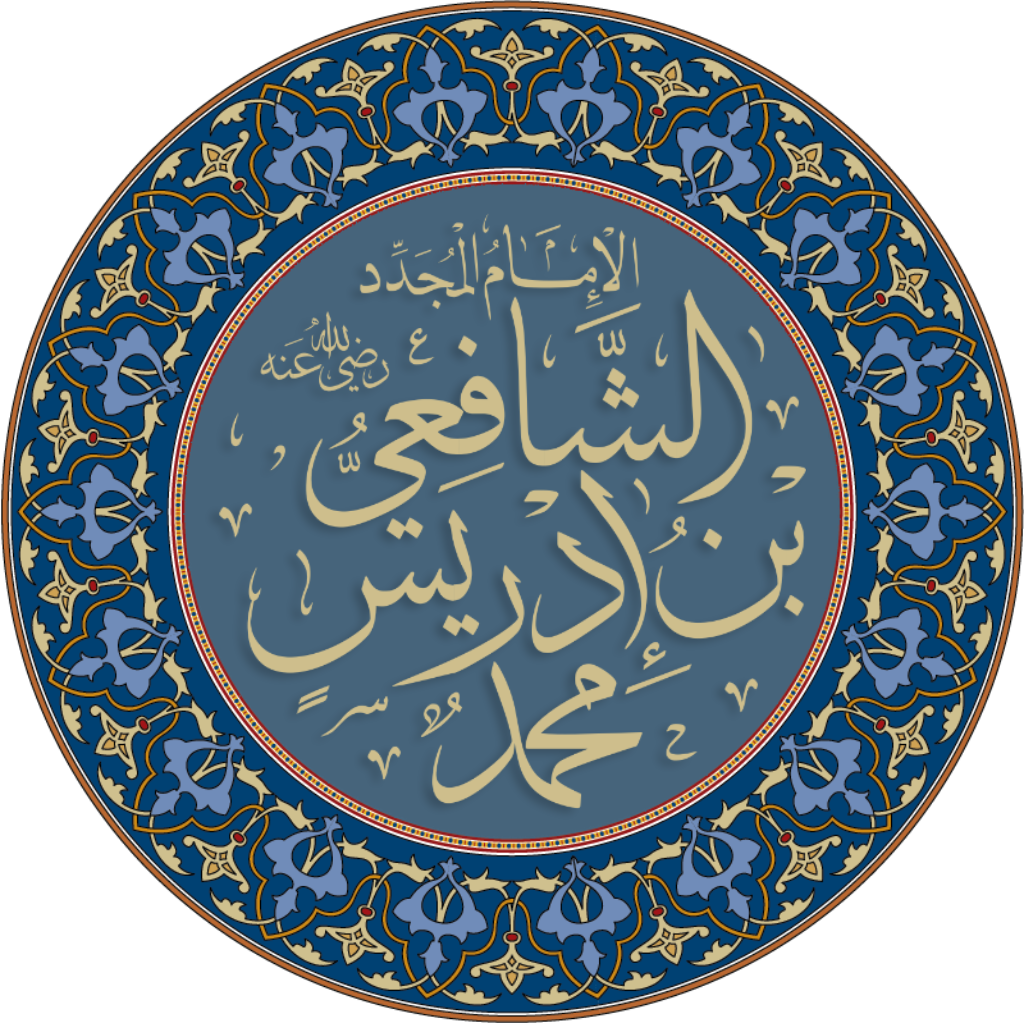
تخطيط باسم الإمام مُحمَّد بن إدريس الشَّافعي، أحد مُؤسسي المذاهب الفِقهيَّة الأربعة في الإسلام.

عُرف الرَّشيد باهتمامه الكبير بالفُقهاء والأدباء وأهل العلم من حوله، فقد كان مُثقفًا منذ صغره، ويملك أدبًا وذوقًا رفيعًا في الشعر، وصفت مجالس قصره بـ «مرتع الحُكماء والعُلماء، وسوق البلاغة والشعر والتَّاريخ والفِقه والطب والموسيقى والفُنون النَّافعة»، حسب تعبير المُؤرخ الفلسطيني شوقي أبُو خليل.

#### أهل الفقه والحديث
اشتهرت مجالس الرَّشيد باحتوائها على أسماء لمع شأنها في التَّاريخين الإسلامي والعربي. ومن بين الفُقهاء والمُحدثين التي التقت بالخليفة الرَّشيد وتركت أثرًا في مجالسه، ابن السمَّاك، الواعظ الزَّاهد، وأبُو يوسف القاضي، صاحب كتاب الخراج، ومُحمَّد بن الحسن قاضي القُضاة، وعبد الله بن المُبارك العالم وتلميذ أبي حنيفة والأوزاعي، والعالم النَّاصح الفضيل بن عياض، وأئمة أهل السُّنة والجماعة، مثل إمام دار الهجرة مالك بن أنس، ومُحمَّد بن إدريس الشَّافعي، ومن المُحدثين سفيان بن عيينة، وعبد الرزاق الصَّنعاني.

#### أهل اللغة والأخبار

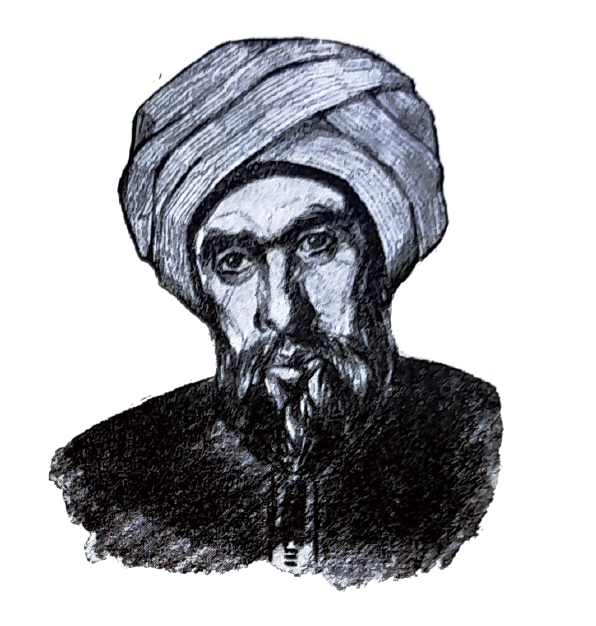
رسمٌ تخيُّليٌ يظهر الشَّاعر أبا العتاهية، أحد الشُّعراء المُقرَّبين من الخليفة الرَّشيد.

ومن مجالس أهل اللُّغة والجد التي كانت تحظى باهتمام الرَّشيد، إمام اللُّغة والرَّاوي الأصمعي، والذي تميَّز بإلقاء المُلَح والنَّوادر على الرَّشيد، وكان الخليفة يفتقده حين يغيب عنه. وأبا عبيدة اليهودي الأصل، وكان يمتاز بمعرفة أخبار الأمم من عرب وغيرهم، وكان يُسرُّ الرَّشيد بذكره مثالب بني أميَّة.
ومنهم إمام اللُّغة والنَّحو الكسائي، الذي تولى تأديب الرَّشيد منذ صغره بالإضافة إلى ابنه مُحمَّد الأمين، وعلى الرَّغم من أنه لم يكن ضليعًا بالشعر، إلا أنه كان عالمًا بالنَّحو، ويشمل ذلك الصَّرف والمعاني والبيان والبديع ونحو ذلك.

#### أهل الشعر والطَب
كان للشُّعراء حضورٌ مُميز في أروقة قصر الرَّشيد ومجالسه، واشتهر منهم: أبُو العتاهية والذي لم يُفارق الرَّشيد في بعض فتراته وسفره، وكان دائم النُّصح له بشعره ويَعِظه، وأبُو نُوَاس، الذي كان يتغزَّل في النساء والزَّهر والخلاعة، وكان الرَّشيد مُعجبًا بندامته وشعره. بالإضافة إلى شُعراء آخرين مثل منصُور النُّميري الذي كان يطرب الرَّشيد حين تثور عاطفته على الأمويين والعلويين، فكان يذمُّهم ويمدح آل العبَّاس عامةً، ومُسلم بن الوليد، والعُماني الرَّاجز. وفي أوقاتٍ أخرى، كانت مجالس الطَّرب والغناء يتولاها أخوه إبراهيم بن المهدي، والمُغني إبراهيم الموصلي الذي أحبَّ الرَّشيد غناءه فقرَّبه إليه وجعله زينة مجلسه، بالإضافة إلى إسحاق النَّديم.

## سياسته الداخلية

### تعيين الولاة وعزلهم
تميَّز عهد الرَّشيد بسياسة تعتمد على عدم إطالة فترة الحُكام والوُلاة على الولايات في أراضي الخلافة، وكان ذلك أولًا للحفاظ على مركزيَّة الدَّولة، وثانيًا لضمان عدم تمرُّد أحد الولاة واستبداده في الحكم، وكان مع ذلك، تخضع الأمور لمسألة أهلية الوالي نفسه وصلاحيته للمنصب، إضافة إلى التزامه بكثرة ما يرد إلى بيت المال، وأخيرًا لضمان استقرار الولاية. ومما يلفت النظر في تلك السياسة، كثرة العزل والتولية، وفي الأسفل جدول يُوضِّح أعداد الولاة الذين تولوا حكم الولاية:
- أرمينية، 16 واليًا
- مكَّة، 16 واليًا
- البصرة، 15 واليًا
- خُراسان، 12 واليًا
- المدينة، 10 ولاة
- السِّند، 10 ولاة
- الكوفة، 9 ولاة
- إفريقية، 7 ولاة
- اليمن، 6 ولاة

 في حين حازت بعض الأقاليم بنوعٍ من الاستقرار، مما أتاح لولاتها فتراتٍ طويلة، مثل مصر، والجزيرة الفراتية، ومن الغريب مع كل هذا العزل، فإن الرَّشيد لم يتتبع الوُلاة يُفهم منها على سخطه عليهم أو أنه مسائلته لهم، باستثناء في بعض الأحيان، مثل ابن ماهان الذي اتهمه بالفسق وأكل أموال الناس بغير الحق. على أن الخليفة لم يكن يفوته أحيانًا تصرفات ولاته، فقد قال لوالي خُراسان: «داو جرحك لا يتسع» كناية عن أن يهتم بالأمن في الولاية، أو تهديده لواليه على مصر قائلًا: «احذر أن تخرب خزانتي وخزانة أخي يوسف، فيأتيك مني ما لا قبل لك به، ومن الله أكثر منه»، وحينما أرسل إلى واليه على فارس، وأرمينية كلماتٍ قصيرة قائلًا: «كن مني مثل ليلة البيات، لا أم لك! تثقل بالذنب من لا ذنب له»، ما يُدل على إمكانية الرَّشيد لضبط ولاته، ومحاسبتهم على التقصير.

### الجيش العباسي
بعد أن تربَّع الرَّشيد على عرش الخِلافة سنة 170 هـ / 786 م، أول ما قام به هو التعاون مع والدته الخيزران بنت عطاء، ووزيره يحيى البرمكي بهدف إبعاد القادة العسكريين الذين كانوا يَدينون بولائهم لأخيه الخليفة مُوسى الهادي عن بغداد، ومنهم هَرْثمة بن أعْيَن، والفضل بن سُليمان الطُّوسي، ويزيد بن مزيد الشَّيباني، وآل قحطبة بن شبيب الطَّائي، مثل القادة المُساهمين في الثَّورة العبَّاسيَّة، الحسن وأخيه حميد وغيرهم من القادة، فأرسلهم في مهمات عسكريَّة وتولي ولاياتٍ بعيدة مثل هرثمة، وقد أقنع الفضل بن يحيى البرمكي الخليفة باستجلاب الجُنود من أتراك بلاد ما وراء النَّهر، وقد نجح الفضل في مفاوضاته مع أمراء الصغد، والهياطلة في تجنيد المُقاتلين منهم، وأطلق عليهم اسم العباسية موالي أمير المُؤمنين، وبلغ عددهم نحو عشرين ألفًا. كان للجيش العبَّاسي دورٌ في التدخل لتعيين الولاة في إفريقية بسبب اضْطِراباتها وعدم قدرة وُلاتها على كبح جماح المُعارضين والخارجين.
وفي فترة إشراك البرامكة في الحُكم، أهمل البرامكة رغم سلطاتهم الواسعة، العديد من الثورات التي قامت في أنحاء الدولة، خاصة في بلاد الشَّام والعراق والمغرب، حتى إن خيول الخوارج اقتربت من العاصمة بغداد، ما جعل الرَّشيد يتجه إلى القادة العسكريين العرب، ويُعيد نظريته حول البرامكة، فأوكل مهمة القضاء على خوارج الجزيرة الفُراتيَّة، إلى القائد يزيد بن مزيد الشَّيباني رغم معارضة البرامكة. وكانت لدى الرَّشيد، الخطط والمشاريع بخصوص الجهاد والسَّيطرة على الأقاليم البعيدة والمُهددة بالثَّورات مثل خُراسان، وطبرستان، وإفريقية والمغرب، إلا أن التصادم بين مصالح قادة الجيش العبَّاسي في فرقه القديمة وخاصة مما يُعرف بأبناء الدَّولة، والقُوَّات الكرمينيَّة، حال دون تنفيذ ذلك.

## سياسته الخارجية

### العلاقة مع الإمبراطوريَّة البيزنطيَّة

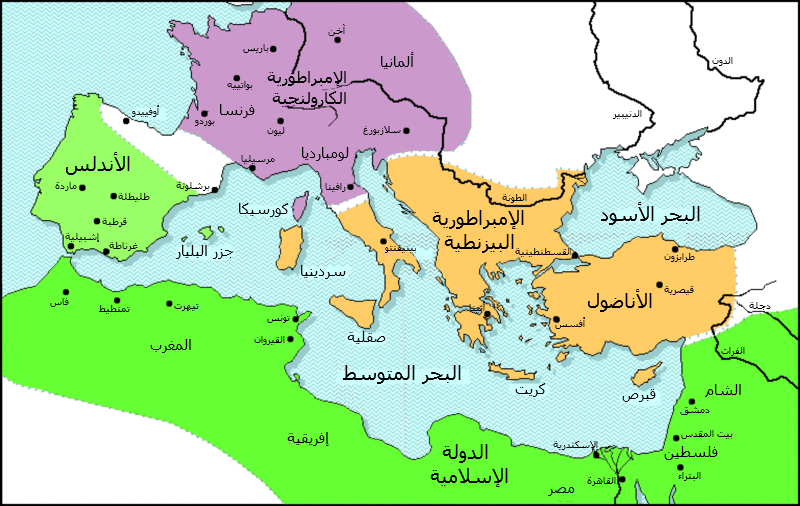
الممالك الأربعة الكبرى في عام 800 م: الخلافة العباسية وعاصمتها بغداد (أخضر)، وإمارة قرطبة الأمويَّة وعاصمتها قرطبة (أخضر فاتح)، والإمبراطوريَّة الكارولنجيَّة وعاصمتها آخن (بنفسجي)، والإمبراطوريَّة البيزنطيَّة (بني).

ورث الرَّشيد صراعًا قديمًا منذ الفُتوحات الإسلاميَّة في الإمبراطورية البيزنطيَّة والمعرُوفين اختصارًا باسم الرُّوم، وبعد تأسيس دولة بني العبَّاس، أصبحت الحروب في الثُّغور مُقتصرة على غزوات صيفيَّة أو الاكتفاء بأخذ الجزية، ولم تكُن سُمعة الرَّشيد بالجيدة لدى الرُّوم، فقد ترأس جيشًا كبيرًا في عهد أبيه المهدي وتعمَّق في حملته حتى وصل أطراف القسطنطينيَّة في سنة 165 هـ / 782 م، مجبرًا الملكة إيرين الثَّانية، والتي كانت تواجه مصاعب داخليَّة جمَّة، على طلب الهدنة ودفع الجزية للخليفة لثلاثة سنوات. واستمرَّت العلاقة بين الطرفين كرًا وفرًا.
فور اعتلاء الرَّشيد لمنصب الخلافة، وجه أنظاره إلى تحصين المناطق الحُدوديَّة المُتاخمة مع الرُّوم، وتقوية الجيش العبَّاسي المُرابط فيها، فحرص على استخدام سياستي الهجوم والدفاع، وفي سبيل تحقيق ذلك، عمل على تدعيم الدفاعات عن المناطق الإسلاميَّة المُعرَّضة للغارَّات الرُّوميَّة، فأنشأ مناطق تتمتع بحرية ذاتية في تسيير شؤونها، وفصلها عن مناطق الثُّغور الجزريَّة، والشَّاميَّة، مؤسسًا إدارة جند العواصم، والتي اتخذ من منبج عاصمةً لها في البداية، إلا أنها انتقلت إلى أنطاكية، وفي المُقابل أنشأ الرُّوم تحصينات دفاعيَّة لمواجهة الثُّغور الإسلاميَّة. وقد بلغت سوء العلاقات إلى أن قام نقفور الأول باستفزاز الرَّشيد في رسالةٍ أثارت غضبه، ما أجبره على قيادة حملة كبيرة في آواخر سنين حياته، أدت لتدمير هِرَقلة وتعرُّض الرُّوم لخسائر فادحة آثروا بسببها على طلب الصُّلح وعدم فتحهم لجبهاتٍ أو استفزازاتٍ كبيرة لنحو عشرين عامًا.

### العلاقة مع الإمبراطورية الكارولنجيَّة

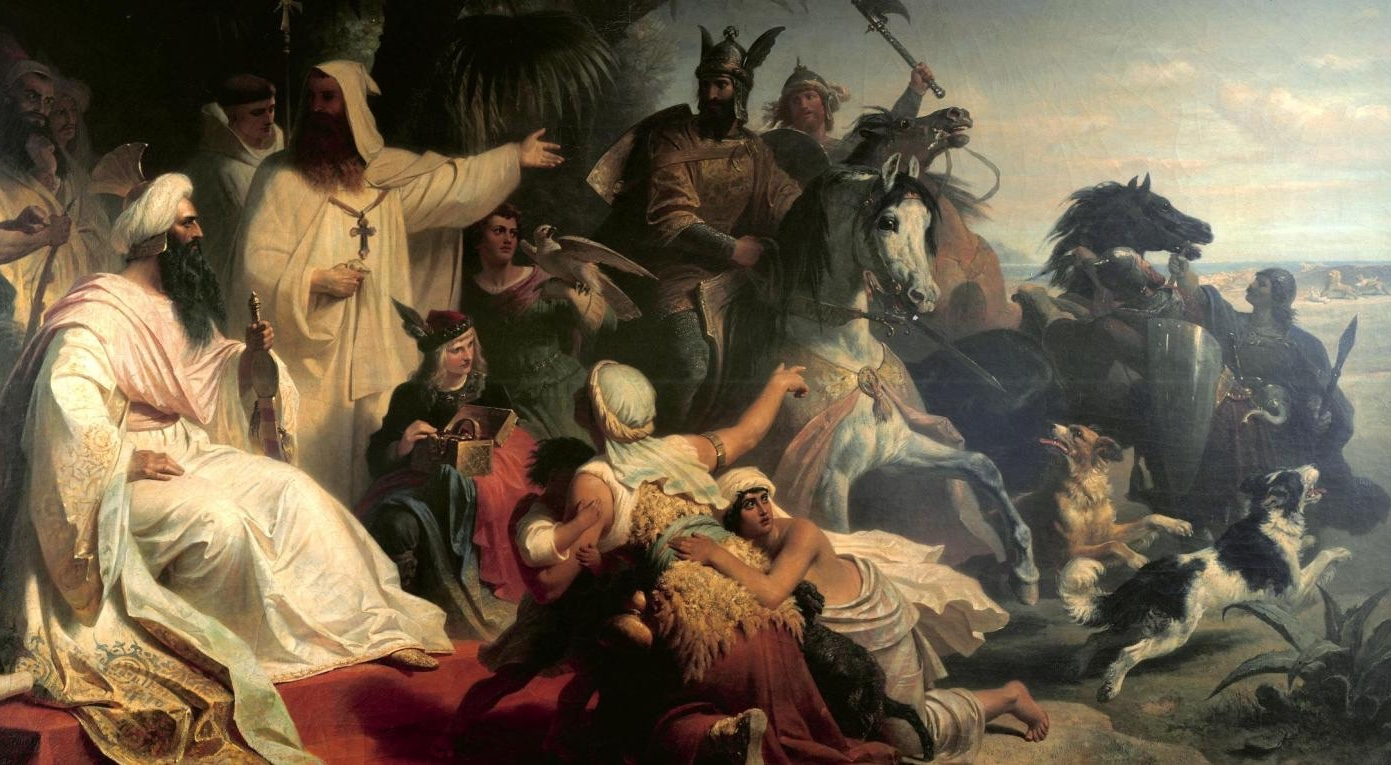
هارُون الرَّشيد يستقبِل وفد شارلمان، بريشة يوليوس كوكرت، 1864، قصر ماكسيمليانوم.

شهد العالم الإسلامي في عصر الرَّشيد وجود دولتين إسلاميتين كبيرتين لم يكونا على وفاق، هُما الخلافة العبَّاسيَّة في المشرق، والإمارة الأمويَّة في الأندلس، وفي الفترة الزمنيَّة نفسه، كان هنالك الإمبراطوريَّة البيزنطيَّة في المشرق، والإمبراطورية الكارولنجيَّة أو الفرنج في الغرب والذين لم يكونا على وفاقٍ أيضًا، وقد استدل العديد من المُؤرخين التقاء مصالح بعض هذه الدول ضد أعدائها، فقد تقارب العبَّاسيين مع الفرنجيين، بينما تقارب الأمويين مع البيزنطيين، وكان لهذه التقاربات أسبابها ودوافعها وكذلك انعكاساتها على العلاقات بين الشَّرق والغرب.
شهدت العلاقات بين الفرنجة حكام بلاد الغال والأمويين حكام الأندلس حالة دائمة من التوتر والعداء بينهما، وذلك بفعل تجاورهما الحدودي، ورُغبة المُسلمين الأمويين للتوسُّع شمالًا من جهة، وأطماع الفرنجة في السيطرة على أوروبا والأندلس، ووراثة الإمبراطوريَّة الرُّومانيَّة في تنافسٍ واضح مع البيزنطيِّين من جهة ثانية. كان العبَّاسيين يرون الأمويين في الأندلس بمثابة الخارجين على سُلطتهم الدينيَّة وكان لديهم الرَّغبة في إعادة الأندلس إلى كنف الخلافة العبَّاسيَّة، في حين أنهم يُجاورون الرُّوم البيزنطيين، والذين كانوا في حالة حربٍ شبه دائمة مع العبَّاسيين على تخوم الشَّام، مما أتاح لجميع الأطراف فرصة مُلائمة لقيام علاقة سياسية مُتوازنة بينهما.
من زاويةٍ أخرى، لم تذكر المصادر الشرقيَّة سواءً الإسلاميَّة كانت أم النَّصرانيَّة أو تشير لهذه العلاقة في الحقيقة، فقد انفردت المصادر اللَّاتينيَّة بذكر العلاقة التي جمعت الرَّشيد بشارلمان ملك الفرنجة، ما يُقلل من ثقة المُؤرخين بحدوثها من الأساس. وقيل أن الملك شارلمان كان يهدف من هذه العلاقة مع العبَّاسيين إلى أن يكون له اسمٌ كبير في أنحاء أوروبا، لتكون درجته فوق درجة نقفور الأول ملك بيزنطة، ويُعتبر ذلك نصرًا دبلوماسيًا عليه من قبل الكارولنجيين.

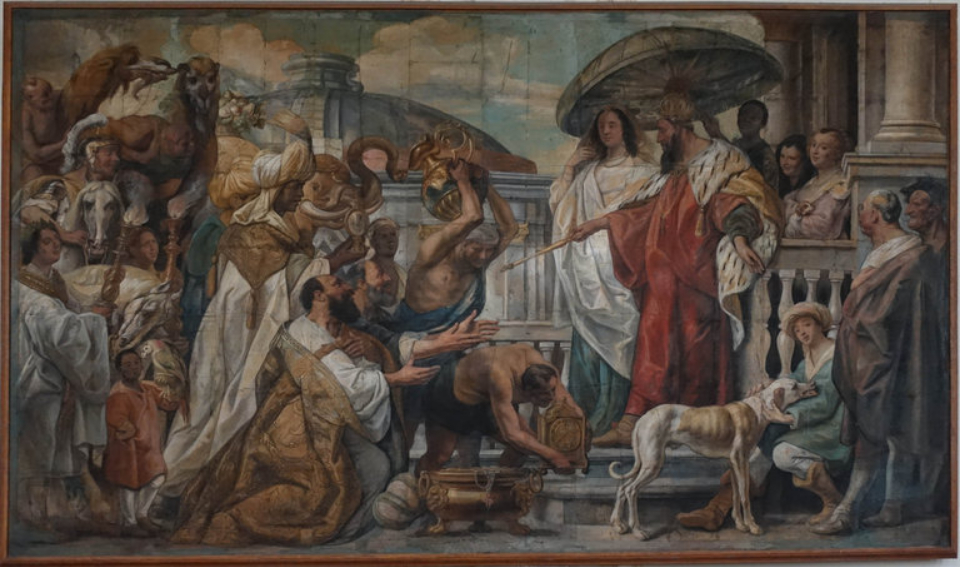
الملك شارلمان يستقبل وفد الخليفة هارُون الرَّشيد، بريشة ياكوب يوردانس، 1665، في متحف اللُّوفر في فرنسا المُعاصرة.

واستنادًا إلى المصادر اللَّاتينيَّة، فقد ابتدأت العلاقات بين الرَّشيد وشارلمان في عام 181 هـ / 797 م، وبدأت بإرسال شارلمان وفدٍ إلى الرَّشيد، لتستمر رحلة الوفد قرابة أربعة أعوام، ومن ثم قابلها الخليفة بإرسال سفارة تحمل ساعة مائيَّة وراغنون وفيلٍ وبعض الأقمشة النفيسة، ثم أرسل شارلمان سفارة ثانية مُحملة بالهدايا في عام 186 هـ / 802 م، كما أرسل بطريق القدس مفاتيح كنيسة القيامة ومفاتيح مدينة القدس إلى شارلمان كعلامة رمزيَّة على الصداقة بين الطرفين، أيَّد وجود هذه العلاقة المُؤرخ المصري أحمد أمين قائلًا: «وقد أنكر بعض الباحثين من الفرنج حكاية هذه الوفود بدعوى أن مُؤرخي العرب لم يذكروها في كتبهم، ولكن هذه الحجة لا تُقنع، لأن كثيرًا من الحوادث حدثت في أوروبا ولم يذكرها مُؤرخو العرب لجهلهم بها، خصوصًا وأن بقايا هذه الهدايا محفوظة إلى اليوم، وامن المُؤكد أنها مصنوعة في الشرق». بينما حجَّم المُؤرخ السوري محمود شاكر من شأن هذه العلاقة قائلًا: «رغم ما يُقال عن العداء بين العباسيين والأمويين، وصلة العباسيين بالفرنجة أعداء الأمويين، وصلة الأمويين بالبيزنطيين أعداء العباسيين، لكنها في الواقع لم تكن أكثر من صلات مُجاملة وتبادل هدايا، ووعود لم ينتج منها أي شيء من حروب، أو لقاء مُؤمنين مع كافرين ضد مُؤمنين آخرين».
إلا أن المُؤرخين اللُّبنانيين مُحمَّد سُهيل طقُّوش، وفيليب حتي يُشككان في صحة الروايات القائلة بوجود هذه العلاقة، بل ويقولان بتلفيقها وأنه ليس لها أصلٌ ثابت، ويذكر أن الرَّاهب سانت جول الذي كتب بعد قرابة خمسين عامًا من وفاة شارلمان، جمع المعلومات عن السفارات والهدايا المُتبادلة ليكون قصة مضمونها أن الرَّشيد تنازل لشارلمان عن السيادة في فلسطين، فضلًا عن أن تقديم مفاتيح الكنيسة يُعطى بمعنى الدُّعاء والتبريك، كما أن البطريق لا يمكن أن يقوم بخطوة هامة ذات أبعاد سياسيَّة دون الحصول على موافقة الرَّشيد الذي تخضع بيت المقدس لسُلطته ودولته. عارض عدد كبير من المُؤرخين وجود هذه العلاقة، أبرزهم المُؤرخ المصري حسين مؤنس الذي قال: «وهذا لا يسمح لنا بأن نقول إن الرَّشيد حالف ملكًا نصرانيًا على أمير الأندلس المُسلم، لأنه ليس لدينا عليه أدنى دليل، ثم هو يتعارض مُعارضة تامَّة مع ما نعرف من خلق الرَّشيد والاتجاه العام للدَّولة العبَّاسيَّة، وهو اتجاه إسلامي لا شكَّ فيه»، إضافةً إلى المُؤرخ العراقي فاروق عمر فوزي، والمُستشرق الرُّوسي فاسيلي بارتولد، والمُستشرق الإنجليزي ستيفن رونسيمان الذين أنكروا وجود هذه العلاقة.

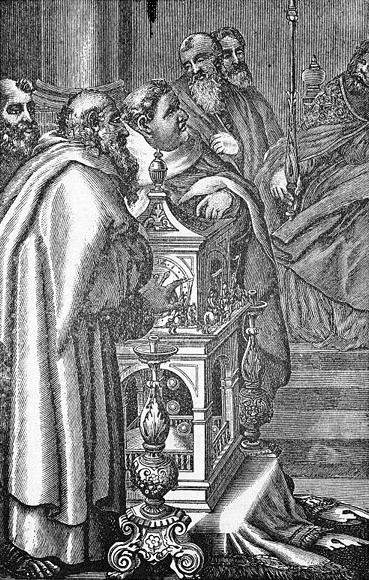
السَّاعة المائيَّة التي أرسلها الرَّشيد إلى شارلمان، سنة 191 هـ / 807 م.

#### ساعة الرشيد إلى شارلمان
من بين الهدايا التي سجَّلتها المصادر الغربيَّة وينقلها المُؤرخ المصري منصور عبد الحكيم، هي السَّاعة المائيَّة الشَّهيرة التي أرسلها الخليفة هارُون الرَّشيد مع ثلاثة من رجاله وبمرافقة إسحاق المُترجم إلى الملك شارلمان في العاصمة آخن، والتي أصابت البلاط الملكي بالذُّهول بسبب ضخامتها وطريقة حركتها، فقد كانت السَّاعة تتكون من النحاس الأصفر، مصنوعة بمهارة فنيَّة مُدهشة، ويبلغ ارتفاعها نحو أربعة أمتار وتتحرك بقوة مائيَّة وعند تمام كل ساعة يسقط منها عدد من الكرات المعدنيَّة ليتبع بعضها الآخر حسب عدد السَّاعات فوق القاعدة النحاسيَّة، ما يجعلها تحدث رنينًا جميلًا يشيع البهجة في أنحاء القصر الإمبراطوري. ومما زاد من حيرتهم آنذاك، هو وجود شكلٍ مُصغر لفارس يدور حول السَّاعة، ثم يعود إلى المكان الذي خرج منه على مدار السَّاعة، فإذا حانت الساعة الثانية عشرة صباحًا أو ليلًا، يخرج من أبواب الساعة اثنا عشر فارسًا مرة واحدة ويدورون دورة كاملة ثم يعودون من حيث أتوا وتغلق الأبواب خلفهم.
أثارت تلك السَّاعة دهشة الملك شارلمان وحاشيته إلى حد أن الرُّهبان اعتقدوا بوجود شيطانٍ يسكنها ويحركها، فاتفقوا على القدوم ليلًا بهدف تحطيمها، وكان ذلك، إلا أنهم اكتشفوا أن السَّاعة لا يوجد بها شيء سوى آلاتها، وأنها كانت سقطة كبيرة منهم. فور علم الملك شارلمان بحادثة تحطيمها حزن بشدَّة، وحاول حشد عدد من خيرة العُلماء والصُّناع المهرة في محاولة إصلاح السَّاعة وإعادتها لحالتها الطبيعية، إلا أن جميع محاولات الإصلاح باءت بالفشل بسبب الطريقة المُتقدمة التي صُنِعت السَّاعة بها، وعندما عرض عليه بعض المستشارين أن يرسل إلى خليفة المُسلمين ليرسل فريقًا عربيًا لإصلاحها، أجاب شارلمان: «إنني أشعر بخجل شديد أن يعرف ملك بغداد أننا ارتكبنا عارًا باسم فرنسا كلها». بينما يشير المُؤرخ المصري مُحمَّد الخضري بك إلى روايةٍ أخرى أن رجال شارلمان حينما همُّوا بكسر السَّاعة منعهم الإمبراطور.

### العلاقة مع الهند
تشير رواية تاريخيَّة واحدة على الأقل، إلى زيارة وفد ملكٍ من مُلوك الهند إلى بلاط الرَّشيد، حيث قدم له الملك دهارمابالا ملك البنغال، هدايا تتضمَّن سُيوفًا وثيابًا وكلابًا، وأعجب الرَّشيد بالكلاب السيورية، وقدم للوفد هدايا وجوائز سنية، وكان قد أمر جُندًا من الأتراك بالاصطفاف صفين وبلبس الحديد حتى لا يُرى منهم إلا حدقة العين في إظهار لهيبة الخلافة الإسلاميَّة، ولم تكُن هذه الوفود والزيارات ذات صبغةٍ سياسيَّة، فقد كان الطرفان يُريدان التعرُّف على أحوال بلادهما، والتعرُّف على ما فيها من بضائع وتُحف وأحوال الناس. وفي فترة الرَّشيد اختفت هجمات القراصنة الهنود على السَّواحل المُطلة على الخليج العربي بعدما كانوا يُهددون سواحل البصرة ويشيعون الفزع في البحرين وعُمان، وذلك بعد أن قاد يحيى بن سعيد أسطولًا بحريًا لتقفي آثارهم. ولم يتوقف الأمر عند الدفاع فحسب، بل خرجت حملة كبيرة نحو تجمُّعات القراصنة في ساحل الهند الغربي وانتهت بأسر أعداد كبيرة من سُفن القراصنة.

### العلاقة مع الترك
كان على دولة الخلافة أن تحافظ على حدودها الشَّرقيَّة في بلاد ما وراء النَّهر، ومن أجل هذا السَّبب، شنَّ الغطريف بن عطاء حملة جهاديَّة في خلافة الرَّشيد تمكَّن فيها من فتح إمارة القارلوق مرة أخرى، كما زحف الفضل البرمكي على رأس جيشٍ إسلامي، استطاع فيه من بسط السيطرة على أشروسنة، ولعل من نتائج الفُتوحات الإسلاميَّة على أقاليم الصَّغد وفرغانة وأشروسنة هو أن كثر تدفُّق التُّرك على الدولة والمُجتمع العبَّاسي، لتزداد أعدادهم لاحقًا في عهد ابنه المُعتصم بالله.

### تأسيس حكم الأغالبة في إفريقية

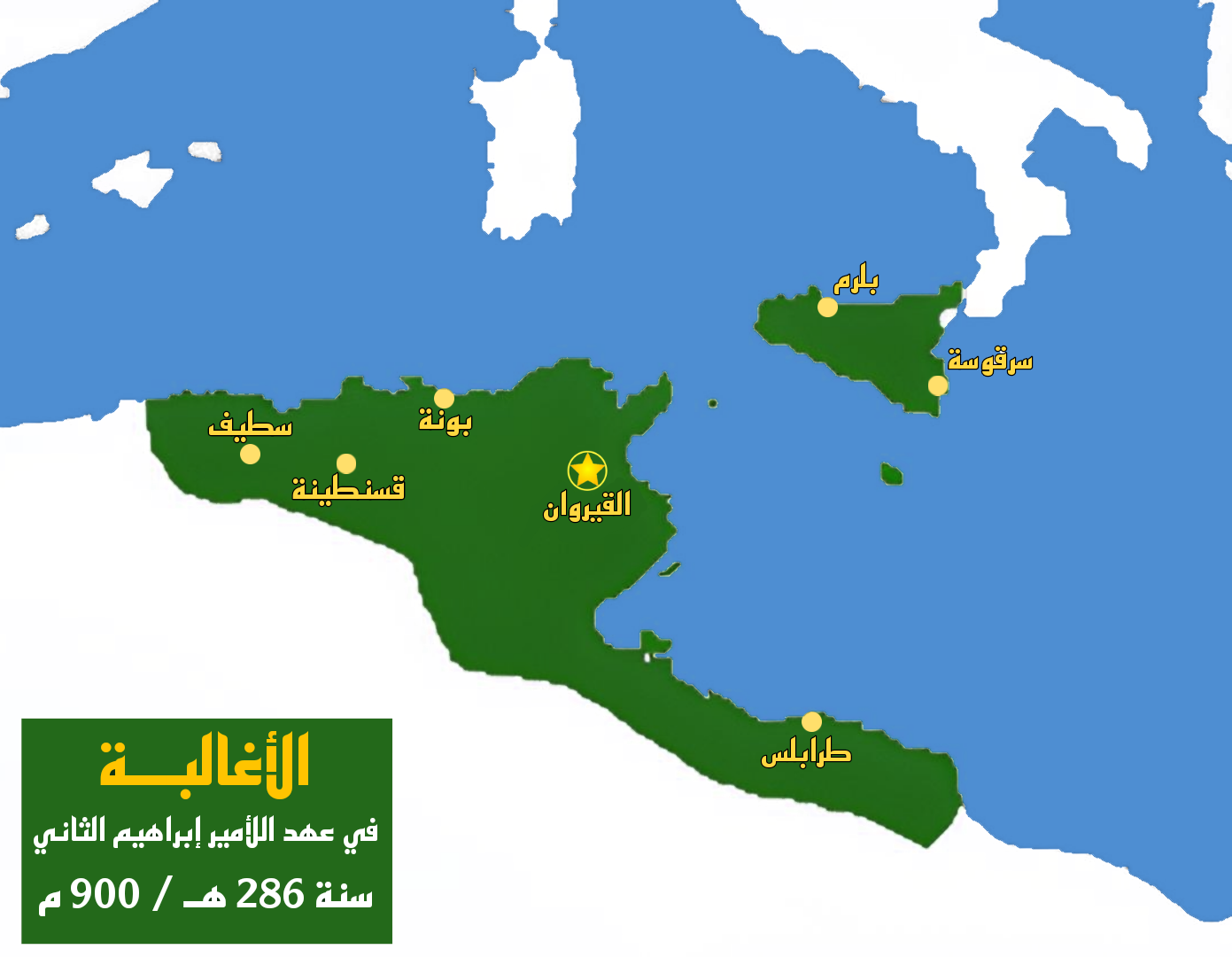
إمارة الأغالبة التي أقامها الرَّشيد كدولة حاجزة بينه وبين الإمارات التي نشأت في المغرب الأقصى، في سنة 286 هـ / 900 م.

لم تكن الأحوال في ولاية إفريقية على حالٍ جيدة، فقد سادت الاضطَّرابات بها بدءًا من عام 171 هـ / 787 م، بفعل ظهور الخوارج، وقادة الجُند، والبربر، وقد حاول الرَّشيد رأب الصَّدع الحاصل في تلك البلاد البعيدة عن دار الخلافة، وأرسل القائد المُخضرم هَرْثمة بن أعْيَن واليًا على إفريقية وأمره بقمع الانتفاضات والثَّورات وتوطيد الأمن ونشر الاستقرار، وقد نجح الأخير في البداية وأمَّن أهالي القيروان. تجددت القلاقل لاحقًا، ولم يتمكن هَرْثمة من رأب الصَّدع الحاصل، فعزله الخليفة بناءً على طلبه سنة 180 هـ / 796 م، كما لم يتمكن الوُلاة الذين جاؤوا من بعده من السيطرة على الخلافات والقلاقل الحاصلة.
استغل عامل الخليفة على منطقة الزَّاب في المغرب الأوسط، إبراهيم بن الأغلب التَّميميُّ، أحداث الاضطرابات الحاصلة في إفريقية، وطلب من الخليفة توليته عليها كما وعده بتهدئة الوضع، ولم يجد الرَّشيد خيارًا آخر بهدف ضبط الأوضاع في الولاية، فوافق على طلبه وعهد إليه بالولاية على كامل إفريقية في جمادى الآخرة 184 هـ / يوليو 800 م. نجح ابن الأغلب في تحقيق الاستقرار مُتبعًا سياسة مُعتدلة ومتوازنة، لتزدهر إفريقية وتشهد حركة عمرانيَّة واسعة مُحققًا استقرارًا كبيرًا في البلاد، مُتخذًا من القيروان عاصمة له. أصبحت إمارة الأغالبة في إفريقية، حاجزًا منيعًا أمام دولة الأدارسة التي قامت في المغرب الأقصى، وكافأه خُلفاء بني العبَّاس لاحقًا بتولية ذُريته لحكم إفريقية مع الاحتفاظ بالتبعية الاسميَّة وصكَّ العُملات بشكلٍ مُشترك بين الوالي والخليفة، بالإضافة إلى الدُّعاء على المنابر للخُلفاء.

## أسرته

### إخوته
هارُون الرَّشيد هو الأخ الشَّقيق لمُوسى الهادي الذي يكبره بنحو عامين، من أمهما الخيزُران بنت عطاء. وهو الابن الثالث للمهدي بعد موسى وعلي، وله عددٌ من الإخوة من أُمهات أخريات وهم:

#### الذكور
- مُوسى الهادي
- منصُور
- إبراهيم
- عيسى
- عبيد الله
- علي
- يعقوب
- عبد الله

#### الإناث
- عليَّة
- العبَّاسة
- البانوكة

### زوجاته

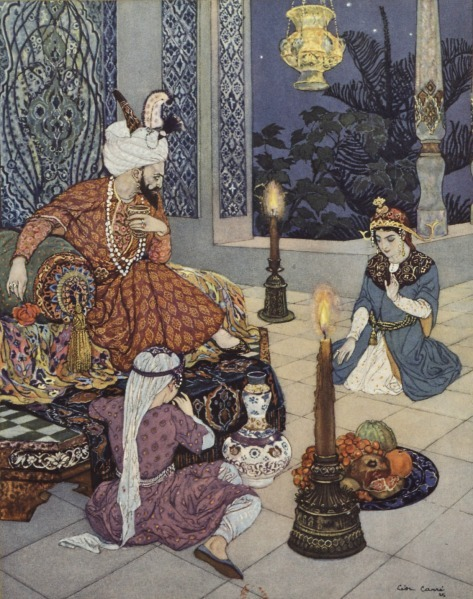
رسمٌ من حكايات ألف ليلة وليلة، والتي سُرِدت فيها حكاية الخليفة هارُون الرَّشيد. بريشة ليون كاريه، 1926 م.

تزوَّج الرَّشيد عددًا من النساء في فتراتٍ مُختلفة، وكانت أوَّلهُن وأكثرهُنَّ ذكرًا في المصادر التَّاريخيَّة ابنة عمِّه زُبيدة بنت جعفر، حفيدة مُؤسس الخلافة العبَّاسيَّة أبي جعفر المنصُور، وكانت سيدة جليلة وعظيمة الجاه والمال، ومن ذوات العقل والرَّأي، واسمها الحقيقي أمَة العزيز إلا أنها لُقبت زُبيدة من قبل جدها المنصُور لبياضها. تزوَّجها الرَّشيد في سنة 160هـ / 778م، وقيل 165هـ / 781م، حينما كان أميرًا في زمن أبيه المهدي، حيث كان عرسهُما في العاصمة بغداد. للسيدة زبيدة العديد من المناقب والآثار التي قامت بها مثل عين زبيدة التي أجرتها وقفًا للحُجَّاج على طريق مكَّة، وهي والدة ابنه مُحمَّد الأمين، وكان لها يد في إيصاله لولاية العهد، وقد عاصرت أحداث الفتنة الرابعة بين الأخوين الأمين والمأمُون بين سنتي 810 و813م حتى قُتل الأمين، وكان المأمُون على الرَّغم من ذلك، يُجلُّها ويُكرمها حتى توفيت في خلافته.
تزوَّج الرَّشيد من أمَة العزيز، وهي أم ولد كانت تحت أخيه مُوسى الهادي، وأنجبت له عليًّا. وتزوَّج من ابنة عمه أم مُحمَّد بنت صالح بن المنصُور، ومن ابنة عمه العبَّاسة بنت سليمان بن المنصور، وزُفَّتا إليه في ليلةٍ واحدة سنة 187هـ / 802م في الرَّقة. تزوَّج الرشيد أيضًا من عزيزة بنت الغطريف بن عطاء، وهي ابنة خاله. وتزوَّج من ابنة عبد الله بن مُحمَّد بن عبد الله بن عمر بن عثمان بن عفَّان، ويُقال لها الجرشيَّة لكونها ولدت في جرش اليمنيَّة.
تُوفي الرَّشيد عن أربع زوجات، وهُن: زُبيدة، والعبَّاسة، وأم مُحمَّد بنت صالح، والعُثمانيَّة الجرشيَّة، وجميعهن كُن هاشميَّات قُرشيَّات، وقلَّ تكرار ذلك عند الخُلفاء من بعده.

### جواريه

#### مراجل الباذغيسيَّة

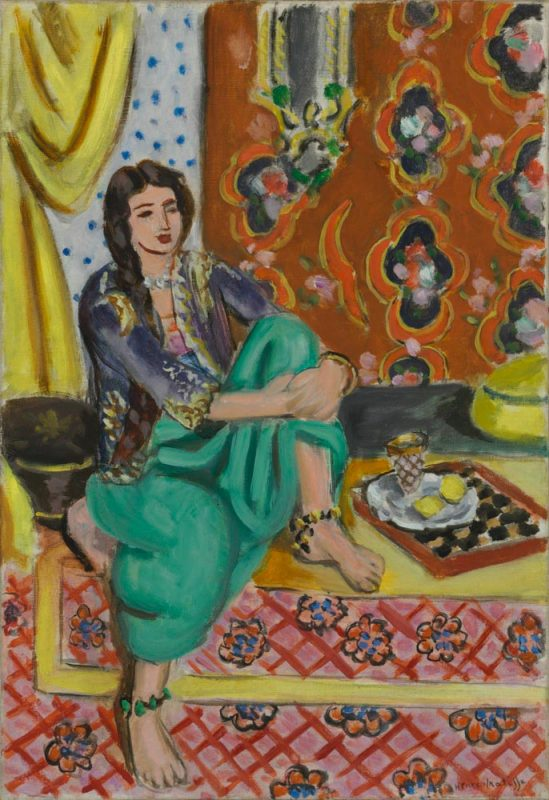
صورة لجارية جميلة جالسة، بريشة هنري ماتيس. (1938)

اشتكى الرَّشيد إلى بعض خواصه تأخر حمل زوجته زبيدة بنت جعفر، فنصحه بالنظر إلى إحدى جواريه. دخل الرشيد يومًا إلى المطبخ، ورأى مراجل بنت أستاذ سيس، والتي كانت تعمل في الطبخ، فأعجبته، وبعد فترة حبلت لتلد عبد الله المأمون في 15 ربيع الأوَّل 170هـ / 14 سبتمبر 786م، وسُميت وقتها بليلة الخُلفاء، لأنه فيها مات خليفة (موسى الهادي)، وتولَّى خليفة (وهو الرَّشيد)، وولد خليفة (وهو المأمُون)، فكان يومًا مشهودًا ونهايةً لمحنة الرَّشيد مع أخيه الهادي وضغوطاته، فاستبشر بولادة المأمُون. توفيت مراجل في أيام نفاسها، ليربى المأمُون يتيمًا تحت كنف أبيه، فأحبه وأغدق عليه من حنان أبوته وكان يُؤثره على جميع إخوته.

#### هيلانة الرُّوميَّة
كانت هَيْلانة الرُّوميَّة تحت يحيى البرمكي، وقام الأخير بوهبها للرَّشيد بعد أن رآه مُعجبًا بها، وكانت معرُوفة بحُسنها وجمالها الأخَّاذ، وكان اسمها هَيْلافة، إلا أنها عرفت بالإكثار من قول "هي لأن" فسمَّاها هيلانة، وحظيت لديه وأقامت في قصر الرَّشيد ثلاث سنوات حتى تُوُفِّيَت في سنة 173 هـ / 790 م، فحزن على وفاتها الرَّشيد، وامتنع عن الطَّعام والشرب لفترة، ورثاها في أبياتٍ بليغة:

#### ذات الخال الفارسيَّة
كانت ذات الخال، وهي من أصلٍ فارسي، تحت المُغني إبراهيم المَوْصلي نديم الخليفة الرَّشيد، فنشأت على يديه، ووصفت بالجمال ومعرفتها في الغناء وأدائه، فبلغ الرَّشيد خبرها واشتراها لقاء سبعين ألف درهم، وهو ثمن عالٍ لجارية صنعتُها الغناء، فحازت على حُظوة خاصَّة لدى الرَّشيد، فكان يُهديها الهدايا الثمينة، ويُلبي طلباتها، وبقيت لديه حتى تُوفي الرَّشيد.

#### جواري أخريات
كان لدى الرَّشيد الكثير من الجواري والمَحظيات، وكان ذلك طبيعيًا بحسب المُجتمعات في ذلك الزمن. فضَّل الرَّشيد امتلاك الجواري الجميلات المُتعلِّمات، فكُلما كثر عِلم الجارية وثقافتها، زاد وقعها في نفس الخليفة أكثر. ومن بين الجواري اللَّواتي عُرفن: دنانير البرمكيَّة، كانت من أحسن النساء وجهًا، وأظرفِهِنَّ كلامًا، وأكملِهِنَّ أدبًا، وكانت تُجيد الغناء والشعر. وماردة التُّركيَّة، وكانت ذات جمالٍ، وأنجبت للرَّشيد مُحمَّدًا أبا إسحاق. وغضيض الفارسيَّة، وكانت في الأصل جارية لأخته العبَّاسة. غادر، وكانت لدى موسى الهادي قبله. وقيل إن حظايا الرَّشيد بلغن نحو 4 آلاف جارية من السَّراري والحِسان.

### ذريته
للخليفة الرَّشيد عددٌ من الأولاد والبنات من أزواجه وجواريه وخاصةً من أمهات الأولاد، وبلغ تعداد الذكور 12، في حين بلغ عدد الإناث 16، وهم:

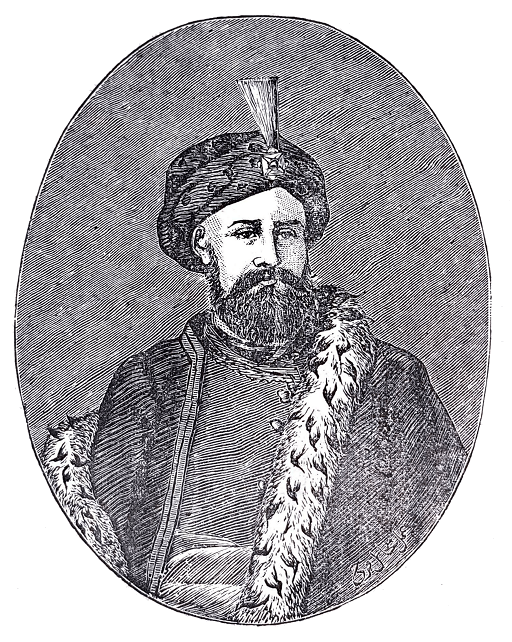
عبد الله المأمُون، ابن هارُون الرَّشيد الأكبر، والذي كان يرى فيه الرَّشيد، الحُلم ورجاحة العقل. حكم عشرِين عامًا بعد أخيه الأمين، من سنة 813 حتى 833، وفي عهده بلغ التقدُّم العلمي والعصر الذهبي أَوْجَهُ.

#### الذكور
- مُحمَّد الأمين (حكم 809-813) وأمه زُبيدة
- عبد الله المأمُون (حكم 813-833) وأمه مراجل
- مُحمَّد المُعتصم (حكم 833-842) وأمه ماردة
- القاسم المُؤتمن، وأمه قصْف
- مُحمَّد أبُو عيسى، وأمه عِرابة
- أحمد السبتي
- علي، وأمه أمَة العزيز
- صالح، وأمه رثم
- مُحمَّد أبُو علي، وأمه دواج
- مُحمَّد أبُو يعقوب، وأمه شذرة
- مُحمَّد أبُو العبَّاس، وأمه خُبث
- مُحمَّد أبُو سُليمان، وأمه رواح
- مُحمَّد أبُو أحمد، وأمه كِتمان
- مُحمَّد أبُو مُحمَّد

#### الإناث
- سكينة، وأمها قصف
- أروى، وأمها حَلوب
- فاطمة، وأمها غُصص
- خديجة، وأمها شجر
- ريطة، وأمها زينة
- رملة، وأمها حَلى
- حمدونة، وأمها غضيض
- أم أبيها، وأمها سكَّر
- أم حبيب، وأمها ماردة
- أم سلمة، وأمها رحيق
- أم الحسن، وأمها عِرابة
- أم القاسم، وأمها خزق
- أم علي، وأمها أنيق
- أم الغالية، وأمها سمندل
- العالية

## صفاته

### صفته الخلقيَّة
كان الرَّشيد مَهيبًا، طويل القامة مع سُمنة، أبيض البشرة، جميلًا ووسيمًا قد غزاهُ الشَّيب. بينما وصفه المسعودي قائلًا: «كان تامَّ الخِلقة جميلًا».

### أخلاقه ودينه

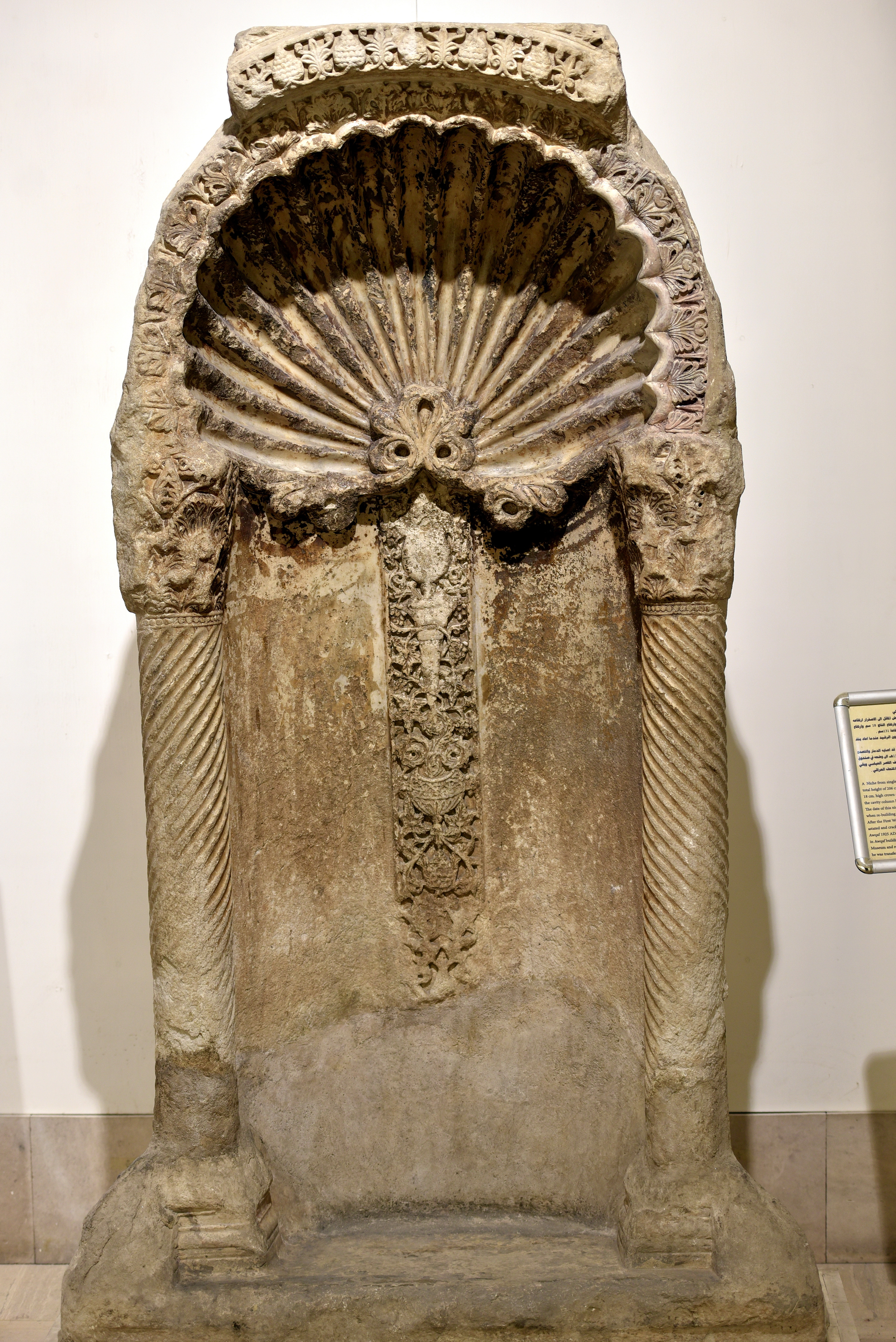
محراب من جامع الخاصكي في بغداد، الذي أمر ببنائه الخليفة هارون الرشيد في عام 192 هـ / 808 م. معروض في المتحف العراقي.

كثرت أقلام الباحثين والمُؤرخين في مُحاولة التعمُّق في الروايات المنقولة عن صفات وأخلاق هارُون الرَّشيد، ويتفق كثيرٌ منهم على أن الرَّشيد كان مُحافظًا على التكاليف الشَّرعيَّة أتم مُحافظة، كما عُرف بالفصاحة والبلاغة، ويبغض الجدال والكلام دون فائدة، ويُعظم حرمات الإسلام، ويبغض المراء في الدين، وهدد بجلد بشر المريسي، أحد رؤوس المعتزلة لأنه بلغه قوله بخلق القُرآن. عُرف عن الرَّشيد كرمه الكبير وكثرة صدقاته، فعلى الرَّغم من أنه كان يقتفي آثار وأخلاق جده المنصُور، إلا في الحرص، فإنه لم يُر خليفة أعطى أكثر منه، حتى قيل إنه كان يتصدَّق كل يوم من صُلب ماله بألف درهم عدا العطايا التي كانت تهطلُ على الناس، ولم ير أكثر عطيةً للمال من بعده إلا ابنه المأمُون. وممّا يُدل على ذلك حبه للمديح، خاصةً من قبل الشُّعراء ذوي البلاغة والفصاحة، فكان يعطيهم الأموال الجزيلة، ويغدق عليهم بالهدايا الثمينة، فقد أعطى مرة المُحدث سُفيان بن عيينة 100 ألف، ومرةً للمطرب لإسحاق الموصلي 200 ألف، وللشاعر مروان بن أبي حفصة خمسة آلاف دينار وخلعة وفرسًا من مراكبه وعشرة من رقيق الرُّوم. ولم يكُن ذلك الكرم ينتج عن استنزافٍ في خزينة الدَّولة، فقد تُوفي الرَّشيد بعد أن خلَّف 100 مليون دينار. كان نقش خاتمه «لا إله إلا الله»، وله خاتمٌ آخر نقشه: «كن من الله على حذر». وكان له خاتمٌ آخر دفعه إلى ابنه عبد الله المأمُون عام 190 هـ / 805 م قبل أن يرتحل غازيًا الرُّوم، وكان نقشه: «الله ثقتي به آمنت».

قافلة الحجَّاج في الرَّملة، مكتوبٌ في أعلاها بيت شعرٍ: وكاد يُزعزع الجِبالَ الشُمَّ وأنشدَ، ما الحجُّ سيرُك تأويبًا وإدلاجا ولا اعتيامُك أجمالًا وأحداجا. صورة مأخوذة من مقامات الحريري.

كان الرَّشيد رقيق القلب سريع الدمعة، فقد كان مع هيبته، يبكي إذا وقع الوعظ في نفسه. ويُروى عن المُحدث أبي معاوية الضرير قوله: «ما ذكرت النبي بين يدي الرشيد إلا قال: صلَّى الله على سيدي»، وحدثه بحديثٍ له، فبكى الرَّشيد حتى انتحب. ويُروى موقف مشهور عن زيارة ابن السَّمَّاك إلى الرَّشيد في أحد الأيام، فبينما هو عنده إذ طلب ماء، فلما أراد شربه، التفت إليه ابن السَّمَّاك وقال: «مهلًا يا أمير المُؤمنين، بقرابتك من رسول الله ﷺ لو مُنعت هذه الشربة بكم كنت تشتريها؟» فرد عليه: «بنصف ملكي»، فأشار إلى الخليفة بالشُّرب، ثم بعد أن انتهى، قال له: «لو مُنعت خروجها من بدنك، بماذا كنت تشتريها؟» فرد عليه بجميع مُلكه، فقال ابن السَّمَّاك واعظًا: «إن مُلكًا لا يُساوي شربة ماء .. لجدير أن لا يُنافس فيه!» فبكى الرَّشيد وترك أثرًا عميقًا في نفسه حتى أشار إليه الفضل بالانصراف.

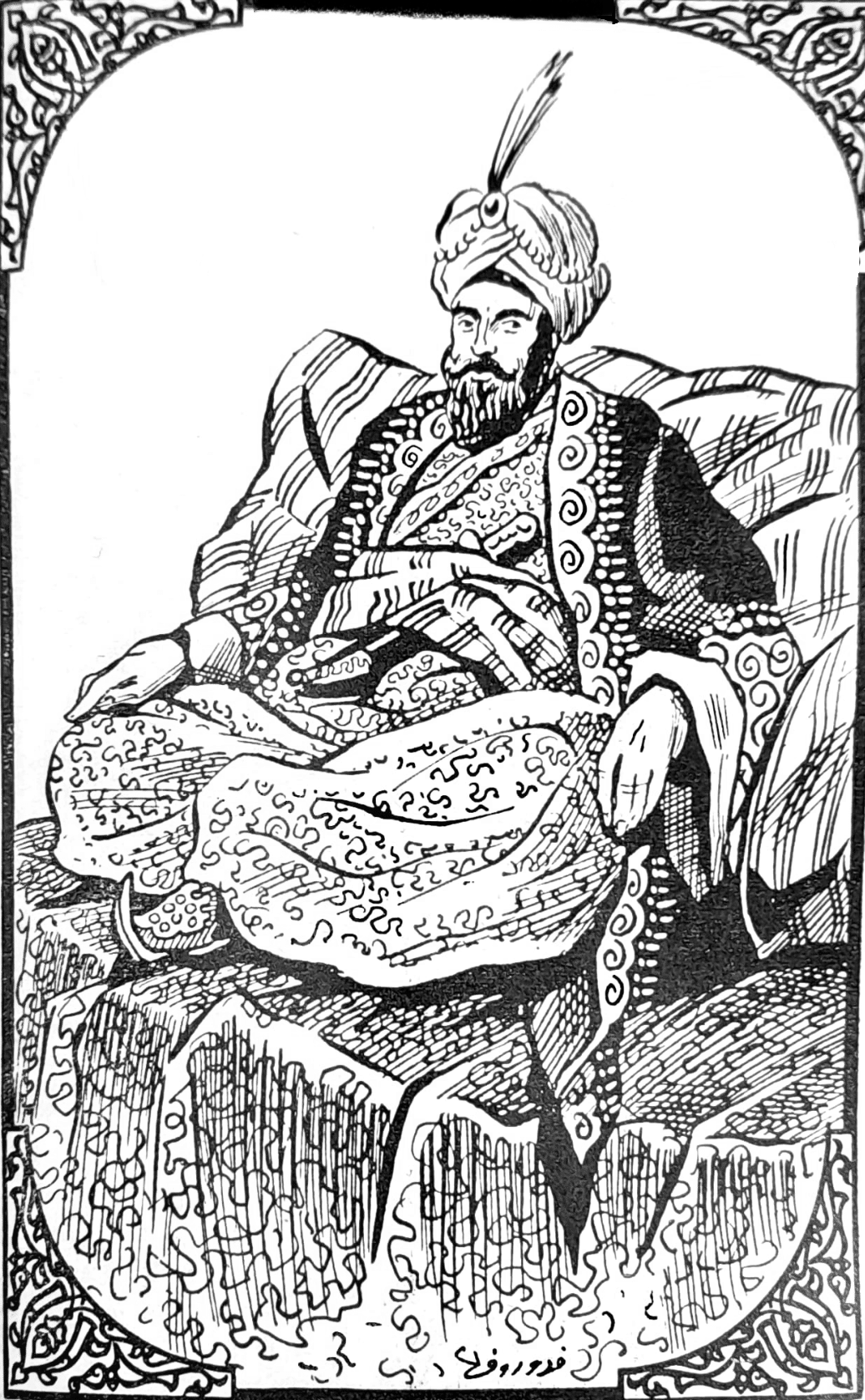
رسمٌ يُظهر الخليفة هارُون الرَّشيد جالسًا على تخت الخلافة.

ويُعلق المُؤرخ والفقيه المصري محمد الخضري بك قائلًا: «ولا يزال الملوك بخير ما سمعوا الوعظ وتأثروا به، ولا تزال الأمة بخير ما كان فيها من يعظ الملوك ولا يخشى سطوتهم». عُرف الرَّشيد بكثرة أدائه الحج في سِنِيْ حياته، فقد حجَّ تسع حجج مع جمعٍ من الفُقهاء وأبنائهم، وذلك في السنوات: 70 و73 و74 و75 و77 و80 و81 و86 و88 بعد المئة للهجرة، حتى قيل إنه كان يحج عامًا ويغزو عامًا. وإذا لم يتمكن من أداء الحج، يمنح 300 رجل قادر بالنفقة السَّابغة والكسوة الباهرة. كان الرَّشيد كثير الصَّلاة والتعبُّد، ويُروى أنه كان يُصلي في اليوم مئة ركعة في اليوم إلى أن فارق الدنيا، إلا إن أصبح بعلَّة أو كان شديد التعب.
كان الرَّشيد في الجانب الآخر من حياته وشخصيته المُعتادة، مُحبًا لأجواء الغناء ومجالس اللَّذَّات والاستماع لغناء إبراهيم الموصلي، وكان ذلك محل انتقاد مُقتضب بعض الشيء من جمهور الفُقهاء والعُلماء، ومنهم الإمام الحافظ شمسُ الدين الذَّهبيُّ الذي قال عنه: «ومحاسنُه كثيرة، وله أخبارٌ شائعة في اللَّهو واللَّذات والغناء، اللهُ يسمحُ له»، وقد وردت الأخبار حول شربه للنبيذ المُختلف عليه، وقال الحافظ ابن حزم الأندَلُسيُّ: «أراه كان يشرب النبيذ المُختلف فيه، لا الخمر المُتفق على حُرمتها»، يَقْصِد بذلك النبيذ الذي أحلَّهُ عُلماء أهل العراق، مثل نبيذ التمر، والأشربة المصنوعة من الشَّعير والذُّرة. ويُؤكد على ذلك العالم الاجتماعي المُسلم، ابن خلدون رافضًا الروايات التي تروج لمُعاقرة الرَّشيد للخمر قائلًا في مُقدمته: «وأما ما تُموَّه به الحكاية من مُعاقرة الرَّشيد الخمر واقتران سُكره بسُكر النَّدمان، فحاشا لله ما علِمنا عليه من سوء، وأين هذا من حال الرَّشيد وقيامه بما يجب لمنصب الخلافة من الدين والعدالة، وما كان عليه من صحابة العُلماء والأولياء .. وما كان عليه من العبادة والمُحافظة على أوقات الصَّلوات وشُهُود الصُّبح لأول وقتها»، ويقول موضحًا: «وإنما كان الرَّشيد يشربُ نبيذ التمر على مذهب أهل العراق وفتاويهم فيها معرُوفة، وأما الخمر الصرف فلا سبيل إلى اتهامه بها، ولا تقليد الأخبار الواهية فيها». وعلى الرَّغم من حُبه للمُنادمة والمُفاكهة مع النُّدماء في مجالسه إلا أنه لا يرضى المُزاح في الدين. فقد حدثت قصةٌ أثناء صلاة جمعت بين الخليفة ولنديمه ابن أبي مريم، وكان الأخير مزوحًا ضحوكًا، فأضحك الرَّشيد في أثناء الصَّلاة، فلم يتمكن الرَّشيد من كتم ضحكته، إلا أنه سرعان ما التفت إليه غاضبًا، وقال: «إياك والقُرآن والدين، لك ما شئت بعدهما». يُعد الرَّشيد أوَّل خليفة لعب بالصَّوالجة والكرة، ورمى النشَّاب في البرجاس، وأوَّلُ خليفة لعب بالشطرنج من بني العبَّاس.

### روايته للحديث

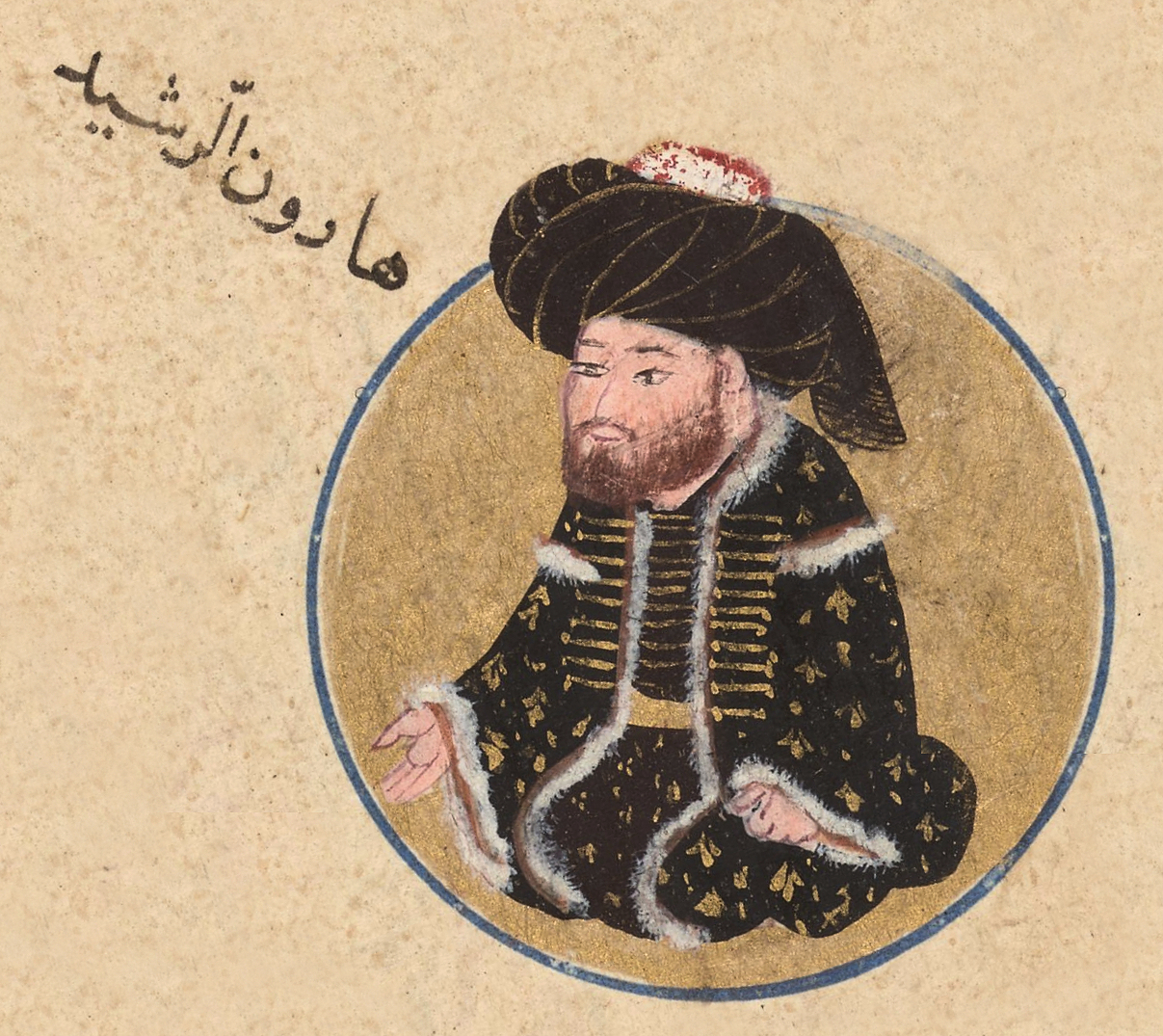
الخليفة العبَّاسي هارُون الرَّشيد كما ظهر في مخطوطة من كتاب السَّلسَلنامَه في القرن السَّادس عشر الميلادي.

قال الصُّولي: حدثنا عبد الرحمن بن خلف، حدثني جدي الحُصين بن سُليمان الضبي، سمعت الرَّشيد يخطُب، فقال في خُطبته: حدَّثني مُبارك بن فضالة، عن الحسن، عن أنس، قال: قال النبيُّ ﷺ: «اتقوا النَّار ولو بشق تمرة». وأكمل قائلًا: حدثني مُحمَّد بن علي، عن سعيد بن جبير، عن ابن عبَّاس، عن عليِّ بن أبي طالب، قال: قال النبيُّ ﷺ: «نظفوا أفواهكم فإنها طريق القُرآن». كما أخرج الصُّولي حديثًا عن إسحاق الهاشمي قال: كنا عند الرَّشيد فقال: بلغني أن العامَّة يظنون في بُغض علي بن أبي طالب، ووالله ما أحب أحدًا حبي له، ولكن هؤلاء - يقصد المُطالبين بالخلافة من ذريته - أشد الناس بغضًا لنا وطعنًا علينا وسعيًا في فساد مُلكنا بعد أخذنا بثأرهم ومُساهمتنا إياهم ما حويناه، حتى إنهم لأميَل إلى بني أميَّة منهم إلينا، فأما ولده لصلبه فهم سادة الأهل والسَّابقون إلى الفضل، ولقد حدثني أبي المهدي، عن أبيه المنصُور، عن مُحمَّد بن علي، عن أبيه، عن ابن عبَّاس أنه سمع النبيَّ ﷺ يقول في الحسن والحُسين: «من أحبَّهما فقد أحبَّني، ومن أبغضهُما فقد أبغضني» وسمعه يقول: «فاطمة سيدة نساء العالمين، غير مريم ابنة عِمران وآسية ابنة مزاحم». وقال في قناعته ومذهبه: «طلبت أربعة فوجدتها في أربعة: طلبت الكُفر فوجدته في الجهميَّة، وطلبتُ الكلام والشَّغب فوجدته في المُعتزلة، وطلبت الكذب فوجدته عند الرَّافضة، وطلبتُ الحقَّ فوجدته مع أصحاب الحديث».

### من أقواله
- نظرنا فإذا كل ذهب وفضَّة على وجه الأرض لا يبلغ ثمن نخل البصرة.[223]
- لا خير في دنيا لا يخطرُ فيها ببرد الشَّباب.[224]
- انقل المعركة إليهم، ولا تدعهم يحضرونها إليك.[225]

## إرثه

### الأقوال عنه
يُعتبر الخليفة هارُون الرَّشيد من الشخصيَّات التي حازت على اهتمام المُؤرخين والباحثين في حياته وسلوكه ونتائج حُكمه، وقد تعددت أسباب الرُّواة ما بين مُعجب يركز على محاسن الرَّشيد وحُسن سيرته ويرفض الأقاويل والشَّائعات عنه، إلى المُتوازن الذي يحاول إبراز الرَّشيد في صورةٍ كاملة جامعًا لمحاسنه ومساوئه، إلى النَّاقد الذي يغلب عليه مُعارضته للرَّشيد أو التشكيك في سيرته بشكلٍ واضح على اختلاف الانتماءات السياسيَّة والدينيَّة والاجتماعيَّة.

#### المؤيدون

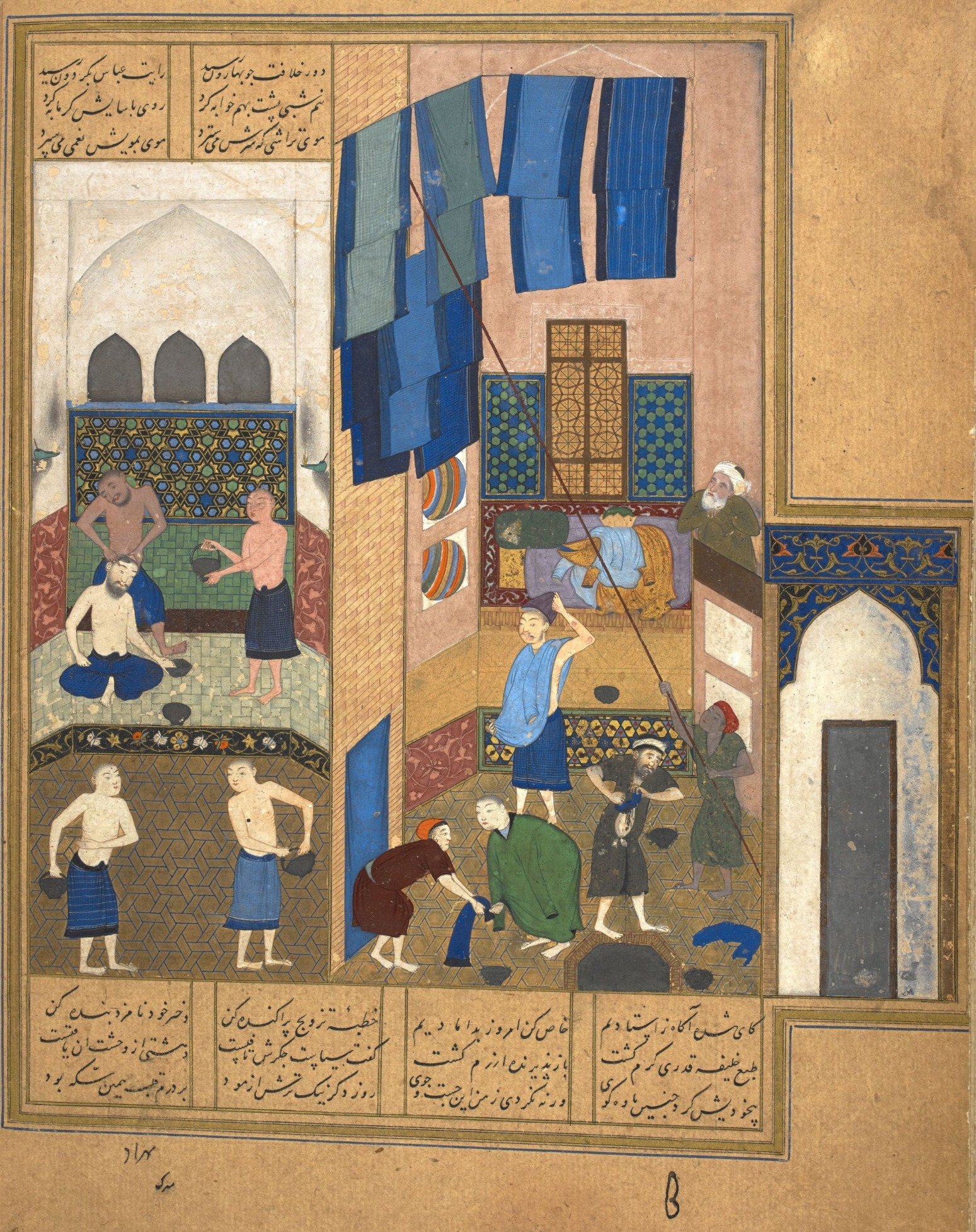
مُنمنمة فارسيَّة من القرن العاشر الميلادي، تُظهر الخليفة هارُون الرَّشيد وهو يغتسل، بريشة نظامي الكنجوي.

- العالم والمُحدث الفضيل بن عياض: حينما بلغه وفاة الرَّشيد قال: «ما من نفسٍ أشدُّ عليَّ موتًا من هارُون الرَّشيد، ولوددتُ أن الله زاد من عمري في عمره»، فعظم ذلك بين أصحابه وتلامذته لأسباب في ظنهم واجتهادهم، فلما ظهرت محنة خلق القرآن وأجبر الخليفة عبد الله المأمُون الفُقهاء لتبني فكرة خلق القُرآن حسب اجتهاده، عذروا الفضيل لاحقًا وقالوا: «الشيخ أعلم بما تكلَّم به».[141]
- الأديب الجاحظ: «اجتمع للرَّشيد ما لم يجتمع لغيره: وزراؤه البرامكة، وقاضيه أبُو يوسف رحمه الله، وشاعره مروان بن أبي حفصة، ونديمه العبَّاس بن مُحمَّد عمُّ أبيه، وحاجبه الفضل بن الرَّبيع أنبه الناس وأعظمهم، ومُغنيه إبراهيم المَوْصلي، وزوجته زُبيدة».[154]
- المُؤرخ الموصلي ابن الطَّقطقي: استفتح ابن الطَّقطقي في ترجمته للرَّشيد قوله: «كان الرَّشيد من أفاضل الخُلفاء وفُصحائهم وعُلمائهم وكُرمائهم، كان يحج سنة ويغزو سنة، كذلك مدة خلافته إلا سنينَ قليلة»،[226] ثم يمدح فترة خلافته قائلًا: «وكانت دولة الرَّشيد من أحسن الدُّول وأكثرها وقارًا ورونقًا وخيرًا، وأوسعها رقعة مملكة، جبى الرَّشيد مُعظم الدُّنيا ... ولم يجتمع على باب خليفة من العُلماء والشُّعراء والفُقهاء والقُرَّاء والقُضاة والكُتَّاب والنُّدماء والمُغنين ما اجتمع على باب الرَّشيد، وكان يصل كُل واحدٍ منهم أجزل صلة، ويرفعه إلى أعلى درجة».[227]
- المُؤرخ والفقيه المصري مُحمَّد الخضري بك: «وصلت بغداد في عهد الرَّشيد إلى قِمَّة مجدها، ومُنتهى فخارها، أما من حيث العمارة، فقد فاقت كُل حاضرة عُرفت لعهدها».[228]
- المُؤرخ اللُّبناني فيليب حتي: «أدركت خلافة بغداد التي أسَّسها السَّفَّاح والمنصُور أوج عزها بوجهٍ عام في الحقبة التي بدأت بولاية الخليفة الثالث المهدي وانتهت في زمن الخليفة التاسع الواثق، وبوجهٍ أخص أيَّام هارُون الرَّشيد وابنه المأمُون، اللذينِ ألقيا على ذلك العصر هالة مُشرقة من النُّور بحيث أصبح يُعتبر أزهى عُصور التَّاريخ الإسلامي على الإطلاق».[229] ويُعلق بنظرة على زُعماء القرن التاسع الميلادي قائلًا: «طلع القرن التَّاسع الميلادي فإذا زعامة السياسة العالميَّة يتقاسمها اثنان: شارلمان في الغرب، وهارُون الرَّشيد في الشَّرق، وليس من شكٍ في أن الرَّشيد كان أقوى الاثنين وارفعهُما ثقافة».[184]
- المُؤرخ الفرنسي أندري كلو: «هكذا انتهى، بعيدًا عن بغداد، حكم الخليفة الذي سيظل عهده العهد الذَّهبي للدولة العبَّاسيَّة والحضارة الإسلاميَّة، فالأجيال المُتعاقبة تحتفظ دائمًا من العصور السَّعيدة بما يُزينها من المحاسن، وتهمل منها ما يشينها من المساوئ».[230]
- المستشرق والجنرال البريطاني غلوب باشا: «لا يعرف قُرَّاء الإنجليزيَّة عن هارُون الرَّشيد شيئًا سوى ما قرأوه عنه في كتاب ألف ليلة وليلة! حيث يبدو إنسانًا يحب اللهو والحياة العابثة، ولا ريب أن هذا الانطباع الذي يحمله القارئ الإنجليزي عنه لا يتفق مع حقيقة هذا الرجل العظيم، ولا ما تميز به من حيوية وفاعلية».[231]

#### المتوازنون
- الإمام الحافظ شمسُ الدين الذَّهبيُّ: استفتح ذكر ترجمته قائلًا: «وكان من أنبل الخُلفاء، وأحشمِ المُلوك، ذا حج وجهادٍ، وغزوٍ وشجاعةٍ، ورأيٍ»،[208] وذكر في الفقرات الأخيرة من ترجمته: «قلتُ: حج غير مرة، وله فتوحاتٌ ومواقف مشهودة، ومنها فتح مدينة هِرَقلة»،[215] ولعل تلخيصه في موطن سابق أكثر وضوحًا قائلًا: «أخبار الرَّشيد يطول شرحها، ومحاسنهُ جمَّة، وله أخبار في اللَّهو واللَّذَّات المحظورة، سامحه الله».[154]

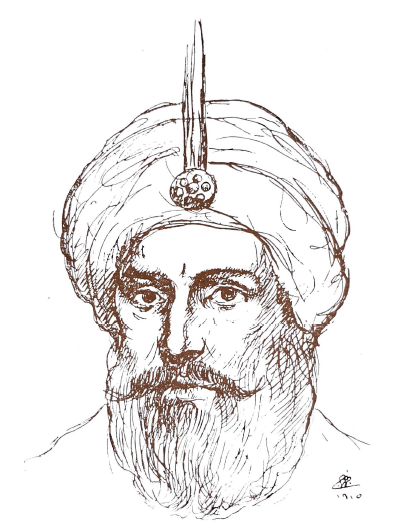
الخليفة العبَّاسِي هارُون الرَّشيد، بريشة جُبران خَلِيل جُبران.

- المُؤرخ المصري أحمد فريد رفاعي: والذي وصف الرَّشيد بطريقة تفصيليَّة قائلًا: «نستطيع بحقٍ أن نقول إنه أضخمُ الخلفاء المُسلمين اسمًا، وأبعدهم صوتًا، وأشدهم تأثيرًا، فأنت لا تستطيع أن تسمع اسم هارُون الرَّشيد، حتى يُحدث في نفسك صورًا خياليَّة، مُختلفة النوع، ولكنها متفقة في القُوَّة، فهو يُنشئ في نفسك حينًا صورة الخليفة المُترف، المسرف الترف .. وصورة الخليفة القوي، الذي أذل أعداء الإسلام وبسط سلطان الخلافة على أطراف الأرض .. وصورة الخليفة العالم الأديب، الفقيه بألوان العلم والدين والأدب، المشجع للفُقهاء والعُلماء والشُّعراء .. وصورة الخليفة الورع الزاهد، المُتهالك نُسُكًا وطاعةً وتبتُّلًا لله .. وصورة الخليفة الذي لا يكاد يخلو إلى نفسه ويسدل الستار بينه وبين رعيته .. فمن غناءٍ، إلى شرابٍ، إلى عبثٍ، إلى استمتاعٍ بالنساء»، ويجمع هذه الصُّور عن الرَّشيد قائلًا: «وهو بعد هذا كله سياسي ماهر، فيه حزم المنصُور وعُنفُه وميلُه إلى الغدر والأثرة، وكُل ما يُشخص سياسة ميكافيلي، وفيه حلم مُعاوية ودهاؤه اللَّين المرن .. ومن غريب الأمر أن كل هذه الصُّور المُتناقضة التي تتباين أشدَّ التباين، قد اجتمعت حقًا في شخص هذا الخليفة»، ويختم قائلًا: «فالرَّشيد يُمثل كل هؤلاء الناس، وكل هذه الأشياء .. ومن هنا كان من العسير جدًا أن نستخلص منه صورةً تاريخيَّةً صادقة، بريئةً من الغُلو والإسراف».[232]
- المُؤرخ اللُّبناني هولو جودت فرج: «فالذي لا شك فيه أن الأسباب العديدة .. قد تعاونت مجتمعة فنفذت إلى وجدان الرَّشيد وساهمت في خفت روح التَّسامُح التي تميَّز بها، ودفعته إلى اقتراف حادثة قتلٍ وتنكيلٍ حُفر اسمها بعمق على جدار التاريخ»،[233] إلا أنه يُبرر للرَّشيد خوفه على السُّلطة والدَّولة من احتكار البرامكة قائلًا: «وإذا لم نأخذ خوف الرَّشيد من البرامكة على دولته بعين الاعتبار واكتفينا بمحاكمته على ضوء ما يقوله المؤرخون عن أسباب النكبة، فسنجد أنفسنا نُجرم الرَّشيد وندينه بالطغيان كما فعل بعض المستشرقين، أمثال أسبورن ومويير». وينتقد بعض المُؤرخين العرب في نقد البرامكة قائلًا: «إنه لا خوف على العروبة من أي تيَّار حضاري يُضيف ولا يُلغي، يُتم ولا يهدم .. وتيَّار البرامكة والفرس على العموم كان في النتيجة، ولو بغير إرادتهم»، ويختم قائلًا: «وهكذا نرى أن البرامكة كانوا ضروريين لنشأة الدولة العبَّاسيَّة، ضرورة الفرس على العموم للعرب البُداة في إنشاء الدولة الرَّاشدة، وأكبر دليل على ما نقول أنه بعد نكبتهم وشغور الدولة منهم، سرعان ما كان فراغ اعتُمد لسدِّه على التُّرك الذين أفرغوا الدولة العبَّاسيَّة من كل شيء إلا الاسم».[234]

#### المنتقدون
- الأديب المصري أحمد أمين: «إنه رجُل عاطفي ذوَّاق، يخضع للمُؤثرات الوقتيَّة، فيصلي مئة ركعة كلَّ يوم، ويحجُّ ماشيًا، ويهيم من ناحيةٍ أخرى بالجمال والغناء ومجالس الشَّراب، ويُحدثه أبُو العتاهية حديث الزُّهد فيبكي ... ويقول له ابن مريم نُكتة فيضحك»،[235] ويقول في انتقاده حول طريقة تعامله للقضاء على نُفوذ البرامكة: «كانت نكبة البرامكة نقطةً سوداء في تاريخ الرَّشيد، فقد أعلى البرامكة، ثم فتك بهم، وقد زلزلت الحادثة الشَّرقَ والغرب معًا، لأن البرامكة كان يحسنون معاملة الرَّعية ويتولون كل شؤونهم ... وأمَّا الغربيُّون، فقد روَّعهم الحادث لأنه لم يكن في نظرهم عادلًا، فلم يُحاكموا بتهمة مُعينة، ولا سُمعت أقوالهم، ولا عُرفت أسباب النَّقمة عليهم». واتَّهم الرَّشيد بتجاوز الدين وأوامره بسبب اتصاله بشارلمان.[236]
- المرجع الشيعي العراقي محمد الشيرازي: «ولما جاء دور هارُون العبَّاسي، قام بأكبر وأشد وأكثر الإيذاء والتضييق على الإمام موسى بن جعفر، فجاء بالإمام إلى بغداد قهرًا، وحبسه في سجونه المظلمة، وكان يأمر بتعذيب الإمام في تلك السجون، بل جاء ببعض اليهود لكي يقوم بتعذيب الإمام»، ويُتابع في فقرةٍ أخرى: «وكان هارُون من أكبر الطواغيت المجرمين..» وزاد في ذلك باتهامه في جملة من الأمور الأخرى.[237]
- المُؤرخ العراقي باقر شريف القرشي: استفتح في إحدى الفقرات حول الرَّشيد قائلًا: «وجلس هارُون على أريكة الخلافة الإسلاميَّة العظمى، وهو السيِّد المُطلق، والحاكم الرُّوحي المُطاع، قد استولى على جميع إمكانيَّات الدَّولة»،[238] ثم ينتقد سياسته الماليَّة: «فقد كان طابع سياسته الماليَّة الاستغلال والنهب لثروات المسلمين، وإنفاق القسم الكبير من الخزينة العامَّة على العابثين والماجنين، وكانت لياليه حافلة بجميع أنواع الطرب واللهو»، ورفض الأقوال بدعمه العلوم قائلًا: «في حين أن الأمة لم تنعم بتلك الواردات الضخمة التي كانت ترد إلى بيت المال كأنَّها السَّيل، فلم تخصص الحكومة من ميزانية الدولة مقدارًا يعنى به على إشاعة المعارف والعلوم، وإقصاء الجهل عن الشعوب الإسلاميَّة، كما لم تنفق شيئًا يذكر على التطوُّر الاقتصادي والصناعي في البلاد»،[239] ويُشكك بصلاحه وتقواه: «وعلى أي حال، فما نسب إليه من التقوى والصَّلاح لا يلتقي بصلة مع واقع سيرته وسياسته، نعم لا شك في أنه ألمع شخصيَّة سياسيَّة عرفها التاريخ في العالم الإسلامي ... ولكن هذا لا يَعنينا أمره، وإنما يَعنينا بُعد سياسته بجميع مُخطَّطاتها عن المبادئ الإسلاميَّة التي هي المعيار في الحقيقة للحكم الإسلامي».[240]

### ألف ليلة وليلة

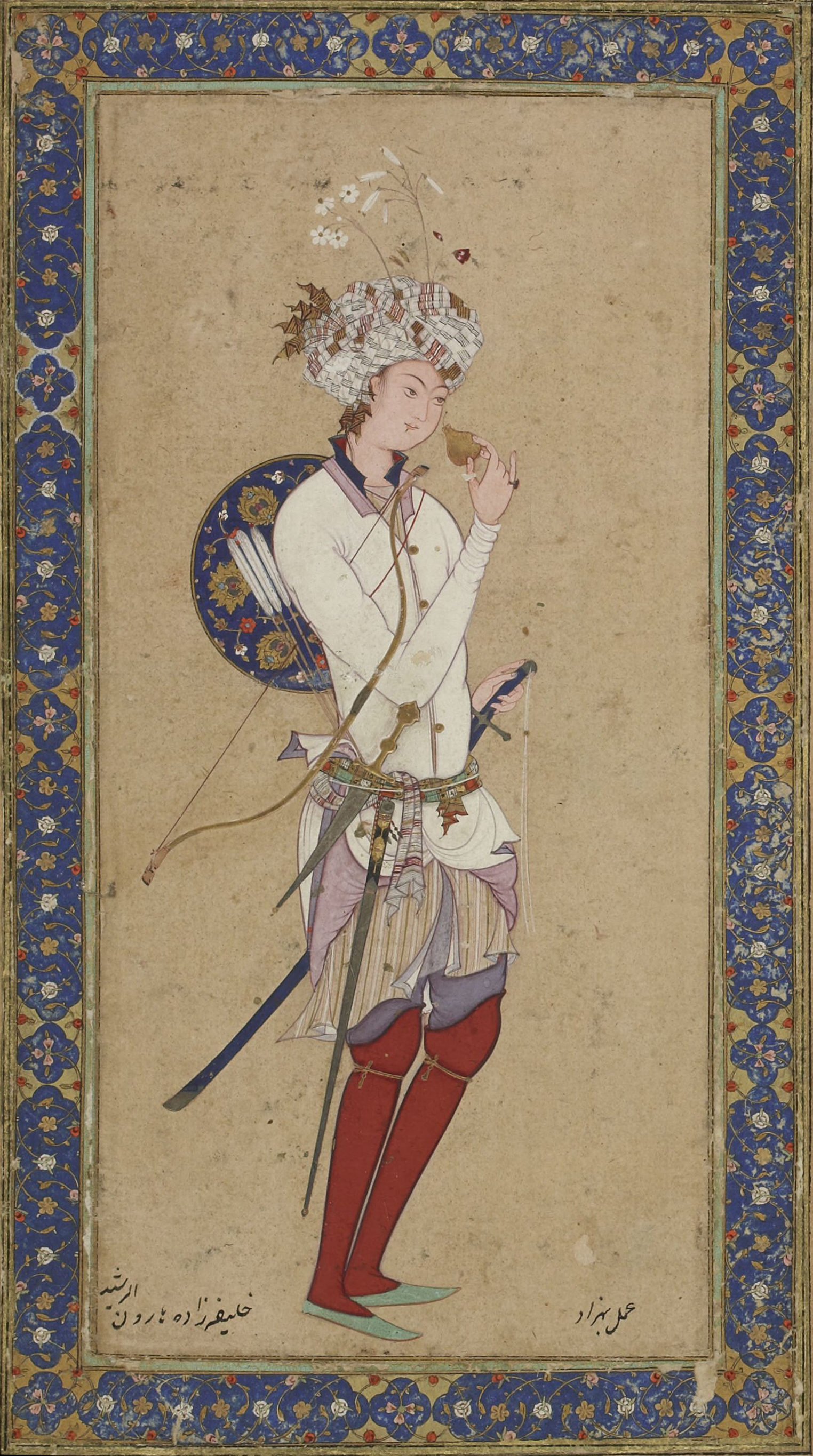
هارون الرشيد كما ظهر في كتاب ألف ليلة وليلة.

اشتهرت حكايات ألف ليلة وليلة حول العالم، لكونها تتضمن مجموعة من القصص والحكايات الشَّعبيَّة التي جُمعت وتُرجمت إلى العربيَّة لأول مرة في ألمانيا سنة 1825 بإشراف المستشرق الألماني هايخت وتلميذه هاينريخ فلايشر لاحقًا الذي أكمل المُهمة عنه بسبب وفاته، ثم عمل أستاذ جامعة هارفارد الأمريكيَّة محسن مهدي على توثيق نُسخها العربيَّة في سنة 1984. شملت حكايات ألف ليلة وليلة على ذكر الخليفة العبَّاسي هارُون الرَّشيد ووزيره جعفر البرمكي والشَّاعر الشهير أبي نُوَاس من ضمن القصص الموجودة في الكتاب الشهير، والتي حيك معظمها في عهد الحملات الصَّليبيَّة.

### في الثقافة المرئية
ظهرت شخصيَّة الخليفة هارُون الرَّشيد في أعمالٍ فنيَّة ومرئيَّة عديدة حول العالم.

#### المسلسلات
- ألف ليلة (1993-1997) إنتاج هندي مستوحى عن ألف ليلة وليلة، ويذكر الرَّشيد في حلقة من الموسم الثاني.
- عصر الأئمة (1997) إنتاج مصري عن الشَّافعيِّ ومالك وابن حنبل، جسَّد دور الرَّشيد المُمثل المصري حلمي فودة.
- هارُون الرَّشيد (1997)، إنتاج مصري عن قصة حياته، جسَّد دور الرَّشيد المُمثل المصري نور الشَّريف.
- أعقل المجانين (2004)، إنتاج سوري عن قصة بهلول، جسَّد دور الرَّشيد المُمثل السُّوري محمد خير الجرَّاح.
- أبناء الرَّشيد (2006)، إنتاج أردني عن قصة الأمين والمأمُون، جسَّد دور الرَّشيد المُمثل السُّوري رشيد عسَّاف.
- الإمام (2017) إنتاج قطري عن شخصية الإمام أحمد بن حنبل، جسَّد دور الرَّشيد المُمثل السُّوري سلُّوم حداد.
- هارُون الرَّشيد (2018)، إنتاج سوري عن قصة حياته، جسَّد دور الرَّشيد المُمثل السُّوري قُصي خولي.

#### الأفلام
- أعمال الشمع (1924)، إنتاج ألماني لفلم صامت، لثلاثة قصص حول هارُون الرَّشيد، وإيفان الرَّهيب، وجاك السَّفَّاح، جسد دور الرَّشيد المُمثل الألماني أميل جانينجز.
- الشفرة الذهبية (1953)، إنتاج أمريكي عن قصَّة مستوحى من ألف ليلة وليلة، جسد دور الرَّشيد، المُمثل الأمريكي روك هدسون.

#### قصص مصورة
- هارُون البسيط (1962)، شخصيَّة خياليَّة ظهرت في سلسلة القصص المُصوَّرة الفرنسيَّة - البلجيكيَّة إيزنوغود.
- رجل الرَّمل (1989-)، ظهر الرَّشيد في العدد 50 بعنوان "رمضان"، والتي تدور أحداثها في عالم ألف ليلة وليلة.

#### الألعاب
- البحث عن المجد الثاني: المحاكمة بالنار (1990)، ظهر الرَّشيد كسُلطان لمدينة شابير، وهي مستوحاة من ألف ليلة وليلة.
- الحضارة 5 (2010)، ظهر الخليفة الرَّشيد قائداً لحضارة العرب من ضمن الحضارات الموجودة في اللُّعبة.[وب-إنج 1]
- ملوك الصَّليبية 2 (2012)، لدى هارُون الرَّشيد صفحة شخصيَّة في اللُّعبة، ويظهر في اللُّعبة أن أحفاده تولوا الخلافة العبَّاسيَّة.

### فهرس المنشورات
1. 1 2 3 4 5 6 7  ابن الأثير (2005)، ص. 860.
2. ↑  كلو (1997)، ص. 37.
3. 1 2  عبد الحكيم (2011)، ص. 103.
4. ↑  كلو (1997)، ص. 37 - 38.
5. 1 2 3  كلو (1997)، ص. 51.
6. ↑  عبد الحكيم (2011)، ص. 58.
7. ↑  الطبري (2004)، ص. 1654 - 1655.
8. ↑  الطبري (2004)، ص. 1654.
9. 1 2  أبو خليل (1996)، ص. 52.
10. 1 2  السيوطي (2003)، ص. 232.
11. 1 2  عبد الحكيم (2011)، ص. 104.
12. ↑  ابن الأثير (2005)، ص. 840 - 841.
13. 1 2  ابن الأثير (2005)، ص. 842.
14. 1 2  ابن الأثير (2005)، ص. 844.
15. ↑  كلو (1997)، ص. 53.
16. ↑  ابن الأثير (2005)، ص. 847.
17. 1 2  ابن الأثير (2005)، ص. 847 - 848.
18. 1 2  ابن كثير (2004)، ص. 1531.
19. ↑  الطبري (2004)، ص. 1622.
20. 1 2 3 4  الطبري (2004)، ص. 1625.
21. ↑  ابن الأثير (2005)، ص. 849.
22. 1 2 3  حتي (1950)، ص. 372.
23. ↑  ابن كثير (2004)، ص. 1532.
24. ↑  ابن كثير (2004)، ص. 1533.
25. ↑  الطبري (2004)، ص. 1632.
26. ↑  ابن الأثير (2005)، ص. 853.
27. ↑  شاكر (2000)، ج. 5، ص. 130.
28. ↑  الخضري (2003)، ص. 94.
29. ↑  الطبري (2004)، ص. 1638.
30. ↑  الطبري (2004)، ص. 1639.
31. ↑  عبد الحكيم (2011)، ص. 107.
32. 1 2 3  ابن الأثير (2005)، ص. 857.
33. ↑  ابن كثير (2004)، ص. 1537.
34. ↑  الطبري (2004)، ص. 1646.
35. 1 2  ابن الأثير (2005)، ص. 857 - 858.
36. ↑  خليفة (1931)، ص. 62.
37. 1 2  الخضري (2004)، ص. 100.
38. 1 2 3  ابن كثير (2004)، ص. 1538.
39. ↑  السيوطي (2003)، ص. 225.
40. ↑  كلو (1997)، ص. 54.
41. ↑  كلو (1997)، ص. 55.
42. ↑  الطبري (2004)، ص. 1656.
43. ↑  هدارة (1966)، ص. 33.
44. ↑  ابن الأثير (2005)، ص. 863.
45. ↑  هدارة (1966)، ص. 33 - 34.
46. 1 2 3  الدوسري (2016)، ص. 67.
47. ↑  الخضري (2003)، ص. 102.
48. 1 2 3  ابن الأثير (2005)، ص. 864.
49. ↑  الطبري (2004)، ص. 1663 - 1664.
50. 1 2 3 4  الخضري (2003)، ص. 103.
51. 1 2 3 4  ابن الأثير (2005)، ص. 874.
52. 1 2  الذهبي (1996)، ج. 6، ص. 273.
53. ↑  الصدوق (1959)، ج. 1، ص. 88.
54. ↑  كلو (1997)، ص. 140.
55. ↑  الصدوق (1959)، ج. 1، ص. 92-93.
56. ↑  عواجي (2001)، ج. 1، ص. 227-228.
57. ↑  ابن كثير (2004)، ص. 1539.
58. ↑  ابن الأثير (2005)، ص. 861.
59. 1 2  ابن الأثير (2005)، ص. 869.
60. ↑  ابن الأثير (2005)، ص. 867.
61. ↑  عبد الحكيم (2011)، ص. 319-320.
62. 1 2  ابن الأثير (2005)، ص. 871.
63. 1 2  ابن الأثير (2005)، ص. 875.
64. 1 2  ابن الأثير (2005)، ص. 885.
65. ↑  عبد الحكيم (2011)، ص. 317.
66. 1 2  ابن الأثير (2005)، ص. 865.
67. ↑  الخضري (2003)، ص. 113 - 114.
68. ↑  ابن كثير (2004)، ص. 1544 - 1545.
69. ↑  الخضري (2003)، ص. 114.
70. 1 2  الخضري (2003)، ص. 115.
71. ↑  ابن كثير (2004)، ص. 1545.
72. ↑  نصار (2002)، ص. 32-35.
73. ↑  ابن كثير (2004)، ص. 1543.
74. ↑  نصار (2002)، ص. 48.
75. ↑  نصار (2002)، ص. 49.
76. ↑  نصار (2002)، ص. 49-50.
77. ↑  نصار (2002)، ص. 50-52.
78. ↑  ابن الأثير (2005)، ص. 872 - 873.
79. ↑  الطبري (2004)، ص. 1672.
80. ↑  عبد الحكيم (2011)، ص. 318 - 319.
81. ↑  ابن الأثير (2005)، ص. 877.
82. 1 2  الدوسري (2016)، ص. 73.
83. 1 2  هدارة (1966)، ص. 36.
84. 1 2  ابن الأثير (2005)، ص. 876.
85. ↑  مسكويه (2003)، ج. 3، ص. 230.
86. ↑  هدارة (1966)، ص. 41.
87. ↑  العبادي (1988)، ص. 88.
88. 1 2 3  الدوسري (2016)، ص. 69.
89. ↑  العبادي (1988)، ص. 81 - 82.
90. 1 2  العبادي (1988)، ص. 82.
91. 1 2 3  العبادي (1988)، ص. 84.
92. ↑  العبادي (1988)، ص. 83.
93. ↑  الدوسري (2016)، ص. 70.
94. ↑  الدوسري (2016)، ص. 70 - 71.
95. ↑  خليفة (1931)، ص. 70.
96. ↑  فرج (1990)، ص. 98.
97. 1 2  الدوسري (2016)، ص. 71.
98. ↑  فرج (1990)، ص. 96.
99. ↑  الدوسري (2016)، ص. 74 - 75.
100. ↑  المناصير (1998)، ص. 399.
101. ↑  ابن الطقطقي (1899)، ص. 190.
102. ↑  مسكويه (2003)، ج. 3، ص. 233.
103. ↑  فرج (1990)، ص. 89.
104. ↑  العبادي (1988)، ص. 86-87.
105. ↑  العبادي (1988)، ص. 87.
106. ↑  العبادي (1988)، ص. 89.
107. ↑  فرج (1990)، ص. 105.
108. ↑  مسكويه (2003)، ج. 3، ص. 235-237.
109. ↑  فرج (1990)، ص. 102.
110. ↑  خليفة (1931)، ص. 69-70.
111. ↑  حتي (1950)، ص. 368.
112. 1 2  ابن الأثير (2005)، ص. 878.
113. ↑  ابن دحية (1946)، ص. 41.
114. 1 2  كلو (1997)، ص. 207.
115. 1 2  فرج (1990)، ص. 107.
116. ↑  خليفة (1931)، ص. 73.
117. ↑  فرج (1990)، ص. 108.
118. ↑  فرج (1990)، ص. 109.
119. ↑  ابن الأثير (2005)، ص. 881.
120. ↑  الطبري (2004)، ص. 1713.
121. 1 2 3  ابن الأثير (2005)، ص. 882.
122. ↑  ابن الأثير (2005)، ص. 884 - 885.
123. ↑  العبادي (1988)، ص. 91.
124. 1 2  حسن (1996)، ج. 2، ص. 46.
125. 1 2 3 4  ابن الأثير (2005)، ص. 880.
126. 1 2  الخضري (2004)، ص. 126.
127. ↑  كلو (1997)، ص. 186.
128. 1 2  مسكويه (2003)، ج. 3، ص. 253-254.
129. 1 2 3  العبادي (1988)، ص. 91 - 92.
130. ↑  حتي (1950)، ص. 373.
131. ↑  ابن الأثير (2005)، ص. 884.
132. ↑  ابن الأثير (2005)، ص. 886.
133. ↑  ابن الأثير (2005)، ص. 886 - 887.
134. ↑  مسكويه (2003)، ج. 3، ص. 265-277.
135. 1 2 3 4  ابن الأثير (2005)، ص. 887.
136. 1 2  كلو (1997)، ص. 203.
137. ↑  الطبري (2004)، ص. 1712.
138. ↑  أبو خليل (1996)، ص. 49-51.
139. ↑  الطبري (2004)، ص. 1705.
140. ↑  مسكويه (2003)، ج. 3، ص. 266.
141. 1 2 3  ابن الأثير (2005)، ص. 889.
142. 1 2  ابن الأثير (2005)، ص. 907.
143. ↑  الدوسري (2016)، ص. 108.
144. 1 2 3  حسن (1996)، ج. 2، ص. 55.
145. ↑  أمين (2014)، ص. 44.
146. 1 2  الخضري (2003)، ص. 130.
147. ↑  ياكوب (1946)، ص. 37-38.
148. 1 2  ليونز (2010)، ص. 86.
149. ↑  حتي (1950)، ص. 374.
150. ↑  نوشيراوي (1985)، ج. 6، ص. 203.
151. ↑  حتي (1950)، ص. 384.
152. 1 2 3  عياش (1989)، ص. 275.
153. ↑  حتي (1950)، ص. 367.
154. 1 2 3  السيوطي (2003)، ص. 227.
155. 1 2  عطا الله (1989)، ص. 29 - 30.
156. ↑  عطا الله (1989)، ص. 30.
157. ↑  عطا الله (1989)، ص. 33-34.
158. ↑  عياش (1989)، ص. 276.
159. ↑  عياش (1989)، ص. 276 - 277.
160. 1 2 3 4  ابن دحية (1946)، ص. 36.
161. ↑  أبو خليل (1996)، ص. 87.
162. ↑  أبو خليل (1996)، ص. 92.
163. 1 2  أبو خليل (1996)، ص. 137.
164. ↑  أبو خليل (1996)، ص. 88.
165. 1 2  أمين (2012)، ص. 112.
166. 1 2 3  أمين (2012)، ص. 113.
167. ↑  أمين (2014)، ص. 103 و106-109.
168. ↑  الدوسري (2016)، ص. 62-63.
169. 1 2  الدوسري (2016)، ص. 64.
170. ↑  المناصير (1998)، ص. 395-396.
171. ↑  المناصير (1998)، ص. 396.
172. ↑  المناصير (1998)، ص. 398-399.
173. ↑  المناصير (1998)، ص. 401.
174. 1 2  طقوش (2009)، ص. 101-102.
175. ↑  طقوش (2009)، ص. 104.
176. ↑  طقوش (2009)، ص. 105.
177. 1 2  طقوش (2009)، ص. 106-107.
178. ↑  عبد الحكيم (2011)، ص. 291.
179. 1 2  طقوش (2009)، ص. 109-110.
180. 1 2  فوزي (1989)، ص. 65.
181. ↑  أمين (2014)، ص. 129.
182. ↑  شاكر (2000)، ج. 6، ص. 17.
183. ↑  مؤنس (2000)، ص. 315.
184. 1 2  حتي (1950)، ص. 370.
185. ↑  فوزي (1989)، ص. 68.
186. ↑  عبد الحكيم (2011)، ص. 291-292.
187. ↑  عبد الحكيم (2011)، ص. 292.
188. ↑  الخضري (2003)، ص. 129.
189. ↑  فوزي (1989)، ص. 71-72.
190. ↑  الدوسري (2016)، ص. 80.
191. ↑  فوزي (1959)، ص. 74.
192. 1 2  طقوش (2009)، ص. 95.
193. ↑  العباسي (2000)، ص. 77.
194. ↑  فوزي (1989)، ص. 13-14.
195. ↑  أبو خليل (1996)، ص. 27.
196. ↑  الذهبي (1996)، ج. 10، ص. 241.
197. 1 2 3 4  حسن (2013)، ص. 83.
198. 1 2  ابن الأثير (2005)، ص. 888.
199. ↑  الهاشمي (2003)، ص. 325.
200. ↑  هدارة (1966)، ص. 25.
201. ↑  ابن الساعي (1960)، ص. 54-55.
202. ↑  حسن (2013)، ص. 81-82.
203. ↑  حسن (2013)، ص. 82.
204. ↑  حسن (2013)، ص. 81.
205. ↑  ابن الساعي (1960)، ص. 45-46.
206. ↑  فوزي (1989)، ص. 40.
207. ↑  العباسي (2000)، ص. 78.
208. 1 2 3  الذهبي (1996)، ج. 9، ص. 287.
209. 1 2 3  السيوطي (2003)، ص. 226.
210. ↑  ضناوي (2001)، ج. 1، ص. 646-647.
211. 1 2 3 4  الخضري (2003)، ص. 131.
212. ↑  ابن عبد ربه (1983)، ج. 5، ص. 373.
213. ↑  أبو خليل (1996)، ص. 200.
214. ↑  مسكويه (2003)، ج. 3، ص. 270.
215. 1 2  الذهبي (1996)، ج. 9، ص. 290.
216. ↑  الخضري (2003)، ص. 133.
217. ↑  ابن خلدون (2004)، ج. 1، ص. 102.
218. ↑  ابن خلدون (2004)، ج. 1، ص. 104.
219. ↑  السيوطي (2003)، ص. 234.
220. ↑  السيوطي (2003)، ص. 235-236.
221. ↑  السيوطي (2003)، ص. 236.
222. ↑  البغدادي (1969)، ص. 55.
223. ↑  القزويني (1960)، ص. 309.
224. ↑  الطبري (2004)، ص. 1711.
225. ↑  فوزي (1977)، ج. 1، ص. 55.
226. ↑  ابن الطقطقي (1899)، ص. 174-175.
227. ↑  ابن الطقطقي (1899)، ص. 177.
228. ↑  الخضري (2003)، ص. 129-130.
229. ↑  حتي (1950)، ص. 369.
230. ↑  كلو (1997)، ص. 203-204.
231. ↑  الشمري (2020)، ص. 2407.
232. ↑  رفاعي (1928)، ص. 115-116.
233. ↑  فرج (1990)، ص. 100.
234. ↑  فرج (1990)، ص. 221.
235. ↑  أبو خليل (1996)، ص. 211.
236. ↑  أبو خليل (1996)، ص. 212.
237. ↑  الشيرازي (2013)، ص. 155.
238. ↑  القرشي (1970)، ص. 23-24.
239. ↑  القرشي (1970)، ص. 27.
240. ↑  القرشي (1970)، ص. 28.
241. ↑  أبو خليل (1996)، ص. 201-211.

### فهرس الوب
بالعربية
1. ↑  "حكم الترحم على الرشيد مع اتهامه بالأمر بقتل الكاظم". إسلام ويب. 1 أغسطس 2010. مؤرشف من الأصل في 2024-04-28. اطلع عليه بتاريخ 2024-04-28.
2. ↑  محمد صالح المنجد (3 يونيو 2023). "هل ثبت أن الخليفة هارون الرشيد قتل الإمام موسى الكاظم ؟". الإسلام سؤال وجواب. مؤرشف من الأصل في 2024-04-28. اطلع عليه بتاريخ 2024-04-28.
3. ↑  جابر بن حيان.. مؤسس علم الكيمياء، مجلة الشندغة، 3 نيسان 2011. نسخة محفوظة 14 فبراير 2017 على موقع واي باك مشين.
4. ↑  "رأي الأحناف في النبيذ والقول المفتى به عندهم". إسلام ويب. 27 يوليو 2011. مؤرشف من الأصل في 2024-05-04. اطلع عليه بتاريخ 2024-04-29.

بالإنكليزية
1. ↑  Rob Zacny (24 Dec 2010). "Civilization V Field Report 2" (بالإنجليزية). Gamepro. Archived from the original on 2011-01-06.

### معلومات المنشورات كاملة
الكُتُب العربيَّة مرتبة حسب تاريخ النشر
- ابن الطقطقي (1899)، الفخري في الآداب السلطانية والدول الإسلامية، القاهرة: شركة طبع الكتب العربية، OCLC:4769993811، QID:Q126075819{{استشهاد}}:  صيانة الاستشهاد: ref duplicates default (link)
- أحمد فريد رفاعي (1928)، عصر المأمون (ط. 3)، القاهرة: دار الكتب والوثائق القومية، OCLC:24417337، QID:Q123460212
- حسن خليفة (1931)، الدولة العباسية: قيامها وسقوطها (ط. 1)، القاهرة: المطبعة الحديثة، OCLC:4770488803، QID:Q106997581
- ابن دحية الكلبي (1946)، النبراس في تاريخ خلفاء بني العباس، مراجعة: عباس العزاوي، بغداد: وزارة المعارف العراقية، OCLC:61742988، QID:Q125662775
- جيورج ياكوب (1946)، أثر الشرق في الغرب، القاهرة: مطبعة مصر، OCLC:4770391570، QID:Q125751141
- فيليب حتي (1950)، تاريخ العرب (مُطوَّل)، ترجمة: جبرائيل جبور؛ إدورد جرجي (ط. 1)، بيروت: دار الكشاف للنشر والطباعة والتوزيع، ج. 2، OCLC:4771287914، QID:Q116201076
- الشیخ الصدوق (1959)، عيون أخبار الرضا (منشورات الشريف الرضي، 1959) (ط. 1)، قم: منشورات الشريف الرضي، ج. 2، QID:Q125661834
- أبو يحيى زكريا القزويني (1960)، آثار البلاد وأخبار العباد، بيروت: دار صادر، OCLC:1107165295، QID:Q125700724
- ابن الساعي (1960)، نساء الخلفاء: جهات الأئمة الخلفاء من الحرائر والإماء، ذخائر العرب (28)، تحقيق: مصطفى جواد، القاهرة: دار المعارف، OCLC:953069400، QID:Q123371389{{استشهاد}}:  صيانة الاستشهاد: ref duplicates default (link)
- محمد مصطفى هدارة (1966)، المأمون: الخليفة العالم، القاهرة: الدار المصرية للتأليف والترجمة، OCLC:762429655، QID:Q123237917
- الخطيب البغدادي (1969)، شرف أصحاب الحديث (كلية الإلهيات، 1969)، تحقيق: محمد سعيد خطيب أوغلي، أنقرة: كلية الإلهيات، QID:Q125702555
- باقر شريف القرشي (1970)، حياة الإمام موسى بن جعفر دراسة وتحليل، بغداد: قسم الثقافة والإعلام، OCLC:4770607202، QID:Q125717640
- فاروق عمر فوزي (1977)، العباسيون الأوائل (ط. 1)، بيروت: دار القلم، QID:Q125703090
- ابن عبد ربه (1983)، العقد الفريد، بيروت: دار الكتب العلمية، OCLC:949403349، QID:Q120648618{{استشهاد}}:  صيانة الاستشهاد: ref duplicates default (link)
- أ.ر. نوشيراوي (1985). "البيمارستانات الإسلامية في العصور الوسطى". التراث العربي. ترجمة: محمد خير بدره. سوريا. ج. 6: 200–207. ISSN:1681-9225. QID:Q124790934.
- أحمد مختار العبادي (1988)، في التاريخ العباسي والأندلسي، القاهرة: دار النهضة العربية (القاهرة)، OCLC:4770066959، QID:Q123235620
- فاروق عمر فوزي (1989)، الخليفة المجاهد هارون الرشيد (ط. 1)، بغداد: دار الشؤون الثقافية العامة، OCLC:4771125349، QID:Q124425062
- خضر أحمد عطا الله (1989)، بيت الحكمة في عصر العباسيين (ط. 1)، القاهرة: دار الفكر العربي، OCLC:4770352274، QID:Q124790563
- عبد القادر عياش (1989)، وليد مشوح (المحرر)، حضارة وادي الفرات: القسم السوري (مدن فراتية) (ط. 1)، دمشق: الأهالي للطباعة والنشر والتوزيع، OCLC:4770594585، QID:Q115327558
- هولو جودت فرج (1990)، البرامكة سلبياتهم وإيجابياتهم، بيروت: دار الفكر اللبناني، OCLC:24069521، QID:Q125745871
- شوقي أبو خليل (1996)، هارون الرشيد أمير الخلفاء وأجل ملوك الدنيا، دمشق: دار الفكر، OCLC:4771256263، QID:Q124425036
- شمس الدين الذهبي (1996)، سير أعلام النبلاء، تحقيق: شعيب الأرنؤوط (ط. 11)، بيروت: مؤسسة الرسالة، OCLC:49724069، QID:Q124255462
- حسن إبراهيم حسن (1996)، تاريخ الإسلام السياسي والديني والثقافي والإجتماعي (ط. 14)، القاهرة، بيروت: مكتبة النهضة المصرية، دار الجيل للطبع والنشر والتوزيع، OCLC:4771433458، QID:Q124796687
- أندري كلو (1997)، هارون الرشيد وعصره، ترجمة: محمد الرزقي، تونس: دار سراس للنشر، OCLC:4770214492، QID:Q124425082
- ابن العمراني (1999)، الإنباء في تاريخ الخلفاء، تحقيق: قاسم السامرائي (ط. 1)، القاهرة: دار الآفاق العربية، OCLC:41180859، QID:Q56367172{{استشهاد}}:  صيانة الاستشهاد: ref duplicates default (link)
- حسين مؤنس (2000). معالم تاريخ المغرب والأندلس (ط. 5). القاهرة: دار الرشاد. ج. 1. ISBN:977-5324-50-5. QID:Q126075516.
- حسني أحمد علي العباسي (2000). الأساس في أنساب بني العباس. تحقيق: أحمد عمر هاشم، حسين يوسف دويدار، محمد عبد الحميد راغب (ط. 1). القاهرة: دار ركابي للنشر. ISBN:978-977-6007-01-7. OCLC:45698005. OL:20771168M. QID:Q123463845.
- محمود شاكر (2000)، التاريخ الإسلامي، بيروت: المكتب الإسلامي، QID:Q128992364
- غالب علي عواجي (2001)، فرق معاصرة تنتسب إلى الإسلام وبيان موقف الإسلام منها، جدة: المكتبة العصرية الذهبية، OCLC:4770237982، QID:Q125750587
- سعدي ضناوي (2001)، موسوعة هارون الرشيد (ط. 1)، بيروت: دار صادر، ج. 1، OCLC:4770236637، QID:Q125750724
- حسين نصار (2002)، الثورات الشعبية في مصر الإسلامية (ط. 2)، القاهرة: مكتبة الدراسات الشعبية، QID:Q124398383
- مسكويه (2003)، تجارب الأمم وتعاقب الهمم، تحقيق: سيد كسروي حسن (ط. 1)، بيروت: دار الكتب العلمية، OCLC:4771294600، QID:Q125857803{{استشهاد}}:  صيانة الاستشهاد: ref duplicates default (link)
- محمد الخضري بك (2003). الدولة العباسية. مراجعة: نجوى عباس. القاهرة: مؤسسة المختار للنشر. ISBN:978-977-5283-97-9. OCLC:54844608. OL:31601253M. QID:Q123224571.
- جلال الدين السيوطي (2003)، تاريخ الخلفاء (ط. 1)، بيروت: دار ابن حزم، QID:Q123424538
- عبد المنعم الهاشمي (2003). الخلافة العباسية (ط. 1). بيروت: دار ابن حزم. ISBN:978-9953-81-268-7. OCLC:405481588. QID:Q123226173.
- محمد بن جرير الطبري (2004). تاريخ الأمم والملوك، تاريخ الطبري: طبعة مقدم لها بتوضيح في أسانيد الطبري وبيان المؤاخذات عليها، وصححت النسخة على أصح النسخ الموجودة، وخدمت بفهارس للآيات وفهارس للأحاديث، وفهارس للموضوعات. مراجعة: أبو صهيب الكرمي. عَمَّان: بيت الأفكار الدولية. ISBN:978-9957-21-152-3. OCLC:956977290. QID:Q123224476.
- ابن كثير الدمشقي (2004)، البداية والنهاية، تحقيق: أبو صهيب الكرمي (ط. 1)، لبنان: بيت الأفكار الدولية، OCLC:1014077365، QID:Q123368203
- ابن خلدون (2004)، مقدمة ابن خلدون، تحقيق: عبد الله محمد درويش، دمشق: دار يعرب، QID:Q125701153{{استشهاد}}:  صيانة الاستشهاد: ref duplicates default (link)
- المسعودي (2005). مُرُوج الذهب ومعادن الجوهر. مراجعة: كمال حسن مرعي (ط. 1). صيدا، بيروت: المكتبة العصرية. ISBN:9953-34-317-9. OCLC:4770827273. OL:57501172M. QID:Q116270317.{{استشهاد بكتاب}}:  صيانة الاستشهاد: ref duplicates default (link)
- ابن الأثير الجزري (2005)، الكامل في التاريخ، مراجعة: أبو صهيب الكرمي، عَمَّان: بيت الأفكار الدولية، OCLC:122745941، QID:Q123225171
- محمد سهيل طقوش (2009). تاريخ الدولة العبَّاسيَّة (ط. 7). بيروت: دار النفائس للطباعة والنشر والتوزيع. ISBN:978-9953-18-045-8. OCLC:915153412. QID:Q107182076.
- جوناثان ليونز (2010). بيت الحكمة: كيف أسس العرب لحضارة الغرب. ترجمة: مازن جندلي (ط. 1). بيروت: الدار العربية للعلوم ناشرون. ISBN:978-614-421-990-4. OCLC:4770000280. QID:Q123371046.
- منصور عبد الحكيم (2011). هارون الرشيد: الخليفة المفترى عليه. تحقيق: طه عبد الرؤوف سعد (ط. 1). دمشق: دار الكتاب العربي. ISBN:978-977-376-595-8. OCLC:1158850430. QID:Q123371308.
- سولاف فيض الله حسن (2013). دور الجواري والقهرمانات في دار الخلافة العباسية (ط. 1). دمشق: صفحات للدراسات والنشر والتوزيع. ISBN:978-9933-495-13-8. OCLC:6914266520. OL:43175027M. QID:Q125689500.
- محمد الحسيني الشيرازي (2013)، من حياة الإمام الكاظم، كربلاء: مؤسسة المجتبى للتحقيق والنشر، QID:Q125716374
- أحمد أمين (2014). هارون الرشيد. القاهرة: مؤسسة هنداوي. ISBN:978-1-5273-0955-5. QID:Q124671611.
- محمد صقر الدوسري؛ محمد نصر عبد الرحمن (2016). تاريخ الدولة العباسية في العصر العباسي الأول. الأحساء: جامعة الملك فيصل. ISBN:978-9960-08-128-1. QID:Q124417503.

مقالات محكمة
- سعد دبيجان الشمري (2020). "الدولة العباسية في كتابات المستشرقين". مجلة بحوث كلية الآداب. جامعة المنوفية. ج. 31 ع. 120: 2395–2436. DOI:10.21608/SJAM.2020.126008. ISSN:2090-9489. OCLC:8787764393. QID:Q125243670.

أطاريح
- محمد عبد الحفيظ درويش المناصير (1998)، الجيش في العصر العباسي الأول، إشراف: محمد إبراهيم أبو سليم، الخرطوم: جامعة النيلين، OCLC:9497619702، QID:Q124356252

| هارُون الرَّشيدالخلافة العبَّاسيةولد: 1 مُحرَّم 149 هـ / 19 فبراير 766 م توفي: 30 جُمادى الأولى 193 هـ / 24 مارس 809 م |                                                                                       |                  |
| ألقاب سُنيَّة |                                                                                       |                  |
| سبقه مُوسى الهادي                                                                                              | أمِيرُ المُؤمِنين 15 ربيع الأوَّل 170 – 3 جُمادى الآخرة 193 هـ 14 سبتمبر 787 – 24 مارس 809 م | تبعه مُحمَّد الأمين |